# Névez
Névez [neve] est une commune du Pays de l'Aven en Basse Cornouaille (département du Finistère, région Bretagne, France).

## Géographie

### Situation
La commune de Névez est limitée au nord par la commune de Pont-Aven, à l'est par la rive droite de la ria de l'Aven qui la sépare de la commune de Riec-sur-Bélon, au sud par l'océan Atlantique sur une longueur de sept kilomètres environ et à l'ouest (le ruisseau de Dourveil formant la limite communale) par la commune de Trégunc.
|                  | Pont-Aven        |                  |
| Trégunc          | Névez            | Riec-sur-Bélon   |
| Océan Atlantique | Océan Atlantique | Océan Atlantique |

| - Localisation de Névez sur une carte des communes du Finistère. - Carte topographique de la commune de Névez. |

### Le littoral atlantique
La côte atlantique, très découpée, est constituée d'une alternance de falaises rocheuses souvent spectaculaires et de plages plus ou moins grandes. Si on longe le littoral d'ouest en est en empruntant le chemin des douaniers (actuel GR 34), on rencontre d'abord la plage très étirée de Raguénez (dite aussi « Tahiti-plage », ce surnom provenant d'une paillote installée là dans la décennie 1960 par un biscuitier de Rosporden), puis la petite plage étroite de Rospico qui se niche au fond d'une anse ombragée du même nom, et enfin la plage de Port Manec'h située à l'embouchure de la ria de l'Aven. La plage de Raguénez doit son nom à un petit îlot rocheux qui lui fait face et que l'on peut rejoindre à pied sec à marée basse. En effet Raguénez signifie en breton : en face de l'île, de rag devant et enez île. Un peu plus loin, se trouve un second îlot nommé l'Île Verte.

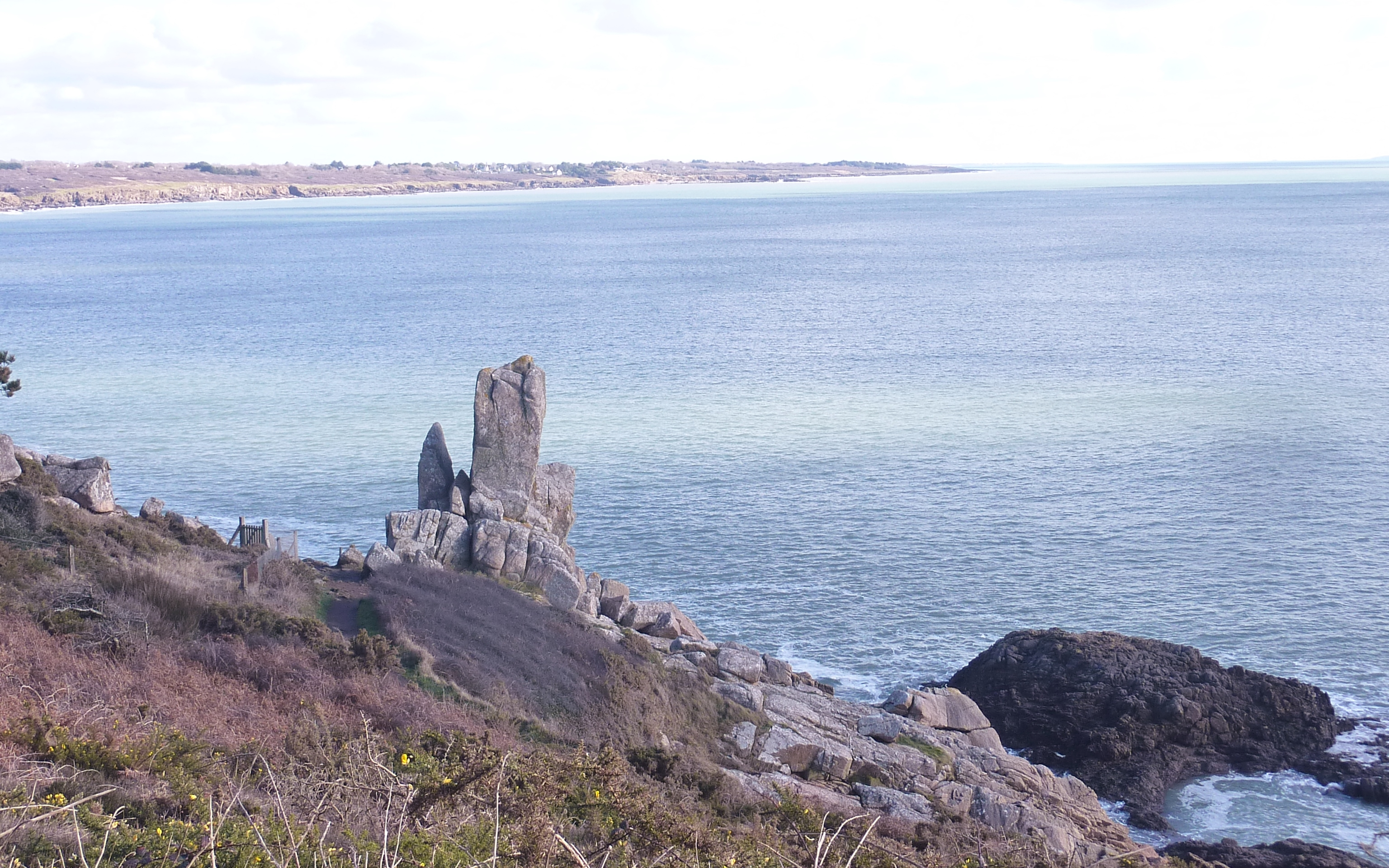
Le rocher du « Doigt de Dieu » et, en arrière-plan, la côte de Moëlan-sur-Mer.
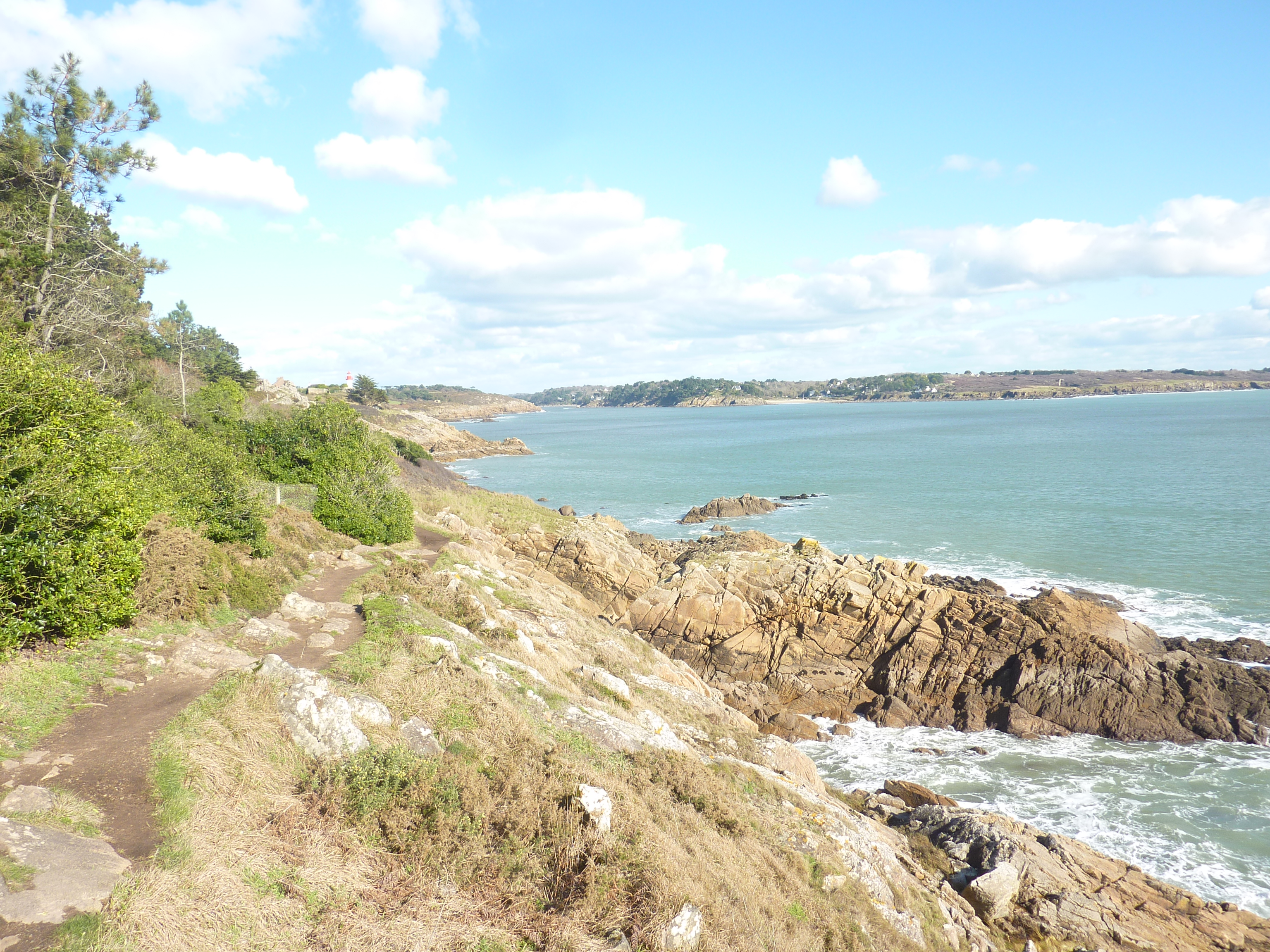
Les falaises et le sentier littoral (GR 34) entre le rocher « Doigt de Dieu » et Port Manec'h.
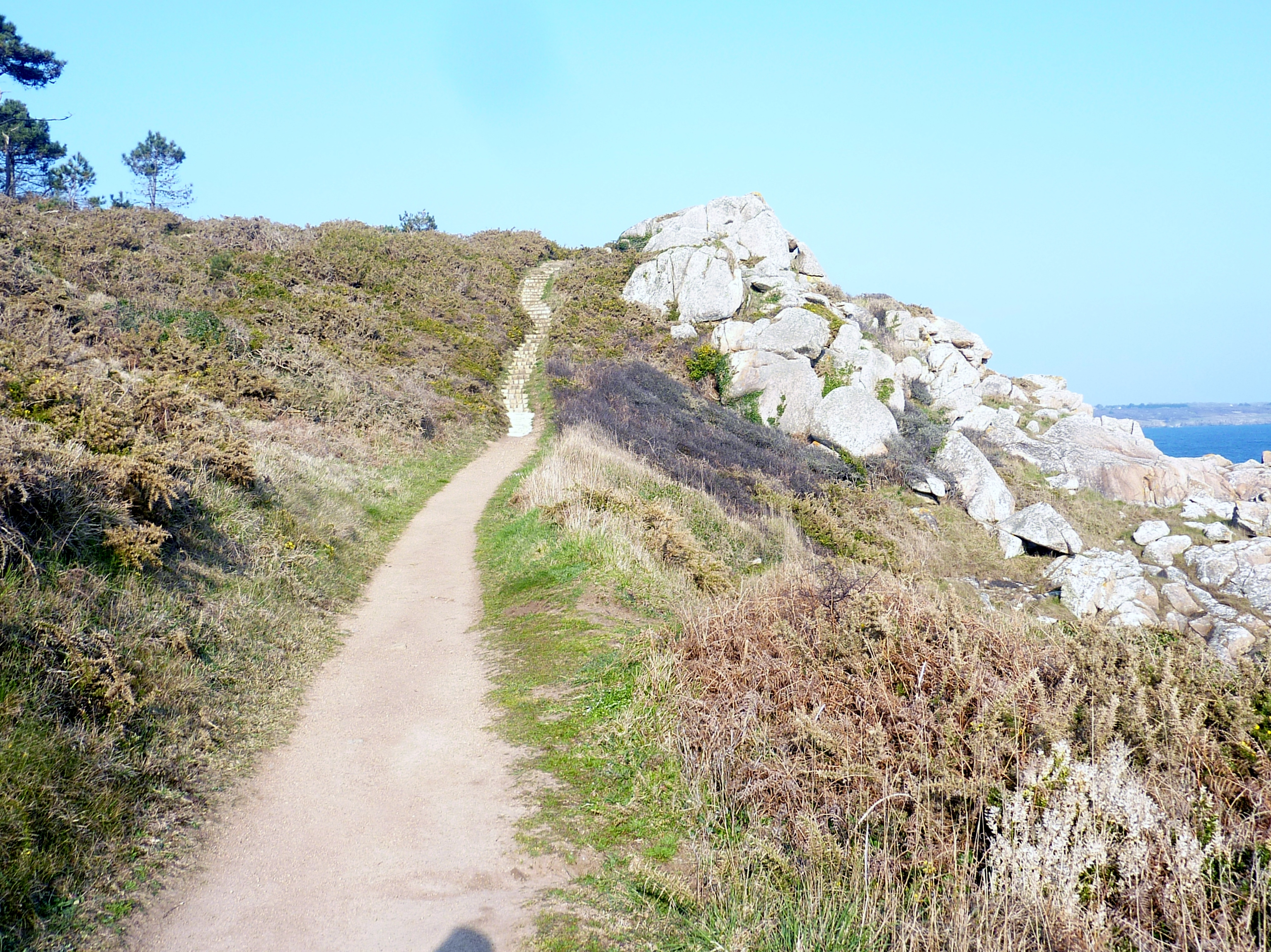
Le GR 34 entre Rospico et Port-Manec'h.
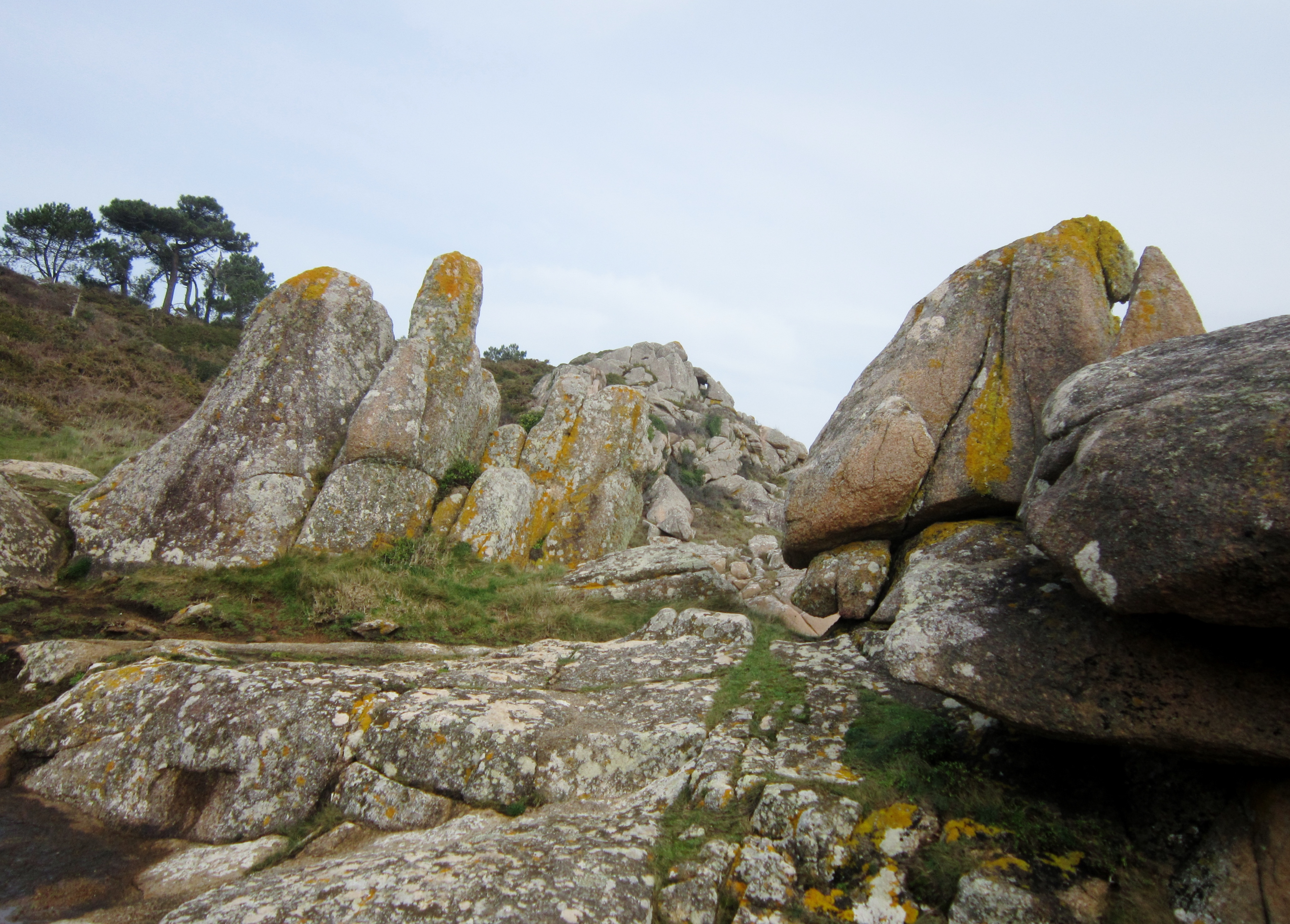
Rochers le long du littoral entre Rospico et Port-Manec'h 1.
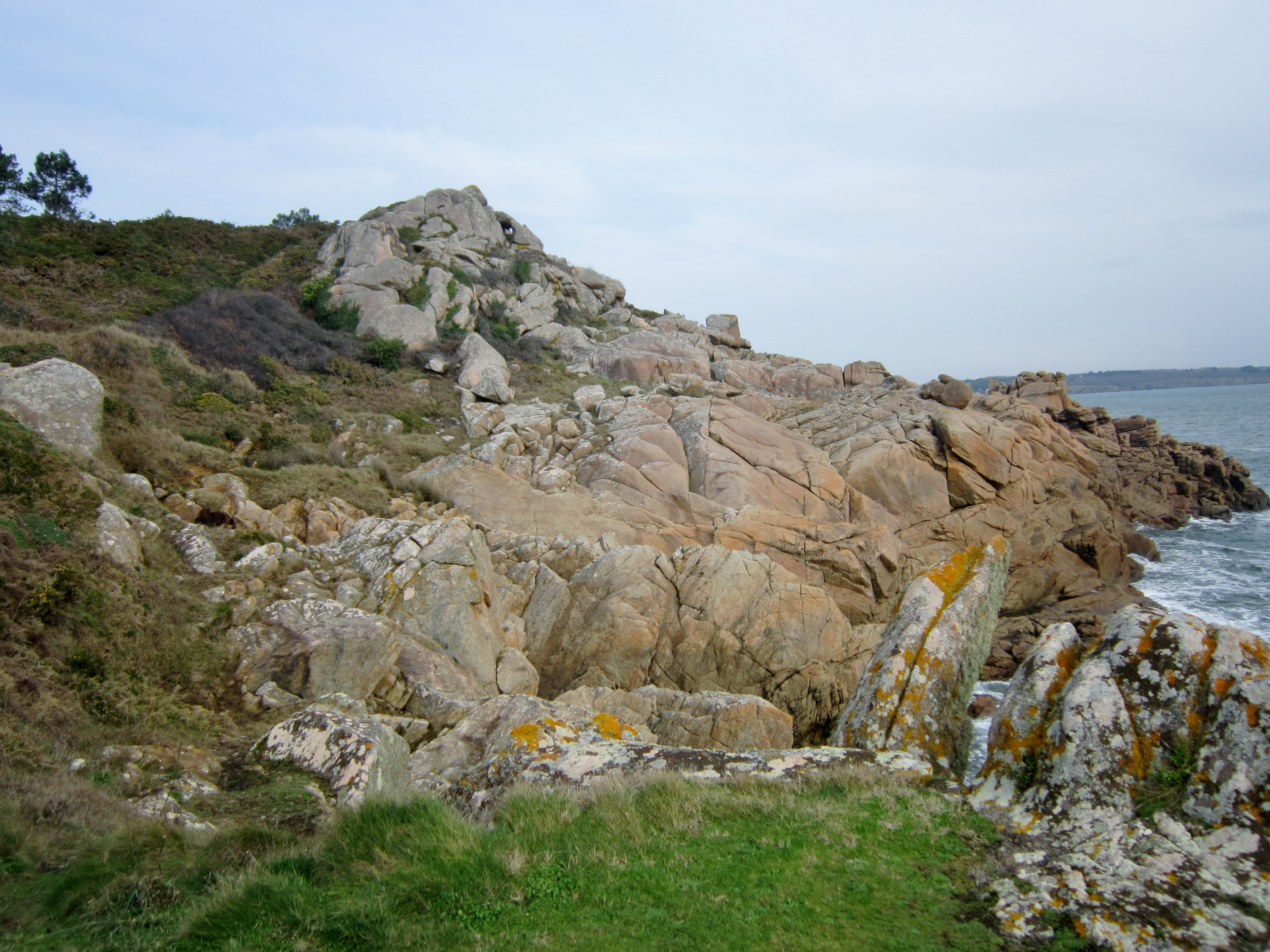
Rochers le long du littoral entre Rospico et Port-Manec'h 2.
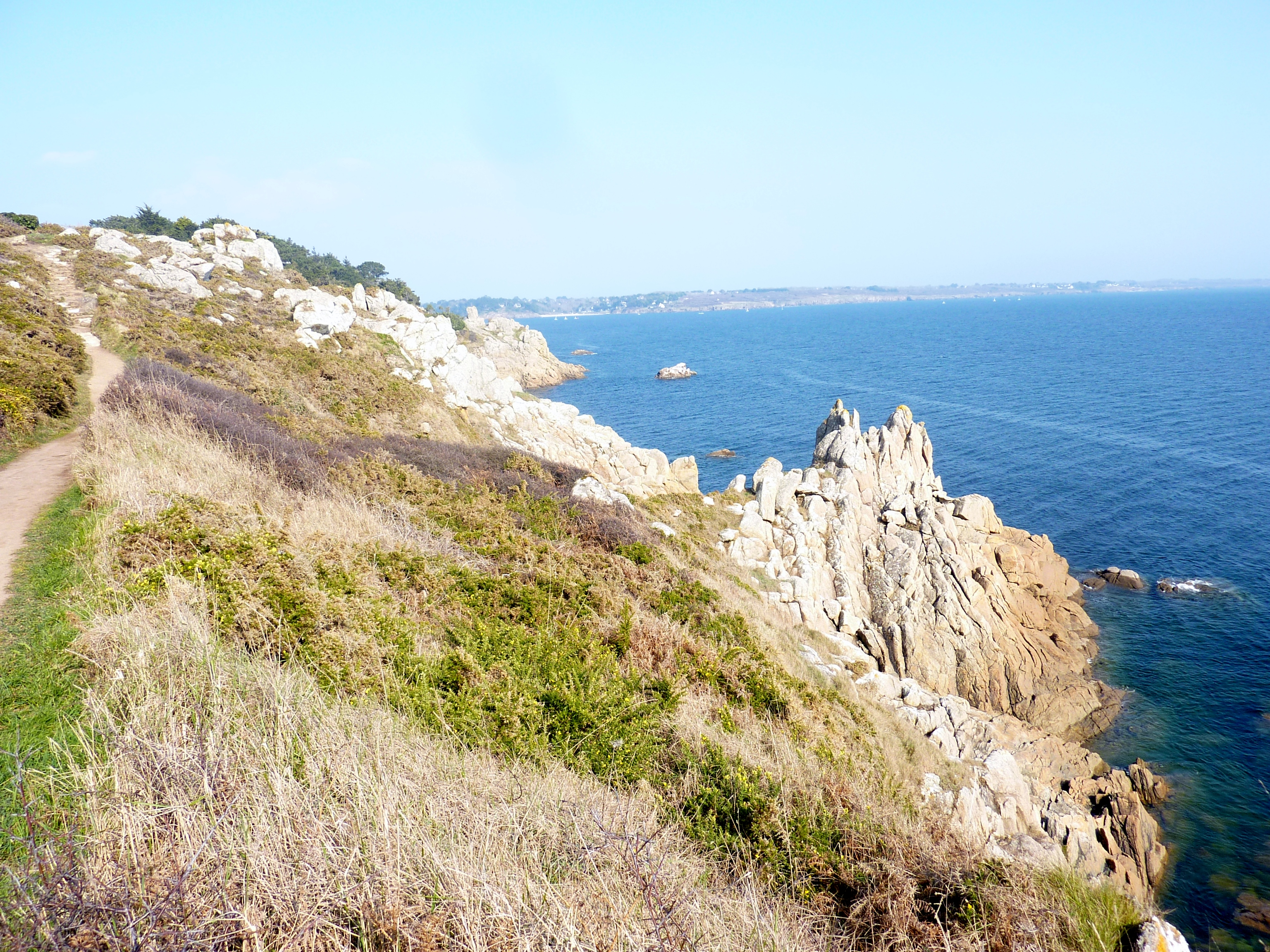
Rochers le long du littoral entre Rospico et Port-Manec'h 3.
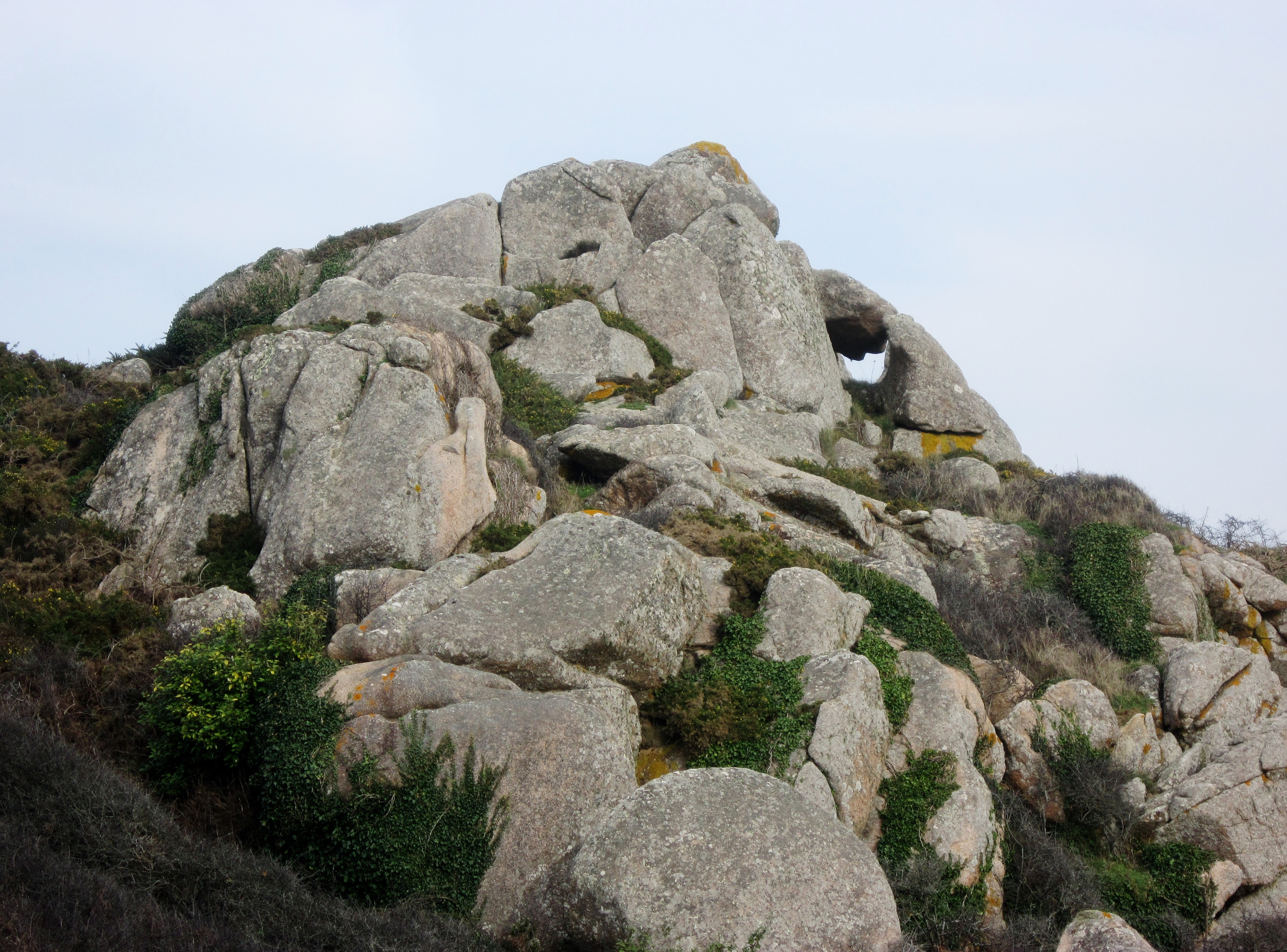
Rochers le long du littoral entre Rospico et Port-Manec'h 4.
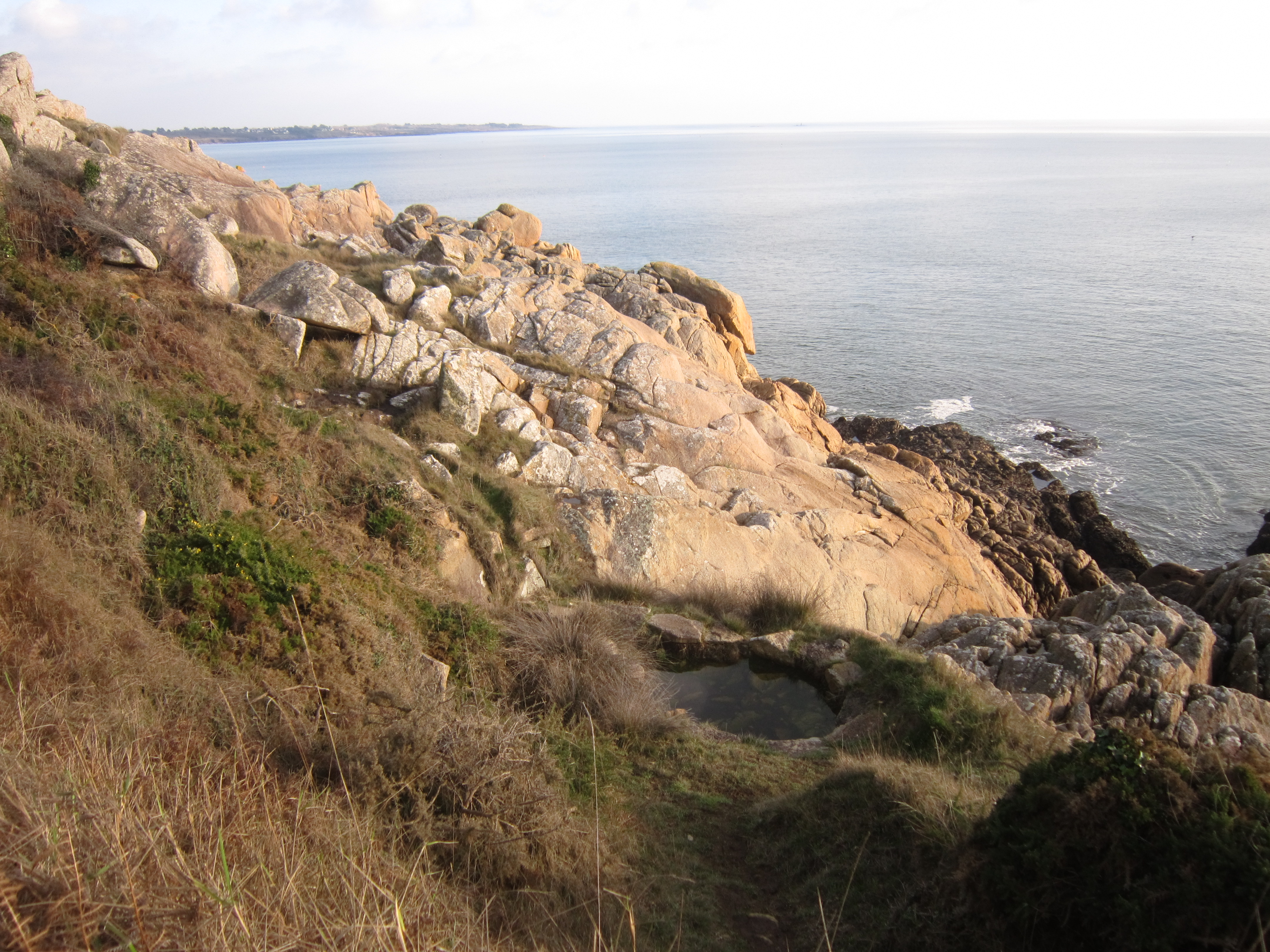
Rochers le long du littoral entre Rospico et Port-Manec'h 5.
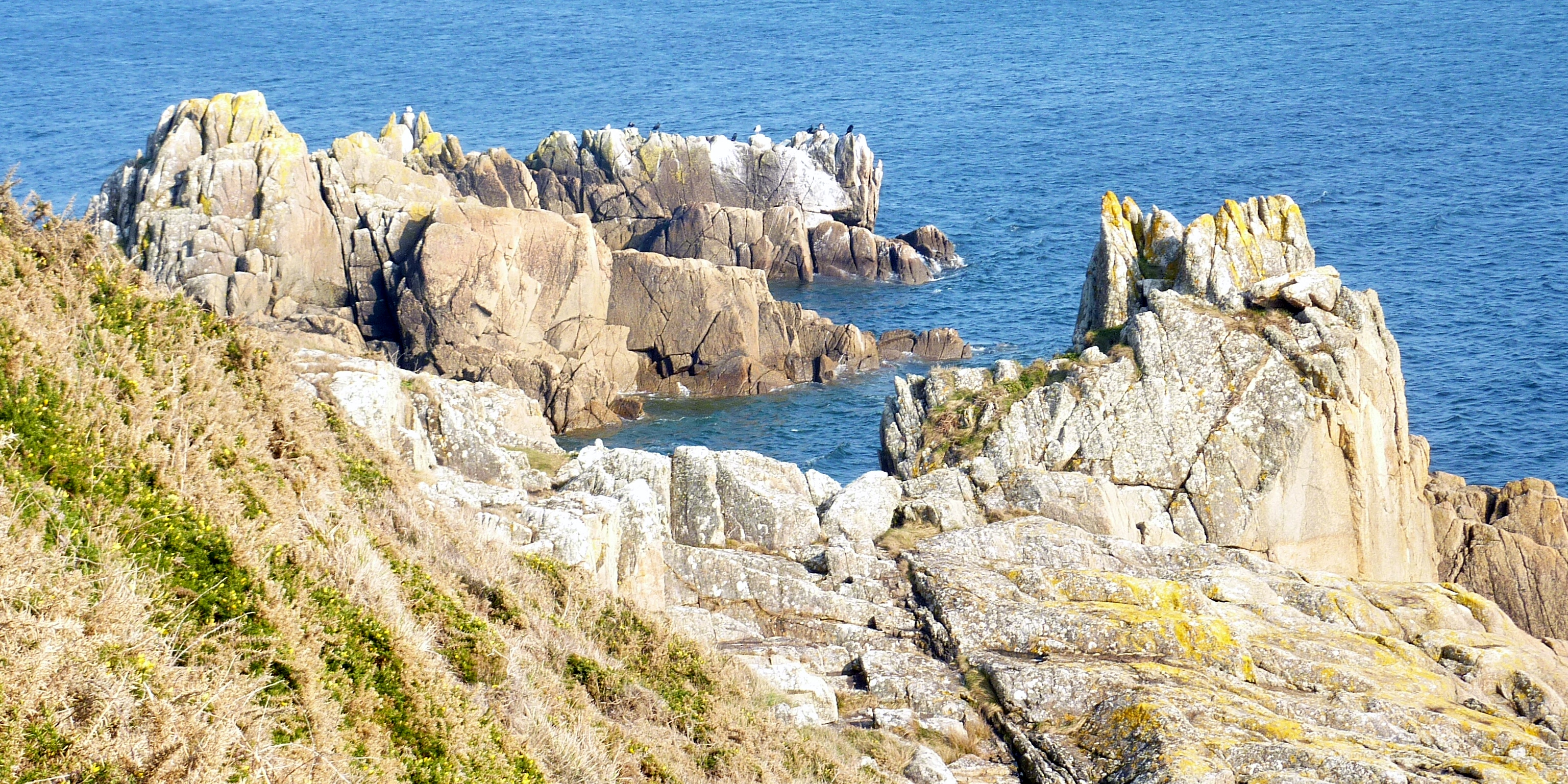
Rochers le long du littoral entre Rospico et Port-Manec'h 6.
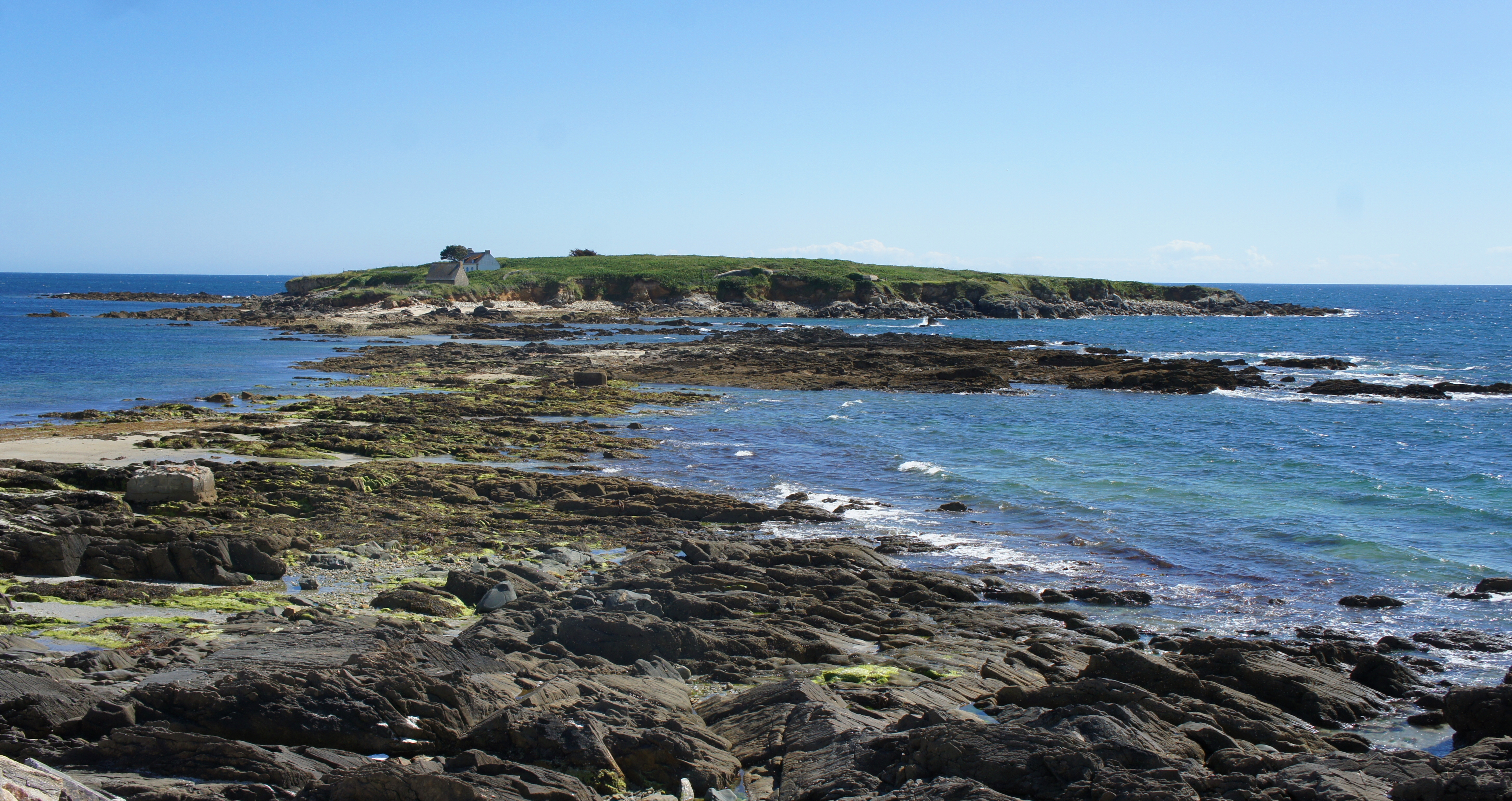
L'île de Raguénez.

### La rive droite de l'Aven
La rive droite de la ria de l'Aven est aussi très accidentée et sinueuse, formant d'amont vers l'aval, depuis la limite communale avec Pont-Aven jusqu'à Port Manec'h une succession d'anses et de falaises : anse du ruisseau de Kerrun, promontoire du château de Tal Mor, anse de Kerscraff, anse du moulin à marée du Hénan et l'étang du Hénan, falaises de part et d'autre du château du Hénan, puis falaises de part et d'autre du port de Kerdruc, l'anse du Poulguin (très profonde et aux nombreuses indentations), falaises du Poulguin, anse de Poul Don, falaises entre cette anse et Port Manec'h et enfin la plage, puis le port de Port Manec'h.

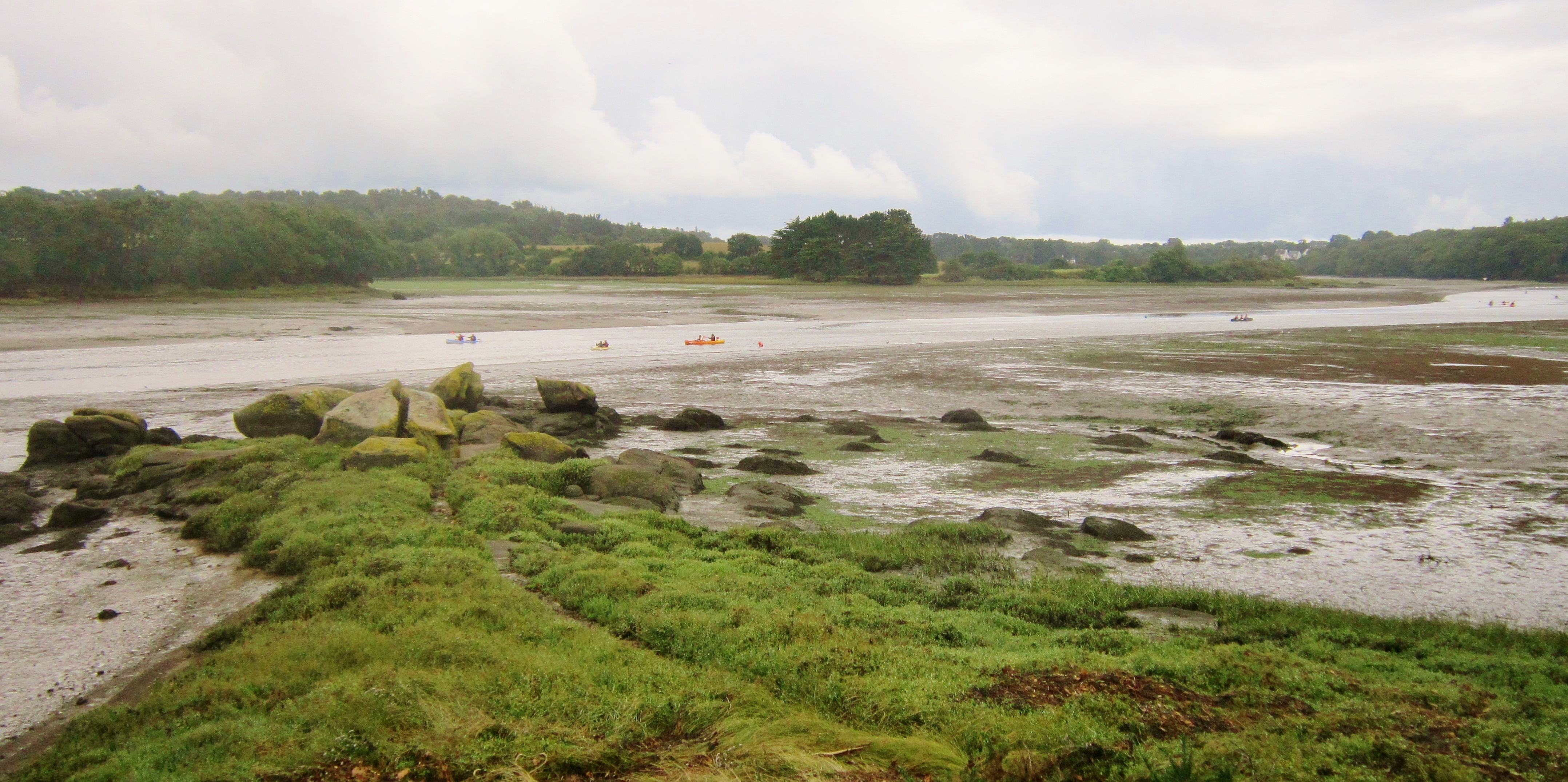
La ria de l'Aven à marée basse vue depuis le sentier piétonnier aux environs de Tal Mor.

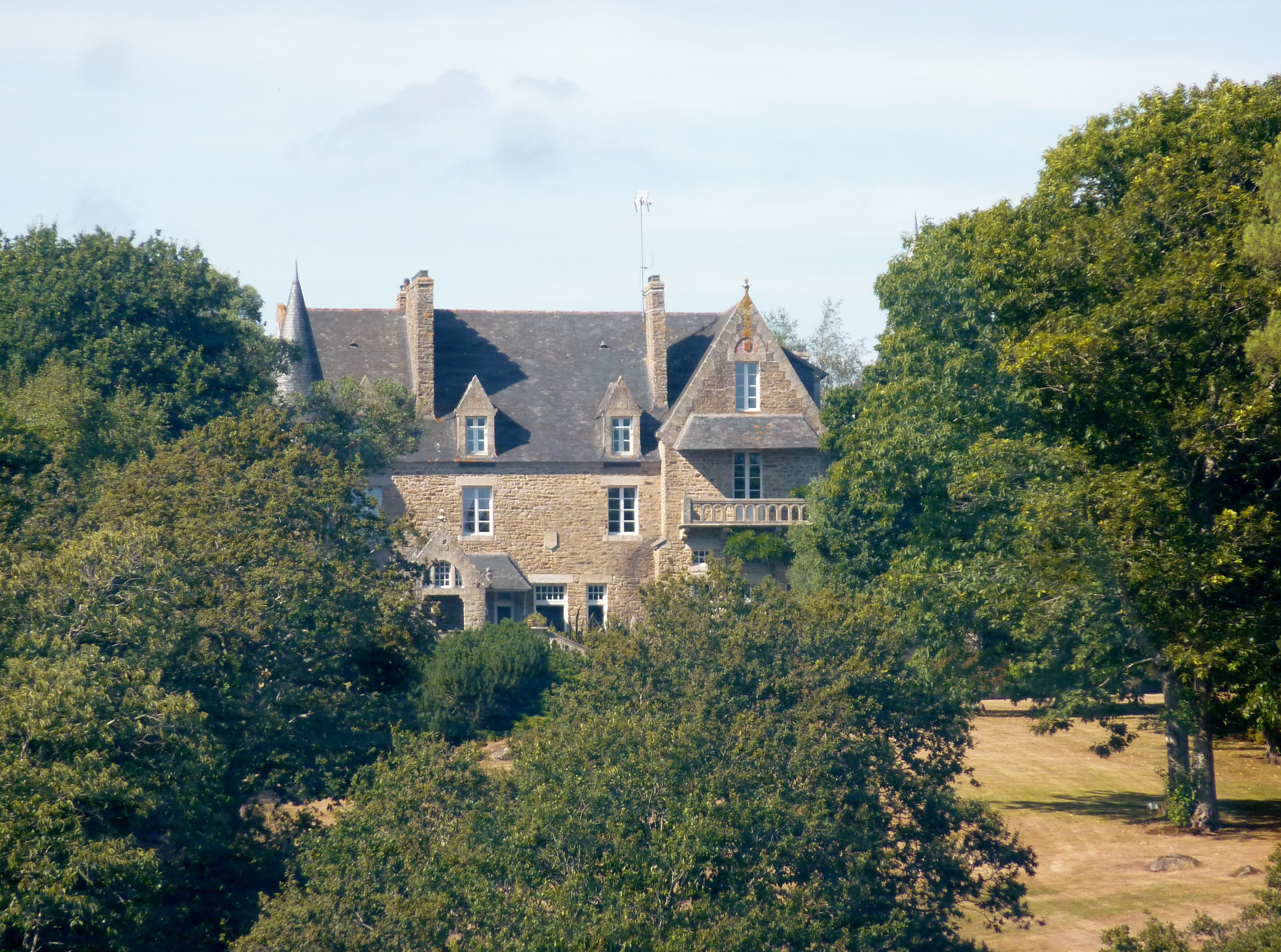
Le château du Tal Mor vu depuis le fleuve côtier Aven.
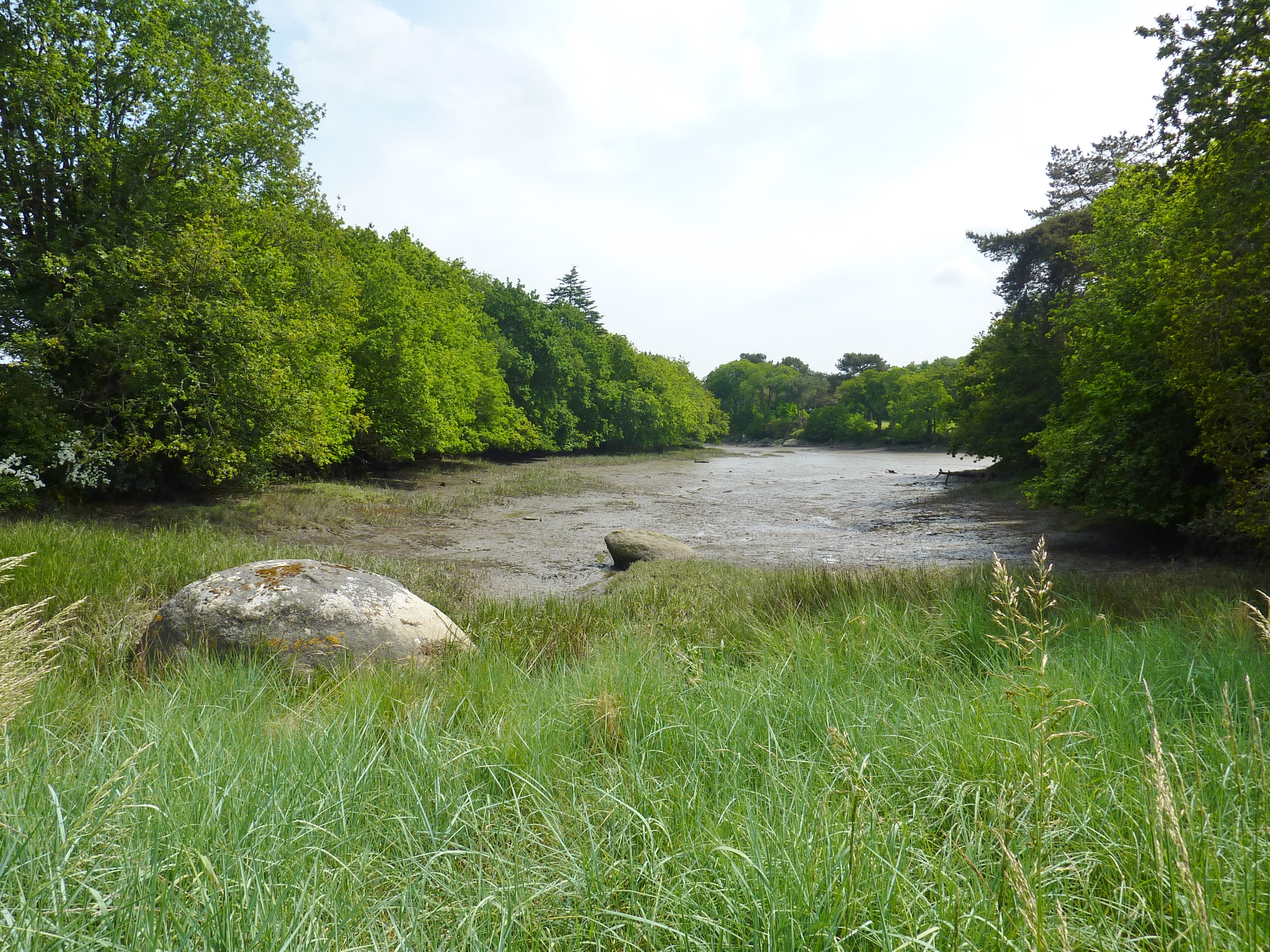
Anse annexe de la ria de l'Aven entre le château du Tal Mor et Kerscaff Huella à marée basse.
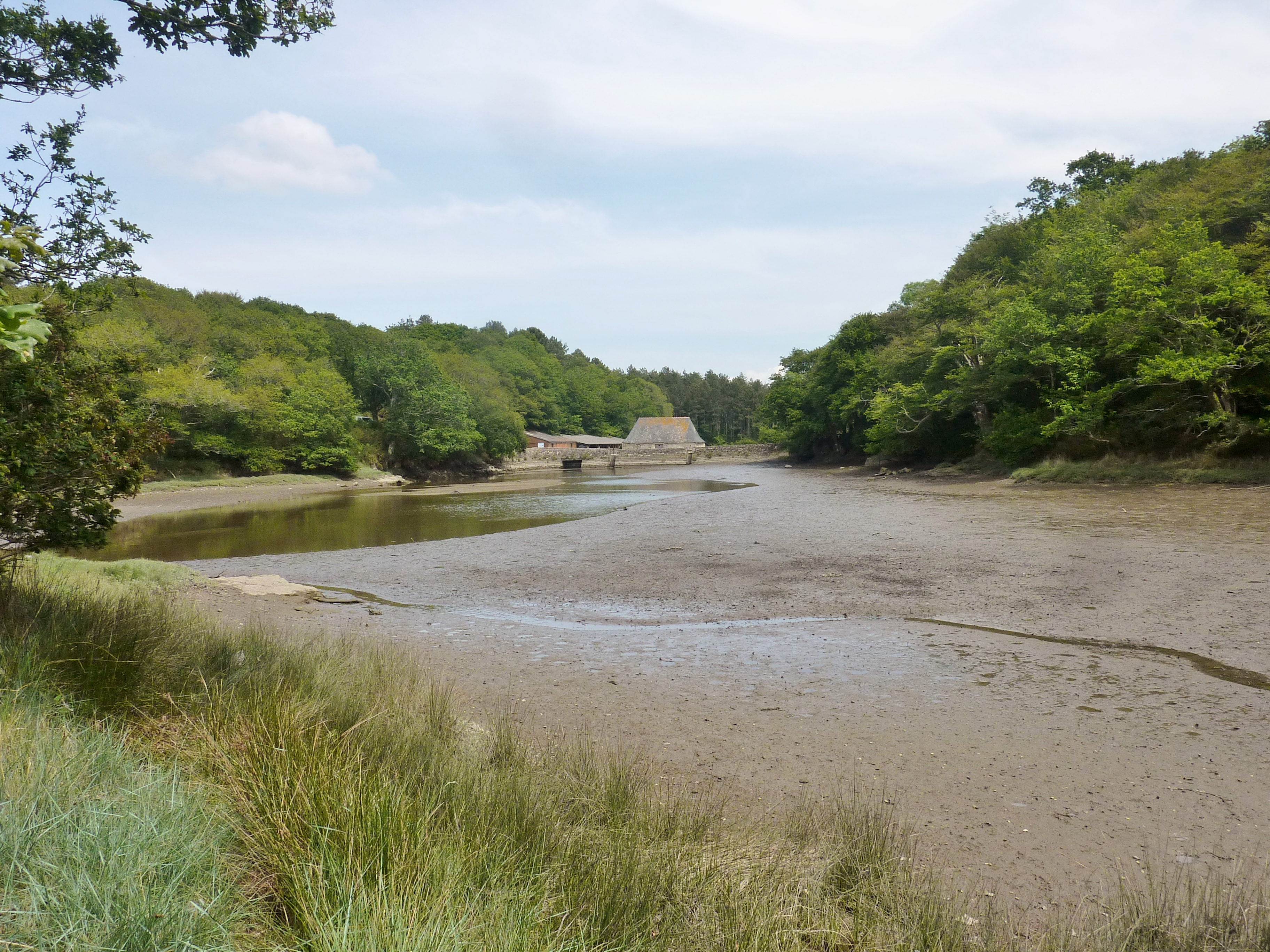
Le moulin à marée du Hénan vu du fond de l'étang du Hénan à marée basse.
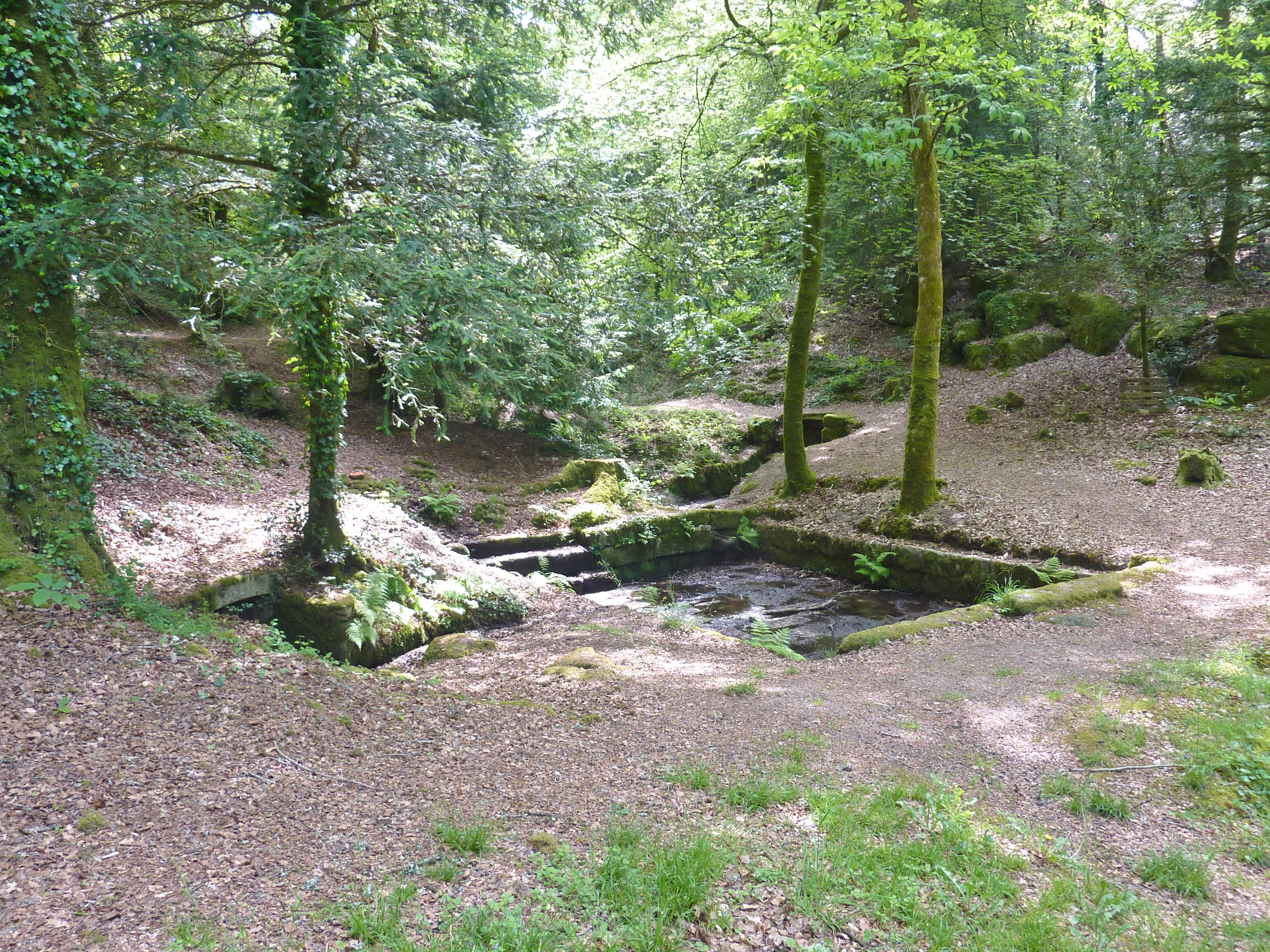
Le site des Trois fontaines, au sud de l'étang du Hénan : vue d'ensemble.
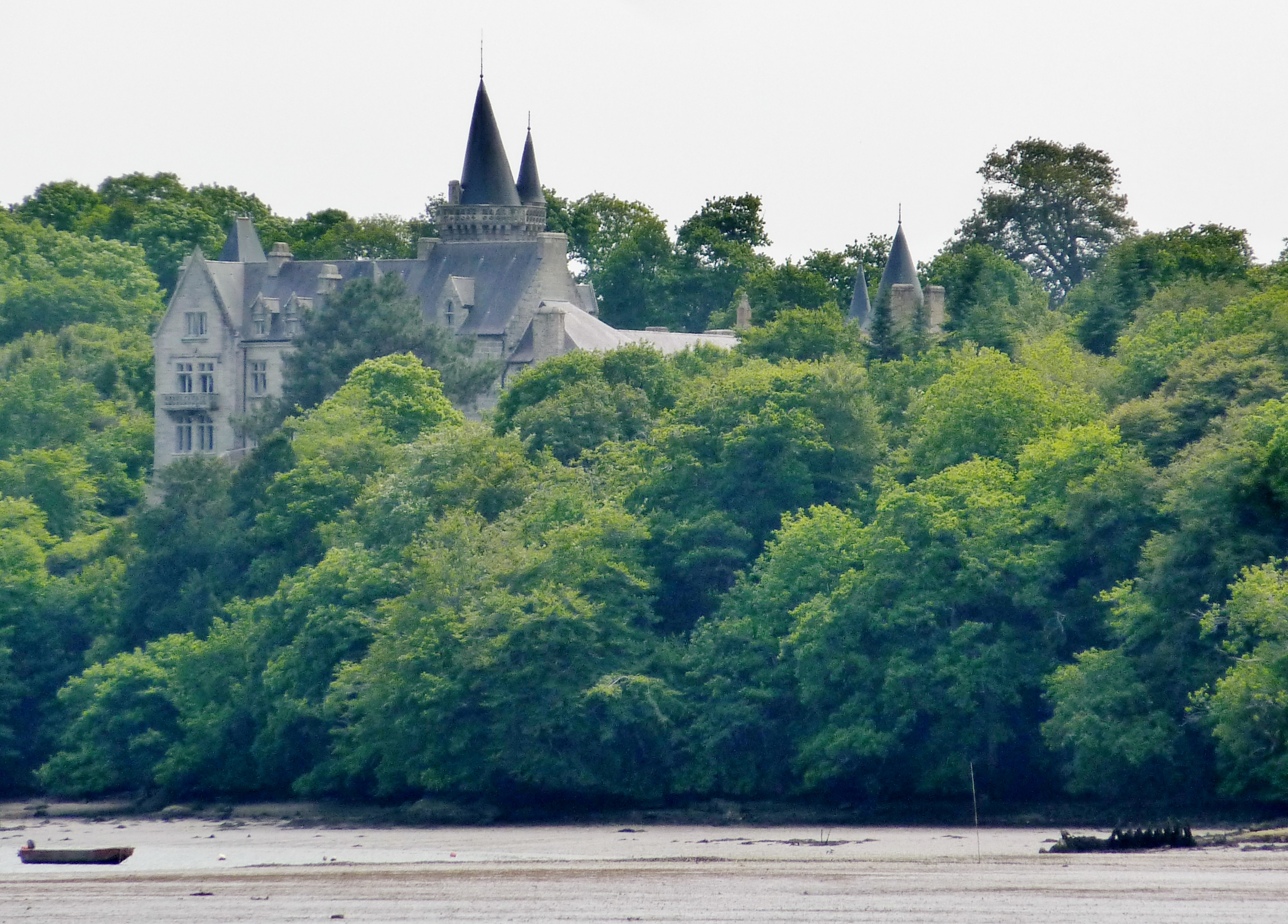
Le château du Hénan qui domine la ria de l'Aven vu du GR 34 au sud du château du Tal Mor.
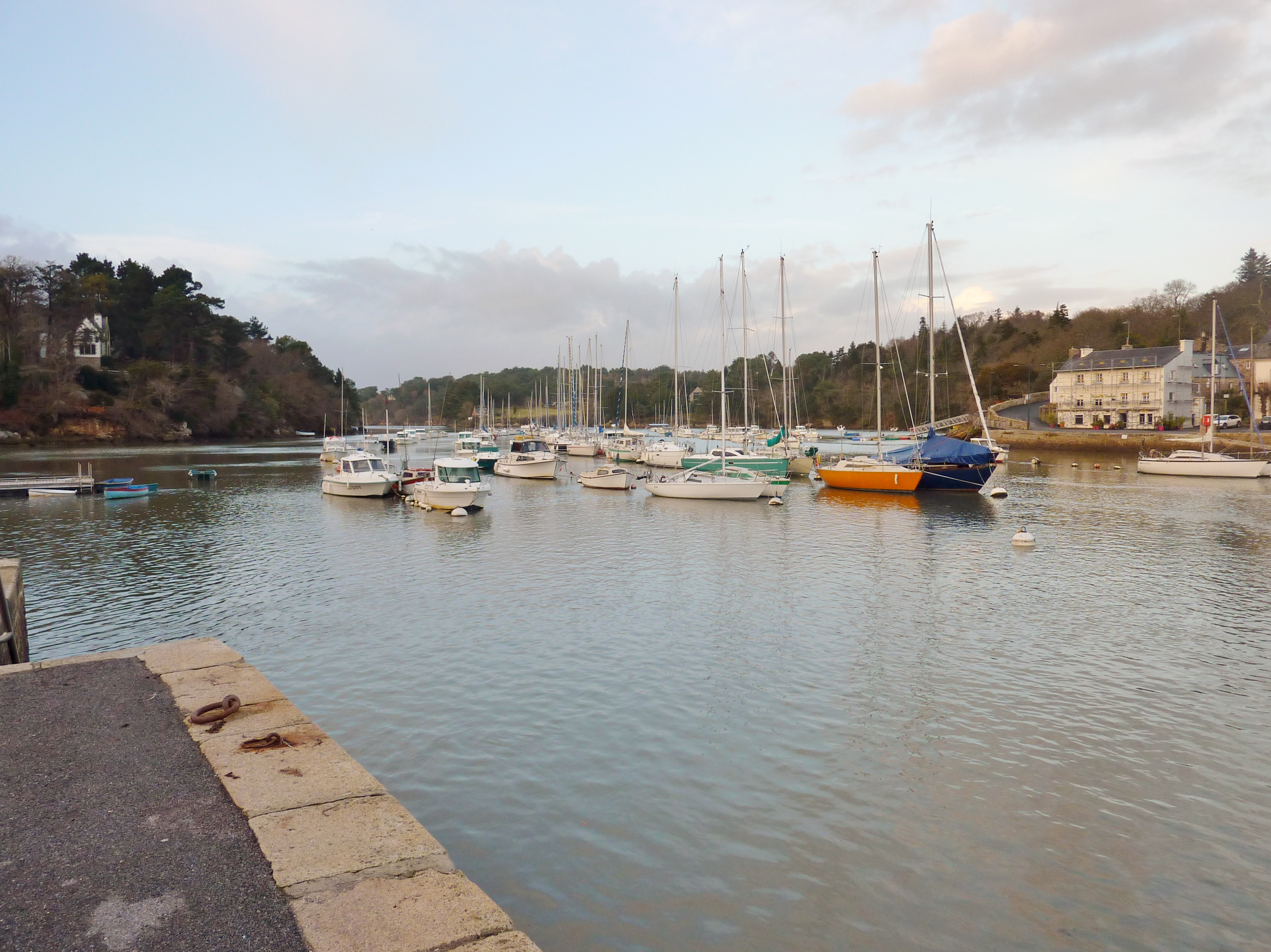
La ria de l'Aven et les voiliers au mouillage vus du quai de Kerdruc (vue vers l'amont) ; à droite Rosbraz (en Riec-sur-Bélon).
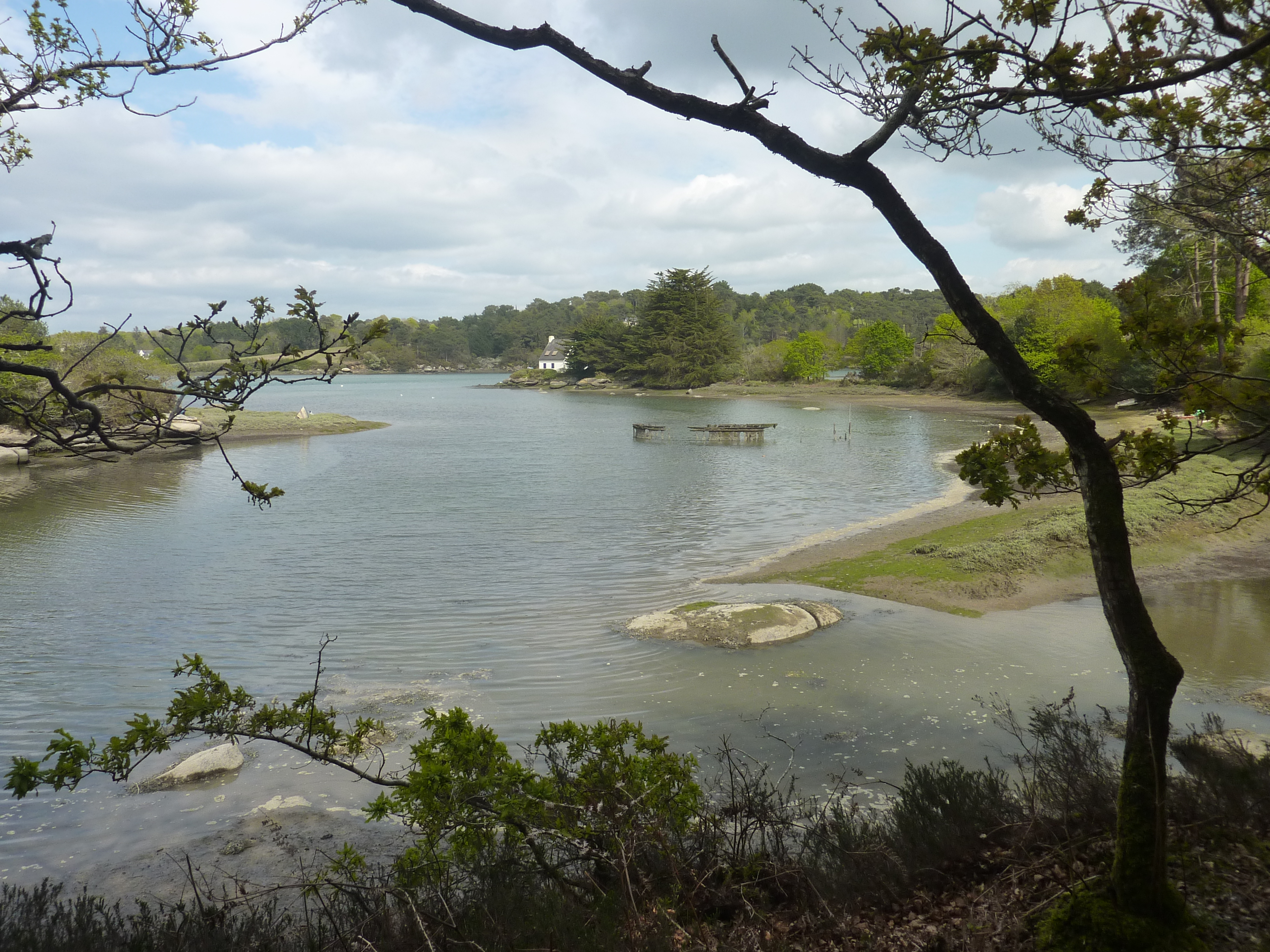
L'Aven vu du GR 34 près du Hénan.
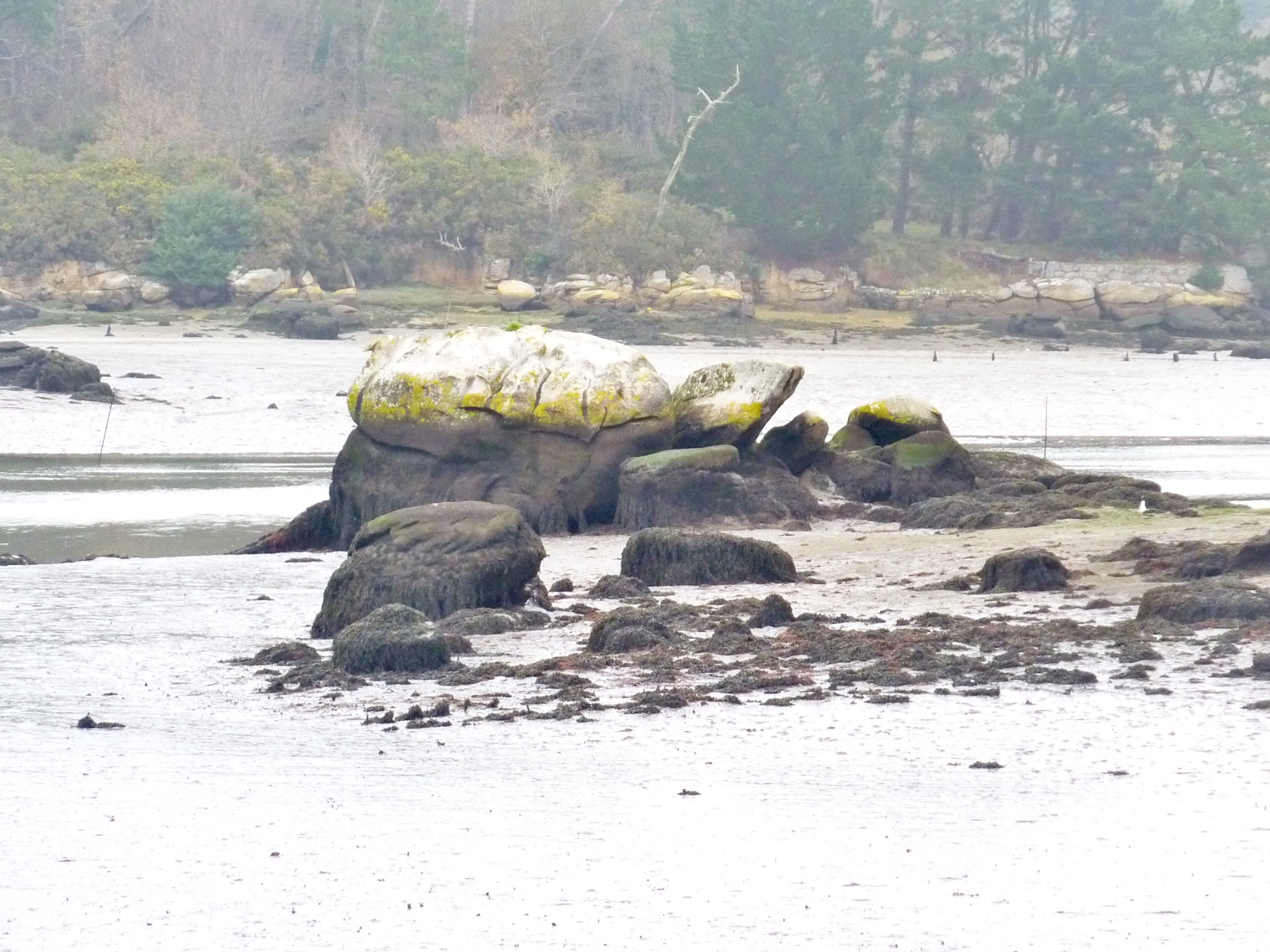
Rocher en forme de tortue situé à la confluence de l'anse de Poulguin avec la ria de l'Aven.
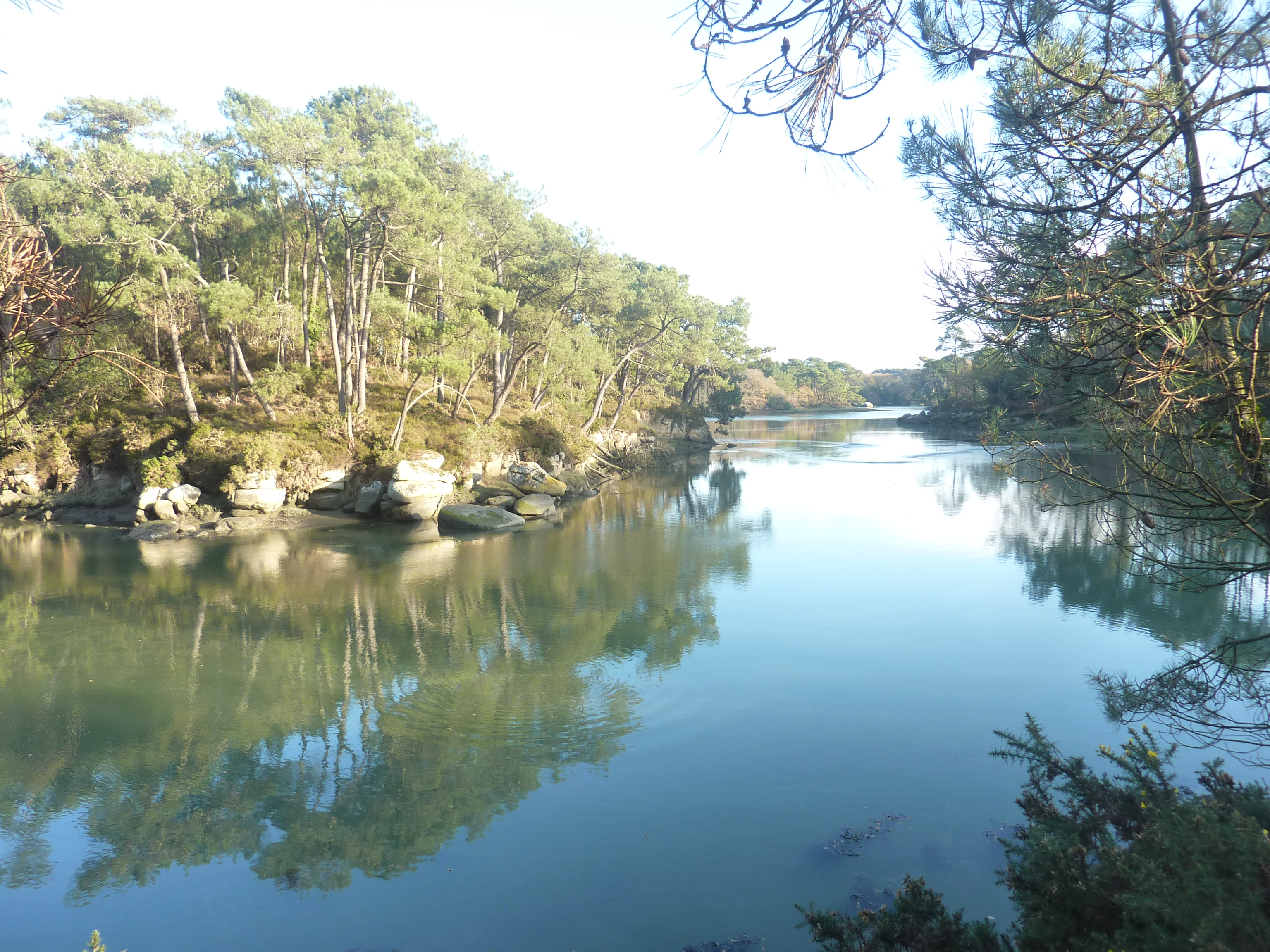
L'anse de Kérochet (au fond de l'anse de Poulguin).
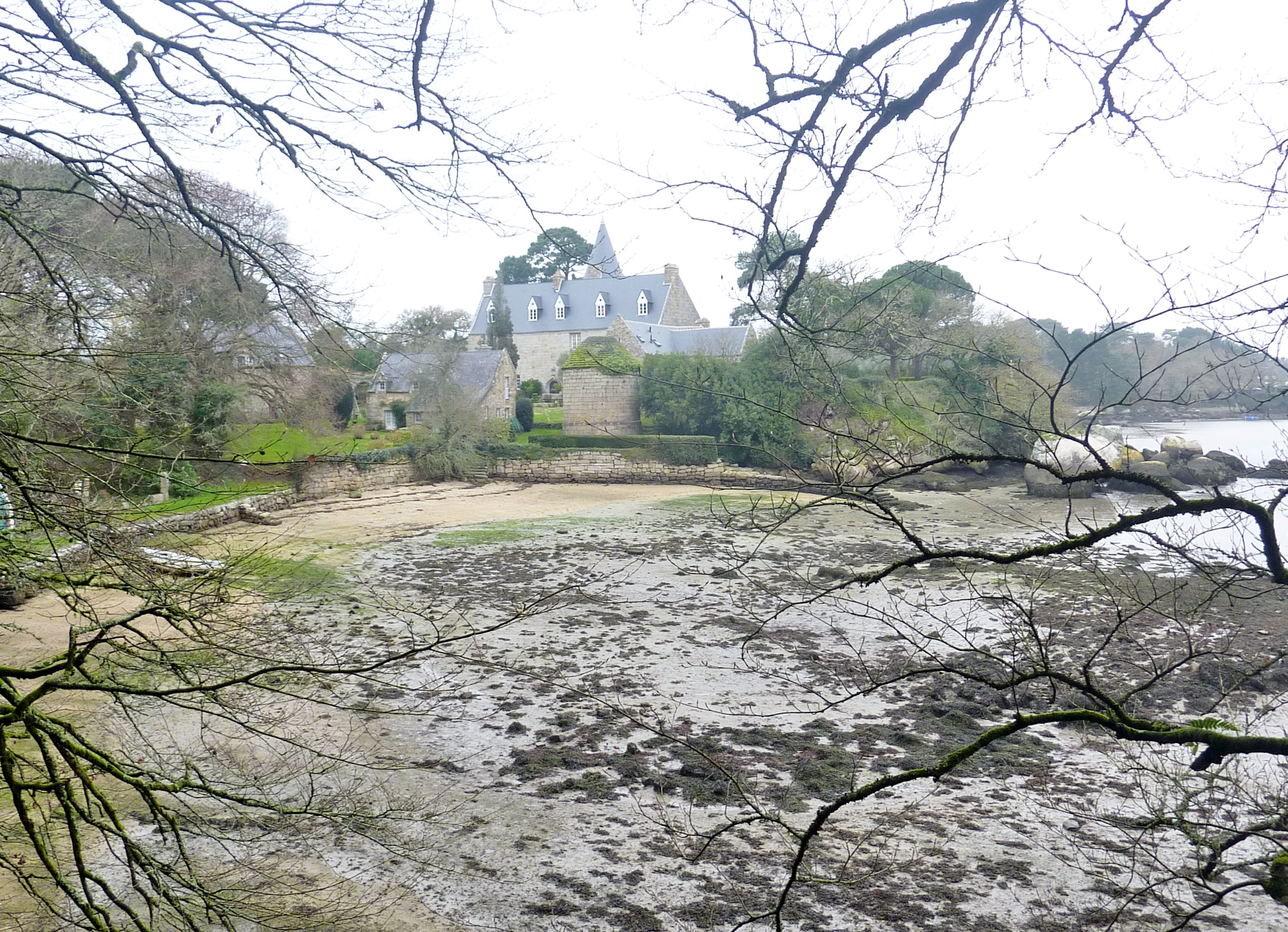
Le château du Poulguin.

### Port-Manec'h
Port Manec'h, à la fois plage, port et hameau célèbre ayant attiré de nombreux peintres, occupe un site remarquable juste à l'embouchure de la ria de l'Aven.

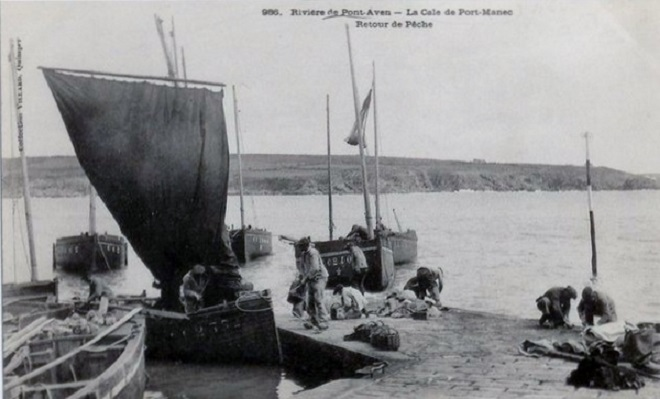
La cale de Port Manec'h en 1913, retour de pêche (carte postale Villard).
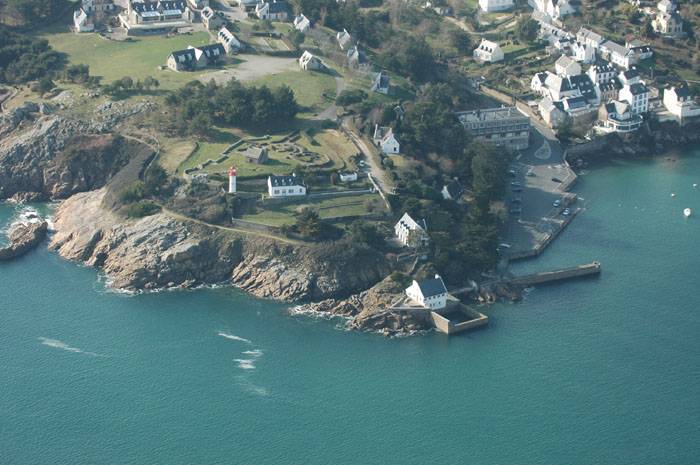
Port Manec'h : vue aérienne.
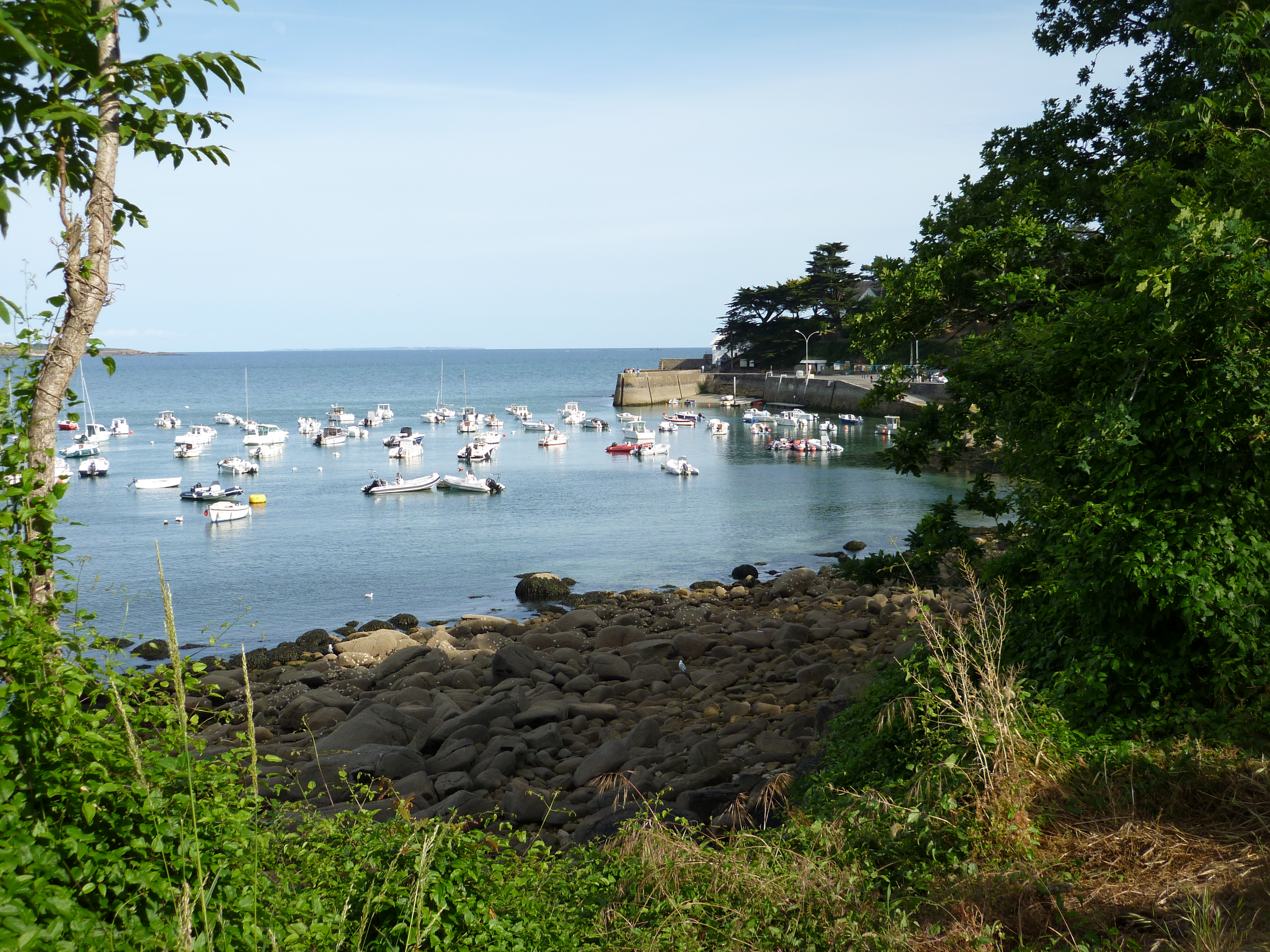
Port Manec'h : le port, vue d'ensemble.
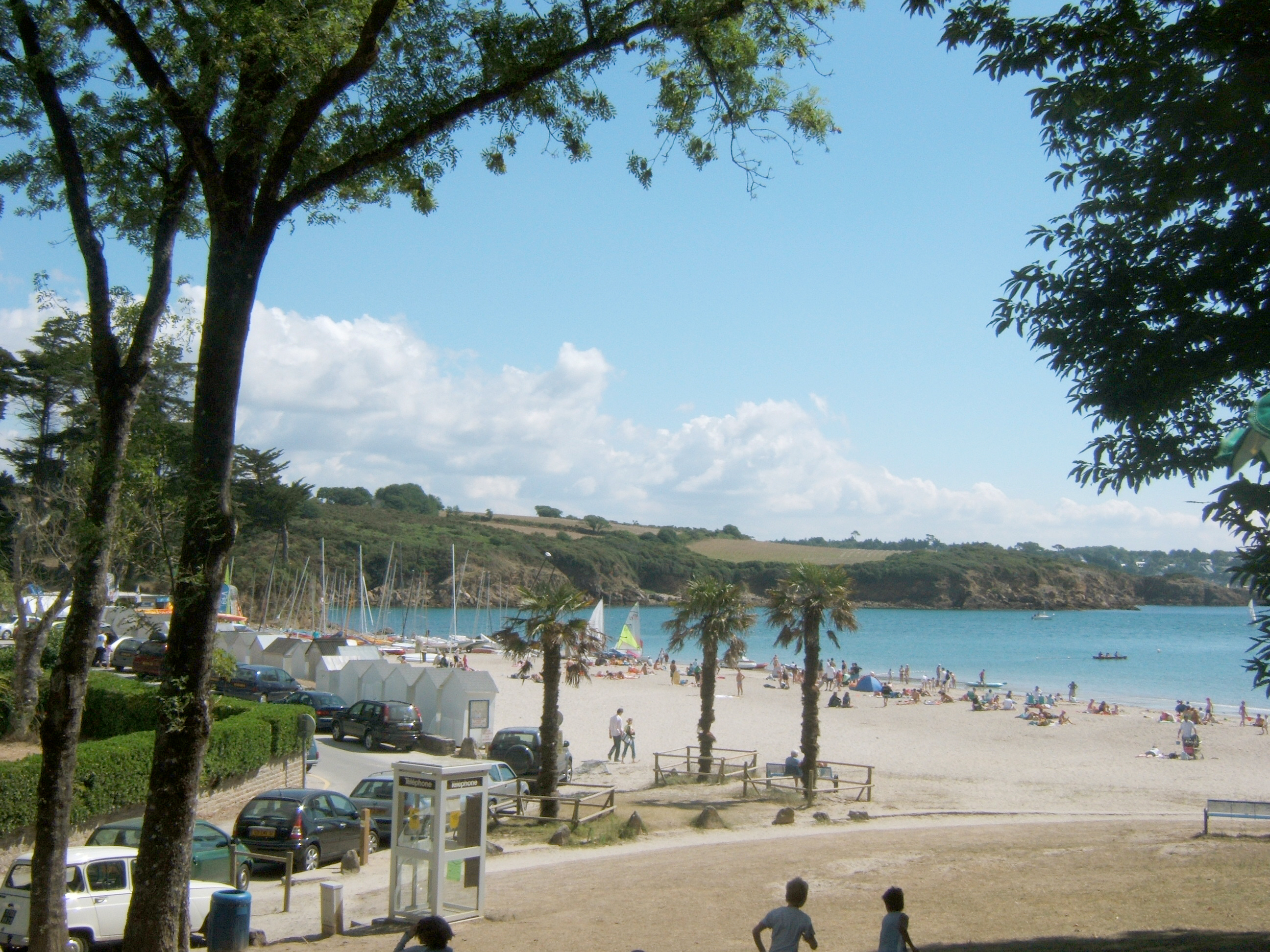
La plage de Port Manec'h à Lann-Benaven.
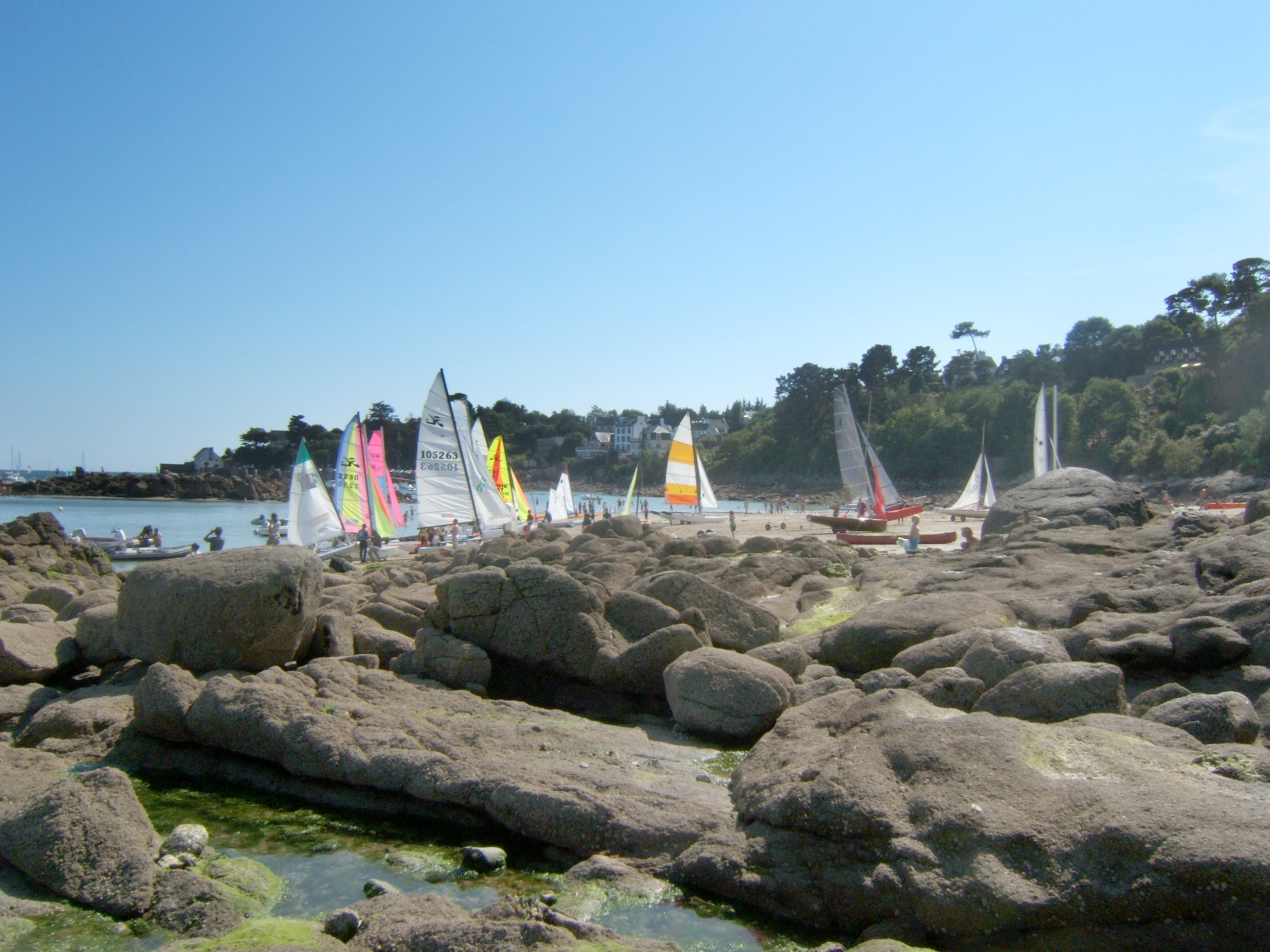
Voiles multicolores et rochers de granit sur la plage de Port Manec'h.
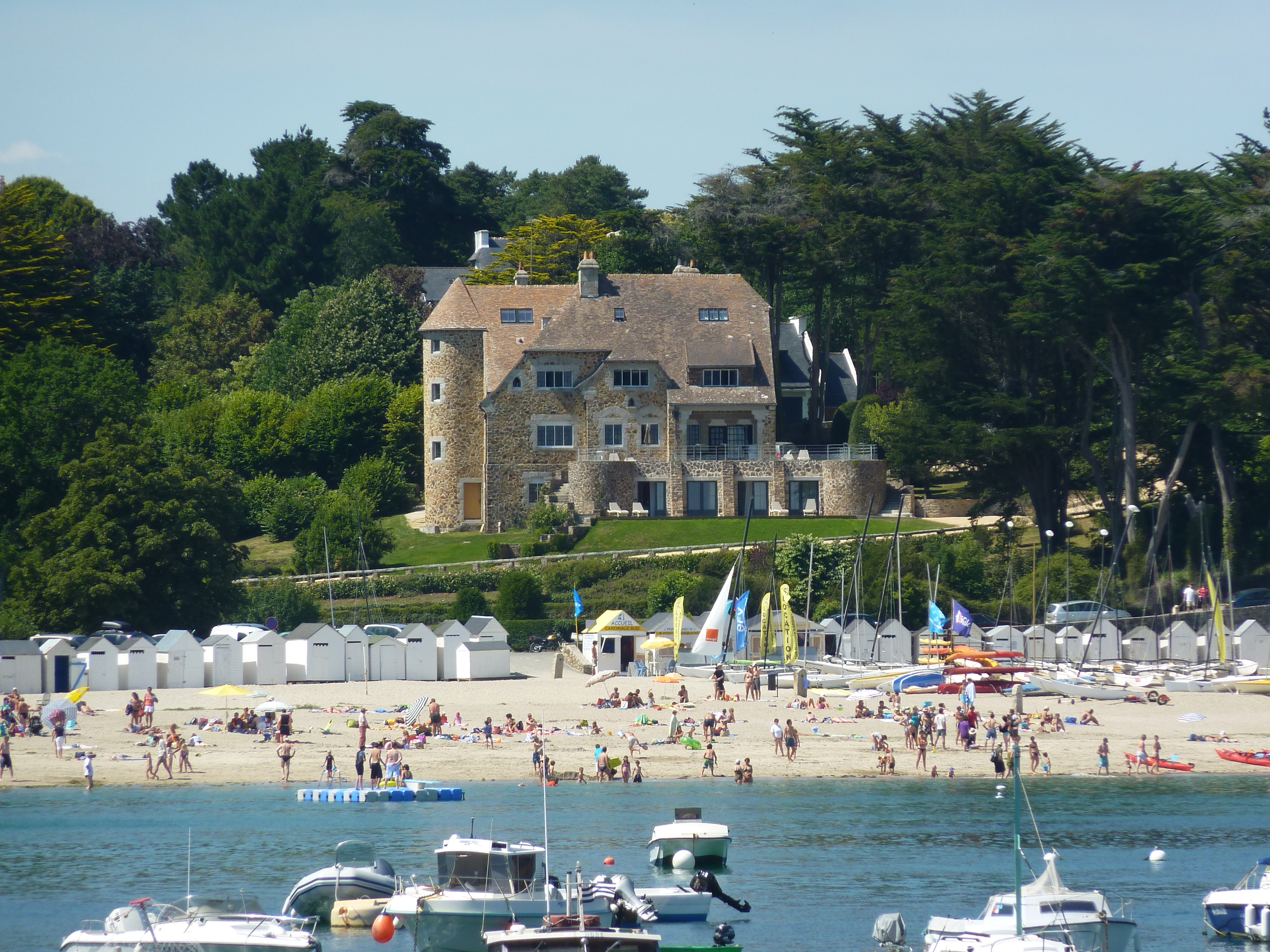
La plage de Port Manec'h, les cabines de bains et en arrière-plan le manoir Dalmore.
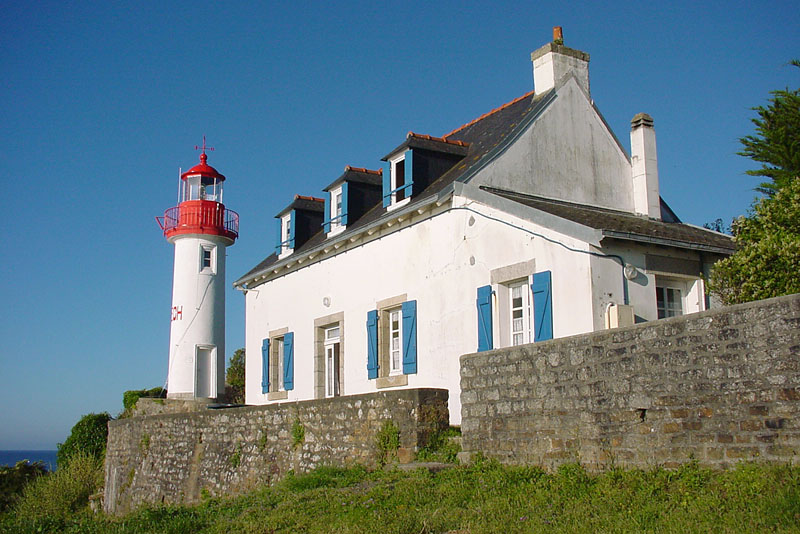
Le phare de Port Manec'h et la maison du gardien.
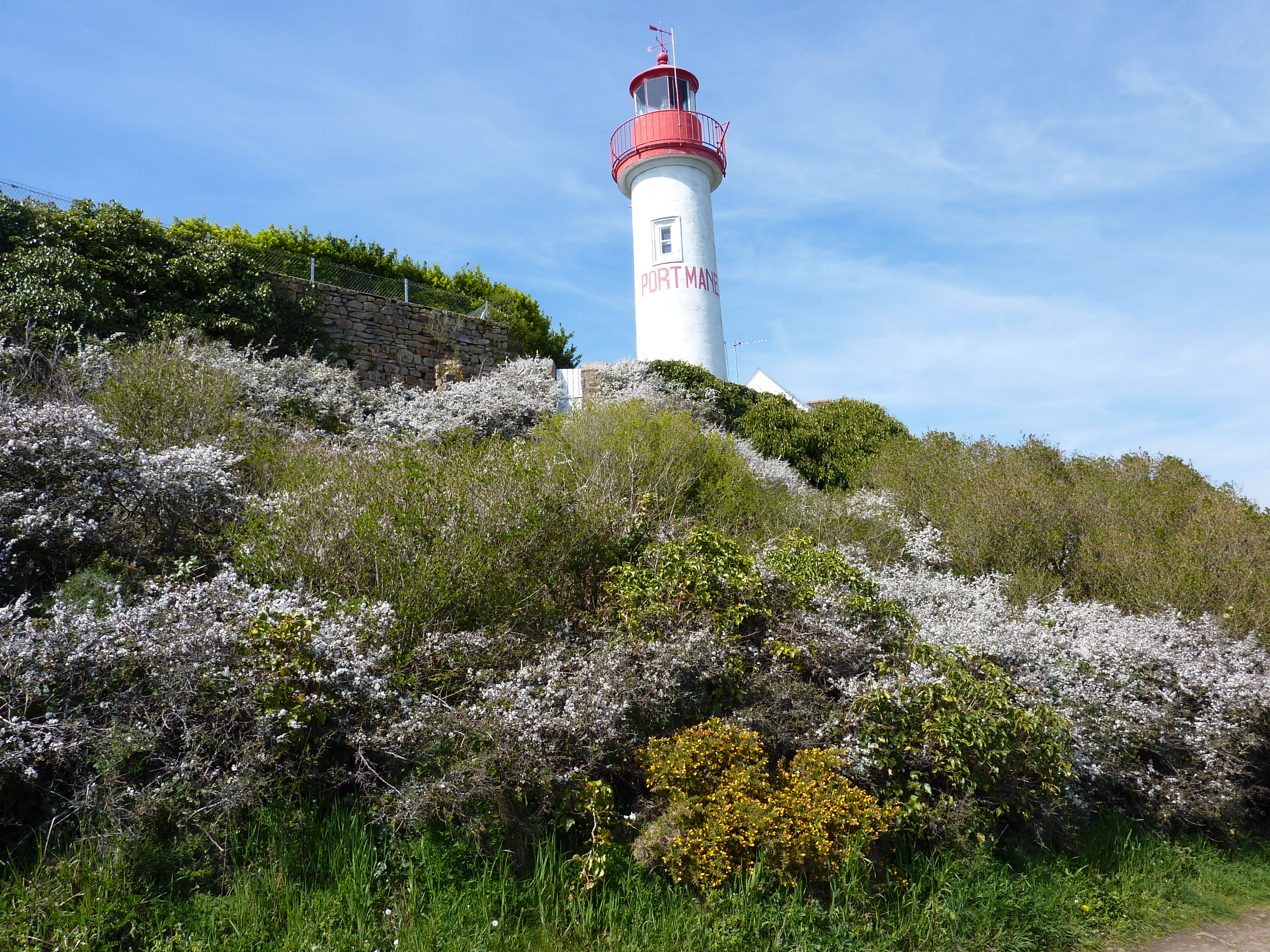
Le phare de Port Manec'h.

### Les parties intérieures de la commune
Les parties intérieures du finage communal forment un plateau situé pour sa majeure partie entre 30 et 40 mètres d'altitude, échancré par de minuscules fleuves côtiers, en fait de simples ruisseaux, qui se jettent dans l'Océan Atlantique : le ruisseau de Dourveilà l'ouest et le ruisseau de Pont Quoren (lequel se jette dans l'anse de Rospico) étant les deux principaux ; ou par des affluents de rive droite de la ria de l'Aven, lesquels se jettent dans les rias annexes de celle de l'Aven.
Les bois occupent une partie importante du territoire communal dans sa partie nord-ouest, aux alentours de Pont Quoren principalement, ainsi que sur les versants des vallons des cours d'eau et rias précités. Le reste du territoire communal est occupé par des activités agricoles, sauf dans les parties proches du littoral souvent gagnées par l'enfrichement en raison de la déprise agricole.

### Habitat
Le paysage agraire traditionnel est celui du bocage avec un habitat dispersé en de nombreux hameaux et fermes isolées. Mais la pression touristique a entraîné une rurbanisation sensible surtout dans les hameaux proches du littoral, notamment aux alentours de Port-Manec'h, de Rospico - Keranglaz, de Kerascoët - Trémorvézen et aux alentours de Raguénez, provoquant aussi la prolifération des résidences secondaires : en 2022, 1 347 étaient recensées dans la commune, représentant 48,14 % du parc immobilier total. Cette rurbanisation est aussi sensible aux alentours du bourg de Névez et s'étire notamment le long de la D 77, tant au nord du bourg (jusqu'à Kervic et Botquélen) qu'à son sud-est (aux alentours de Pont Guennec et de Lanmeur par exemple) en direction de Port-Manec'h.

### Transports
Névez formant presque une presqu'île est à l'écart des grandes voies de circulation ; même la D 783 (ancienne Route nationale 783), axe routier allant de Pont-Aven à Concarneau, passe plus au nord. La commune est desservie par deux routes départementales, la D 77 venant de Nizon et allant, après avoir traversé le bourg, jusqu'à Port-Manec'h, et la D 177 en direction de Trégunc.
Une ancienne voie ferrée à voie métrique (la Ligne de Quimperlé à Concarneau) a desservi la commune entre 1908 et 1936 (d'où le lieu-dit "La Gare" situé au nord du bourg.

### Hydrographie
Pour un article plus général, voir Réseau hydrographique du Finistère.
La commune est située dans le bassin Loire-Bretagne. Elle est drainée par le Pont Quoren, le Dourveil et divers autres petits cours d'eau,.

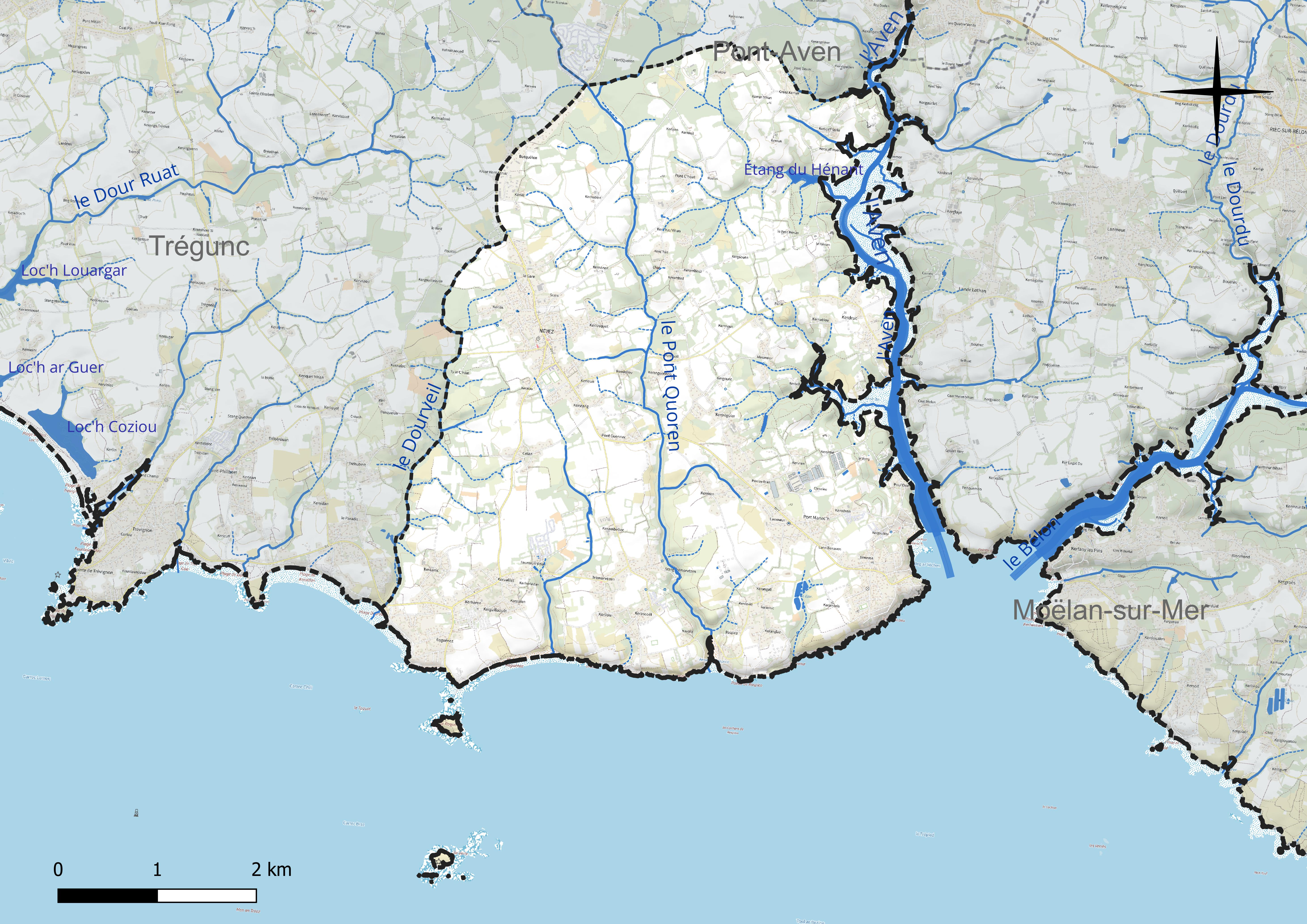
Réseau hydrographique de Névez.

Un plan d'eau complète le réseau hydrographique : l'étang du Hénant (2 ha),.

### Climat
Pour des articles plus généraux, voir Climat de la Bretagne et Climat du Finistère.
En 2010, le climat de la commune est de type climat océanique franc, selon une étude du CNRS s'appuyant sur une série de données couvrant la période 1971-2000. En 2020, Météo-France publie une typologie des climats de la France métropolitaine dans laquelle la commune est exposée à un climat océanique et est dans la région climatique  Bretagne orientale et méridionale, Pays nantais, Vendée, caractérisée par une faible pluviométrie en été et une bonne insolation. Parallèlement l'observatoire de l'environnement en Bretagne publie en 2020 un zonage climatique de la région Bretagne, s'appuyant sur des données de Météo-France de 2009. La commune est, selon ce zonage, dans la zone « Littoral doux », exposée à un climat venté avec des étés cléments.  
Pour la période 1971-2000, la température annuelle moyenne est de 11,9 °C, avec  une amplitude thermique annuelle de 11 °C. Le cumul annuel moyen de précipitations est de 1 000 mm, avec 14,9 jours de précipitations en janvier et 7,3 jours en juillet. Pour la période 1991-2020, la température moyenne annuelle observée sur la station météorologique la plus proche, située sur la commune de Trégunc à 6 km à vol d'oiseau, est de 11,4 °C et le cumul annuel moyen de précipitations est de 1 112,4 mm,. Pour l'avenir, les paramètres climatiques de la commune estimés pour 2050 selon différents scénarios d'émission de gaz à effet de serre sont consultables sur un site dédié publié par Météo-France en novembre 2022.

## Urbanisme

### Typologie
Au 1er janvier 2024, Névez est catégorisée commune rurale à habitat dispersé, selon la nouvelle grille communale de densité à 7 niveaux définie par l'Insee en 2022.
Elle appartient à l'unité urbaine de Névez, une unité urbaine monocommunale constituant une ville isolée,. La commune est en outre hors attraction des villes,.
La commune, bordée par l'océan Atlantique, est également une commune littorale au sens de la loi du 3 janvier 1986, dite loi littoral. Des dispositions spécifiques d'urbanisme s'y appliquent dès lors afin de préserver les espaces naturels, les sites, les paysages et l'équilibre écologique du littoral, tel le principe d'inconstructibilité, en dehors des espaces urbanisés, sur la bande littorale des 100 mètres, ou plus si le plan local d'urbanisme le prévoit.

### Occupation des sols

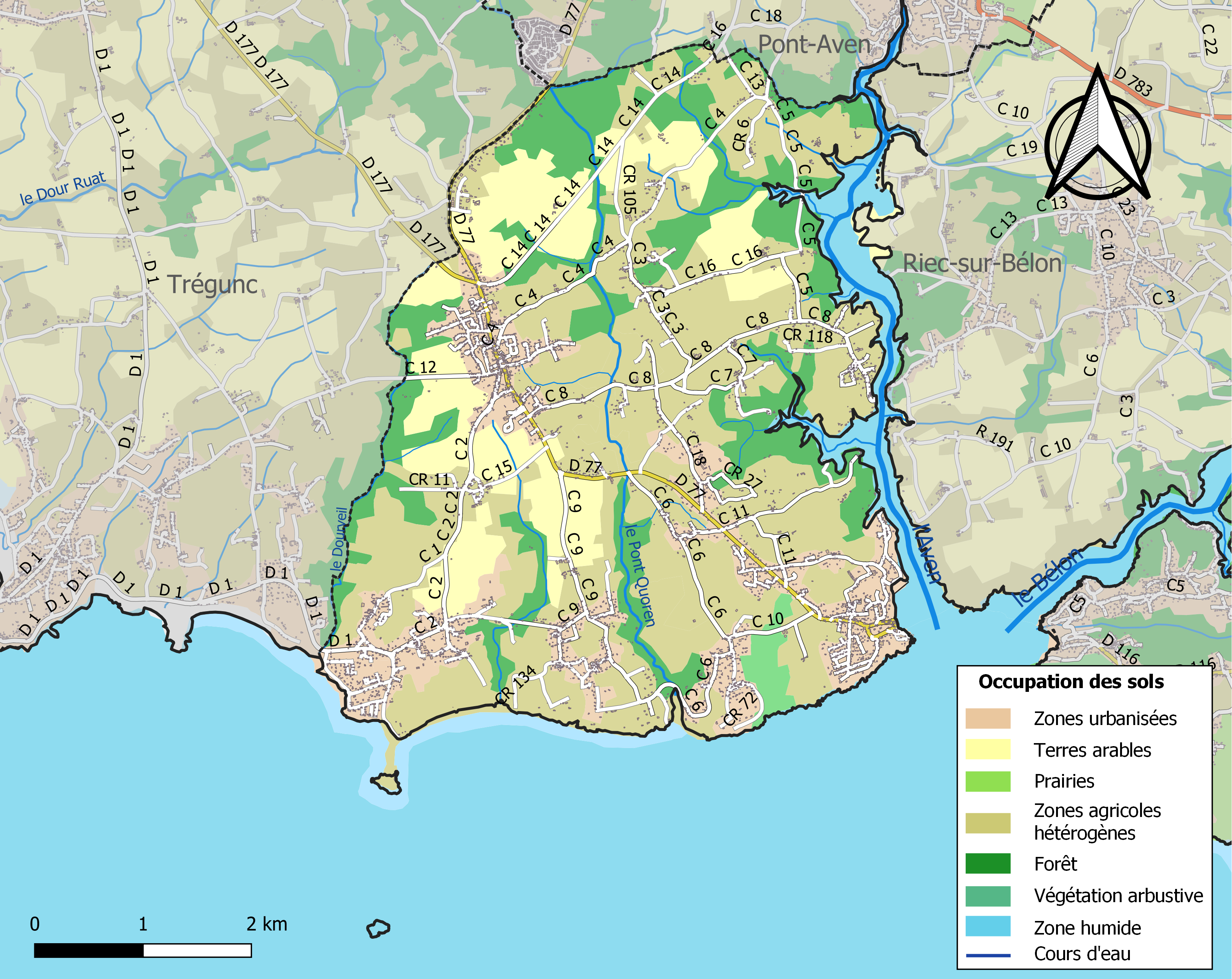
Carte des infrastructures et de l'occupation des sols de la commune en 2018 (CLC).

Le tableau ci-dessous présente l'occupation des sols de la commune en 2018, telle qu'elle ressort de la base de données européenne d'occupation biophysique des sols Corine Land Cover (CLC).
| Type d'occupation                                                                   | Pourcentage | Superficie (en hectares) |
| ----------------------------------------------------------------------------------- | ----------- | ------------------------ |
| Tissu urbain discontinu                                                             | 15,1 %      | 386                      |
| Équipements sportifs et de loisirs                                                  | 1,0 %       | 25                       |
| Terres arables hors périmètres d'irrigation                                         | 15,1 %      | 386                      |
| Systèmes culturaux et parcellaires complexes                                        | 43,7 %      | 1117                     |
| Surfaces essentiellement agricoles interrompues par des espaces naturels importants | 4,3 %       | 109                      |
| Forêts de feuillus                                                                  | 10,2 %      | 260                      |
| Forêts mélangées                                                                    | 8,7 %       | 221                      |
| Landes et broussailles                                                              | 1,2 %       | 30                       |
| Zones intertidales                                                                  | 0,1 %       | 3                        |
| Estuaires                                                                           | 0,7 %       | 17                       |
| Source : Corine Land Cover                                                          |             |                          |

### Morphologie urbaine
La commune est peuplée de 2 661 habitants (2017), qui se répartissent sur de nombreux hameaux différents dont les principaux sont :
- le Bourg de Névez : établi à une certaine distance de la côte, sur le plateau ; c'est là une caractéristique commune à de nombreuses communes littorales bretonnes (par exemple à Riec-sur-Bélon, Trégunc, Clohars-Carnoët, Moëlan-sur-Mer, Beuzec-Conq, Nizon, etc.), les premiers émigrants bretons fixèrent le centre de leurs plous à l'intérieur des terres, probablement par crainte des pirates saxons[21] ;
- Port Manec'h, (station balnéaire) ;
- Le Hénan ;
- Kerascoët (village de chaumières) ;
- Kercanic ;
- Kerdruc ;
- Keranguennou ;
- Rospico ;
- Trémorvézen.

### Logement
En 2016 on recensait 2 728 logements à Névez. Névez étant un lieu de villégiature prisé des vacanciers, on y compte une forte proportion de résidences secondaires. Ainsi on en dénombrait 1 272 (46,6 %) contre 1 338 résidences principales (49,0 %), et 118 logements vacants (4,3 %). Sur ces 2 728 logements, 2 567 étaient des maisons (94,1 %) contre 150 des appartements (5,5 %). Le tableau ci-dessous présente la répartition en catégories et types de logements à Névez en 2016 en comparaison avec celles du Finistère et de la France entière.
|                                                         | Névez | Finistère | France entière |
| ------------------------------------------------------- | ----- | --------- | -------------- |
| Résidences principales (en %)                           | 49,0  | 78,7      | 82,3           |
| Résidences secondaires et logements occasionnels (en %) | 46,6  | 13,4      | 9,6            |
| Logements vacants (en %)                                | 4,3   | 7,9       | 8,1            |

## Étymologie
Névez signifie « nouveau » en breton. La paroisse est mentionnée pour la première fois dans un acte datant de 1078. Il y est question de « Plebe Nevez in Pago Treguent », c'est-à-dire de la nouvelle paroisse dans le pays de Trégunc. La paroisse de Névez (Plebe-Nevez in pago Treguent), crée en 1078, est un démembrement de la paroisse de Trégunc, elle-même issue de la paroisse de Melgven.
En français le nom de la commune se prononce neve, et neo en breton cornouaillais.
Port-Manec'h signifie en breton le « Port des Moines ».
Au milieu du XXe siècle, les Névéziens étaient surnommés « les Bulgares » : l'origine de ce surnom vient probablement de poilus originaires de la commune revenus des expéditions des Dardanelles et (ou) de Salonique en ramenant avec eux des costumes traditionnels bulgares.

## Histoire

### Préhistoire et Antiquité

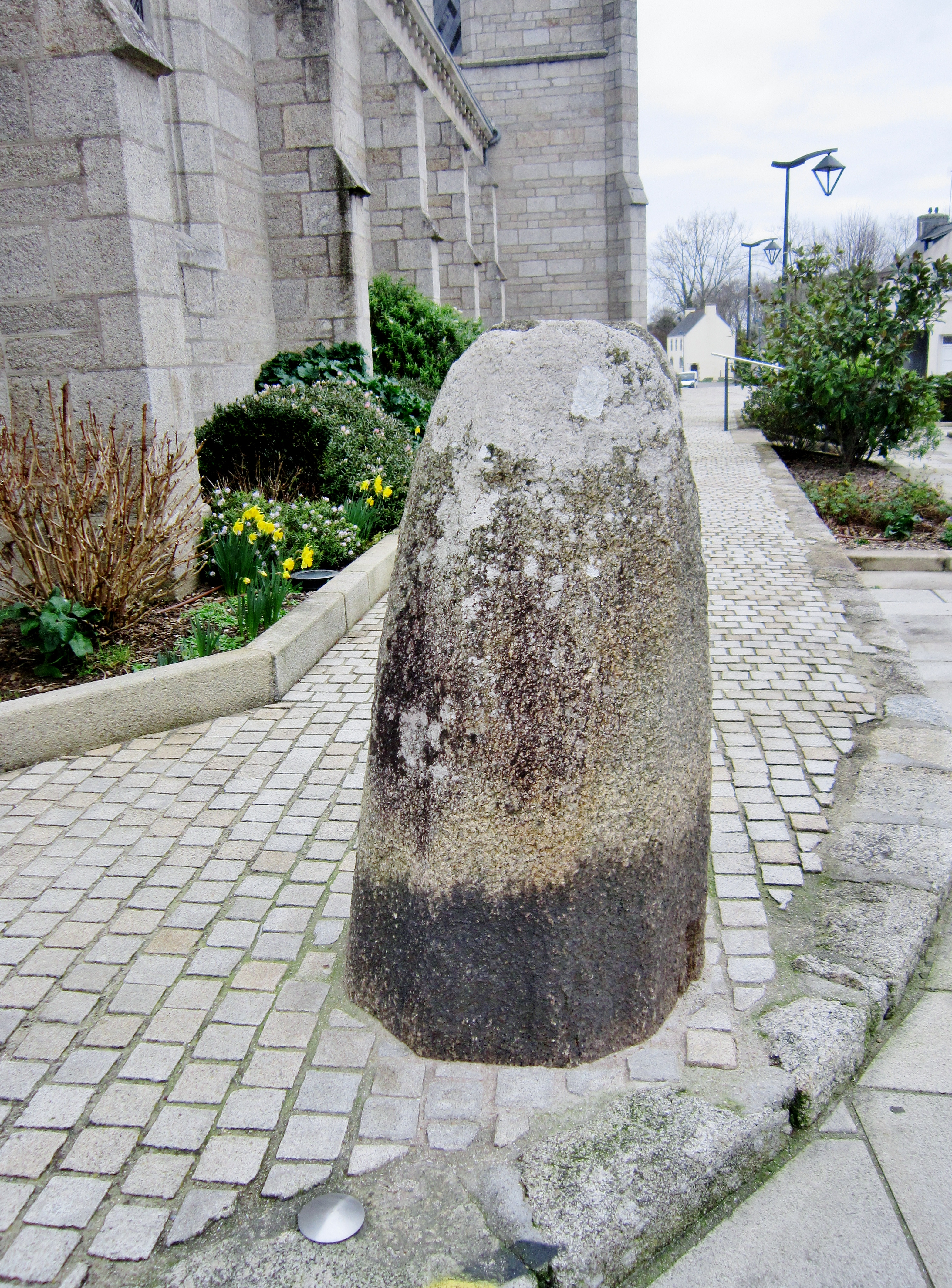
Névez : stèle gauloise protohistorique (située devant l'église paroissiale Sainte-Thumette).

Plusieurs monuments de la commune témoignent de l'ancienneté de l'occupation de Névez : des dolmens (le dolmen du Brucou, situé dans une propriété privée, et ceux de Kerascoët) ; un cairn se trouve dans l'île de Raguénez et une stèle gauloise protohistorique devant l'église (une autre a disparu), etc.
En 1845, A. Marteville et Pierre Varin, continuateurs d'Ogée, écrivent :

« Les monuments druidiques  [sic] abondent dans cette commune. On y trouve à chaque pas des dolmens et des menhirs. On peut voir surtout, entre le Hénan et Poulguin, un dolmen fort remarquable, qui a été transformé en forge. La table de plate-forme de ce dolmen consiste en un bloc énorme ayant 15 mètres de longueur, 9 de largeur et 2,80 m d'épaisseur. Sa surface présente une foule de cavités ou de bassins plus ou moins profonds, de formes bizarres et variées, mais offrant cependant une certaine régularité, et disposés de manière à se décharger les uns dans les autres, et à verser, enfin, comme une pluie, sur tous les côtés du monument le sang des nombreuses victimes qu'on pouvait y immoler à la fois. Quelques-uns de ces bassins ont une profondeur de trois ou quatre pieds. La chambre du dolmen, qui est assez spacieuse, a été convertie en une forge munie de son soufflet et de tous ses accessoires. On a clos, d'une manière à peu près complète, l'enceinte de cette forge au moyen de quelques pans de maçonnerie élevés entre les rochers qui forment les faces latérales du dolmen, et qui en supportent la table ».

Le menhir christianisé de Kernalec est situé dans le hameau du même nom, qui se trouve à l'ouest du bourg, mais sur le territoire de la commune de Trégunc. Cette stèle protohistorique christianisée est classée monument historique par arrêté du 6 janvier 1971.

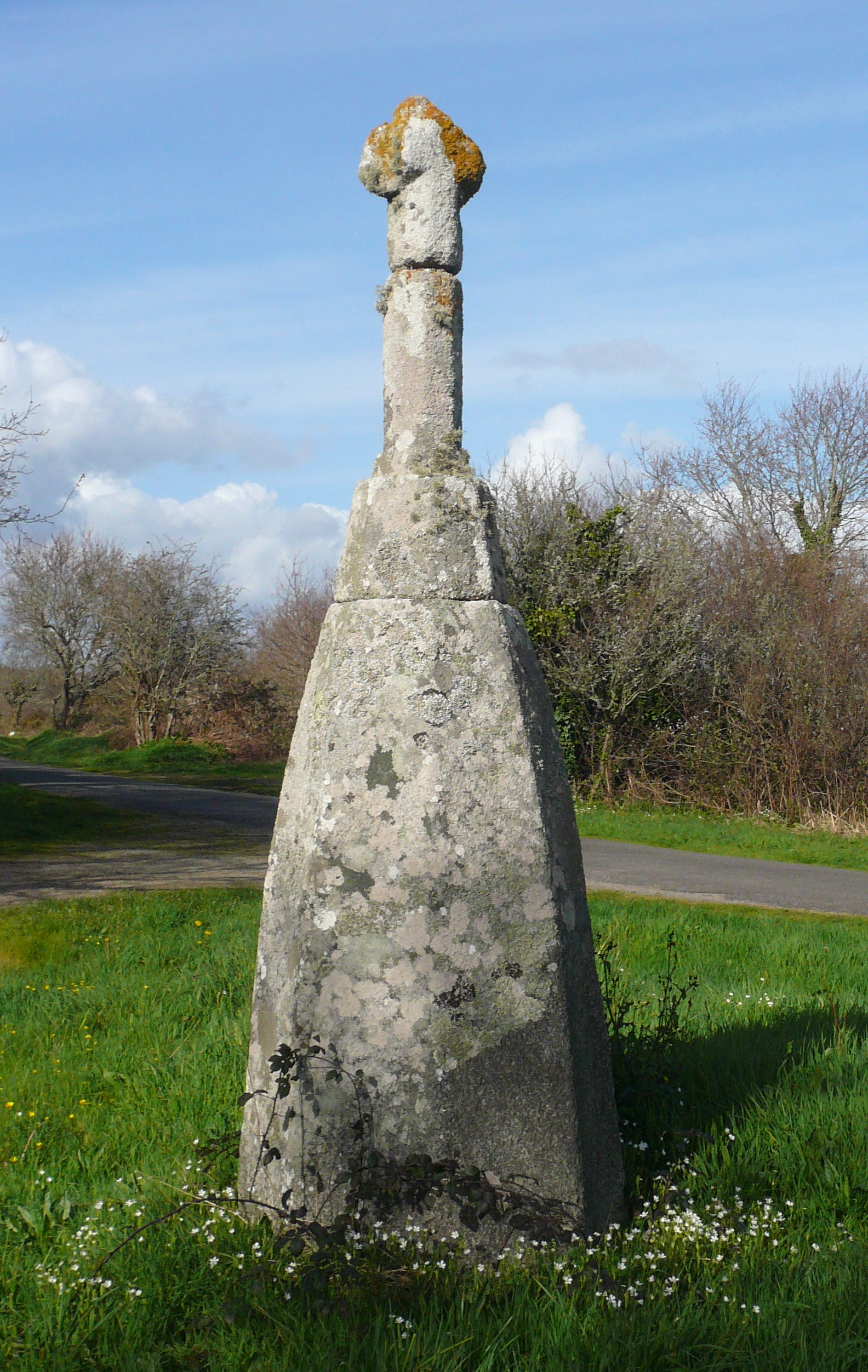
Le menhir christianisé de Kernalec (en Trégunc).
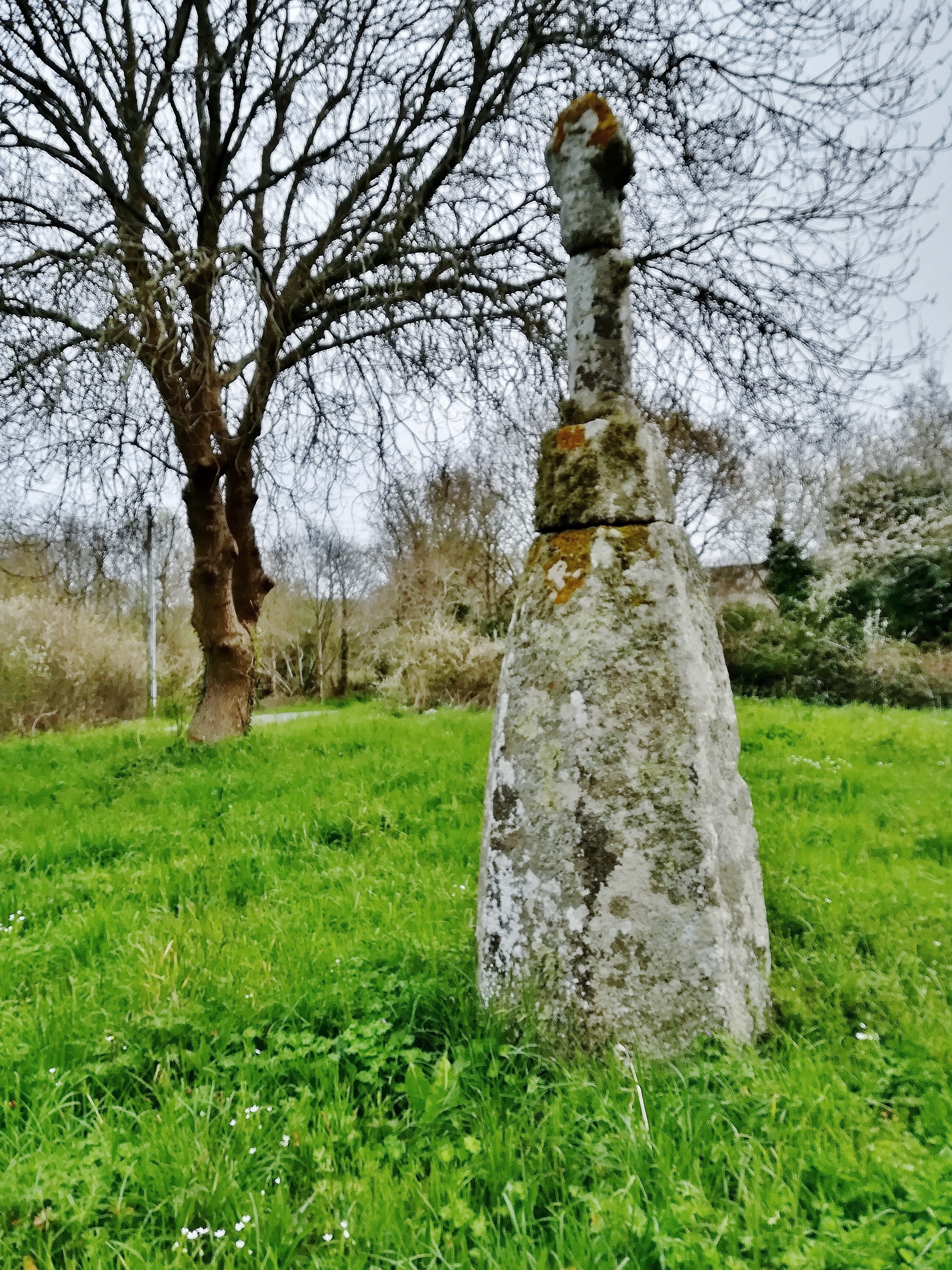
Le menhir christianisé de Kernalec (en Trégunc).

### Moyen Âge et Renaissance
À partir de 1240, la paroisse de Névez, qui englobait alors Nizon, a constitué une prébende qui appartenait au chapitre géré par les chanoines de l'église Saint-Mathieu de Quimper.

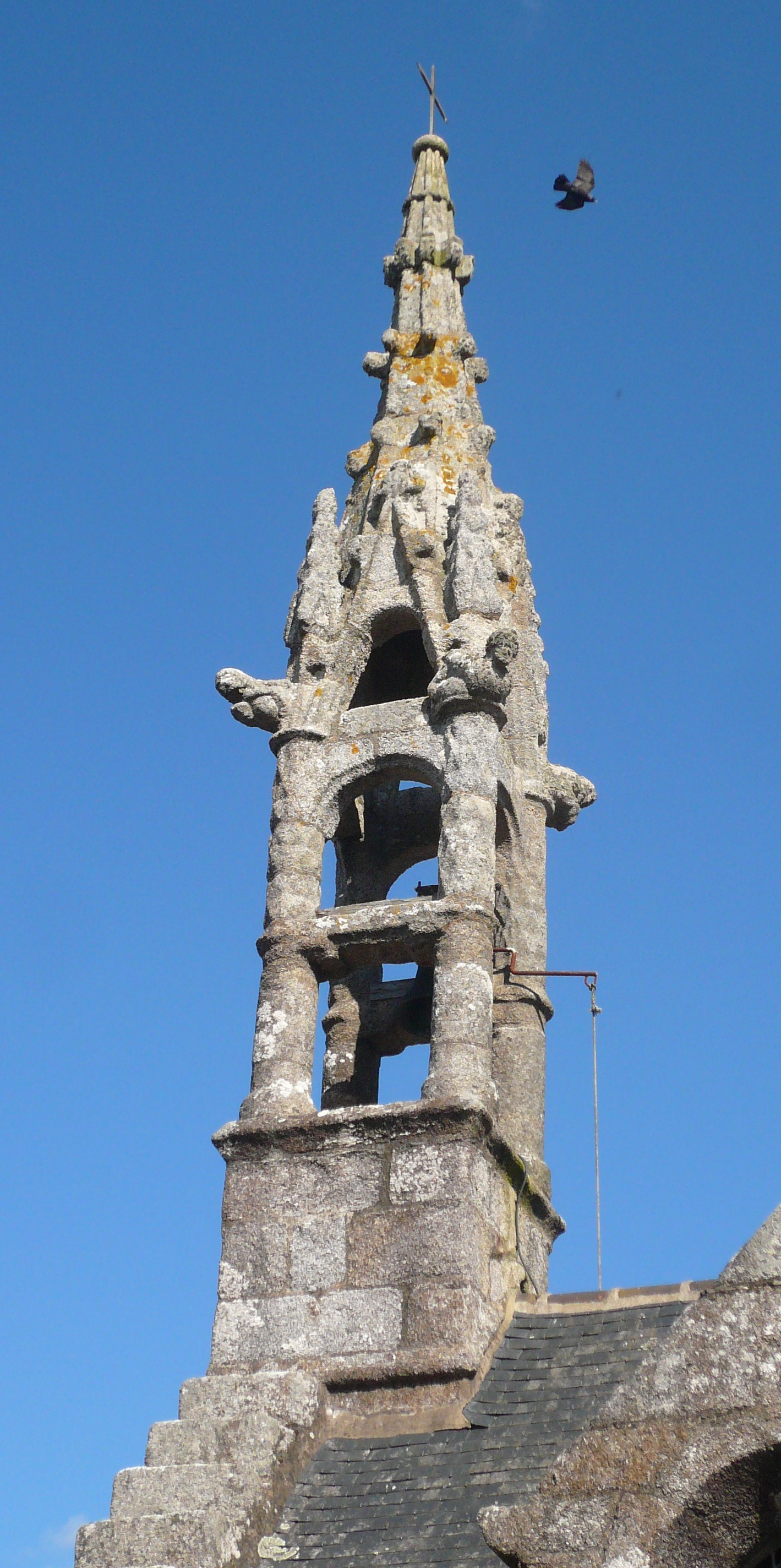
La chapelle Sainte-Barbe date du XVe siècle.

#### La famille de Névez
Hervé, seigneur de Névez, chevalier, vivait en 1260. Jacques de Névez, lui aussi chevalier, fut capitaine de cinquante hommes d'armes et gentilhomme de la chambre du Roi). Claude de Névez, son fils, épousa en 1595 Élisabeth d'Acigné ; il fut gouverneur de Quimper et décéda en 1597. Leur fils Claude II de Névez se maria avec Françoise d'Avaugour. Leur fils René de Névez fut colonel dans le Régiment des vaisseaux du Roi et mourut en 1660.

#### Le château du Hénan
La construction du château du Hénan (ou Hénant) a commencé au XIVe siècle et s'est surtout développée durant la première moitié du XVIe siècle. Selon Émile Souvestre, le château fut construit au XIVe siècle pour défendre l'entrée de la rivière Aven qu'il surplombe. Il décrit ainsi le château dans la première moitié du XIXe siècle : « L'entrée  principale de cette forteresse a deux portes, l'une grande, l'autre petite. Sur le mur règne une galerie à mâchicoulis et à l'extrémité s'élève une tour hexagone. Dans l'intérieur de la cour se trouve le logis principal et le donjon, surmonté d'une galerie tréflée du plus charmant effet, et que couronne un toit pointu avec sa girouette. Une tourelle appliquée contre le donjon renferme l'escalier. À l'opposé de la tour d'entrée existe la chapelle, plus endommagée que le reste de l'édifice ».

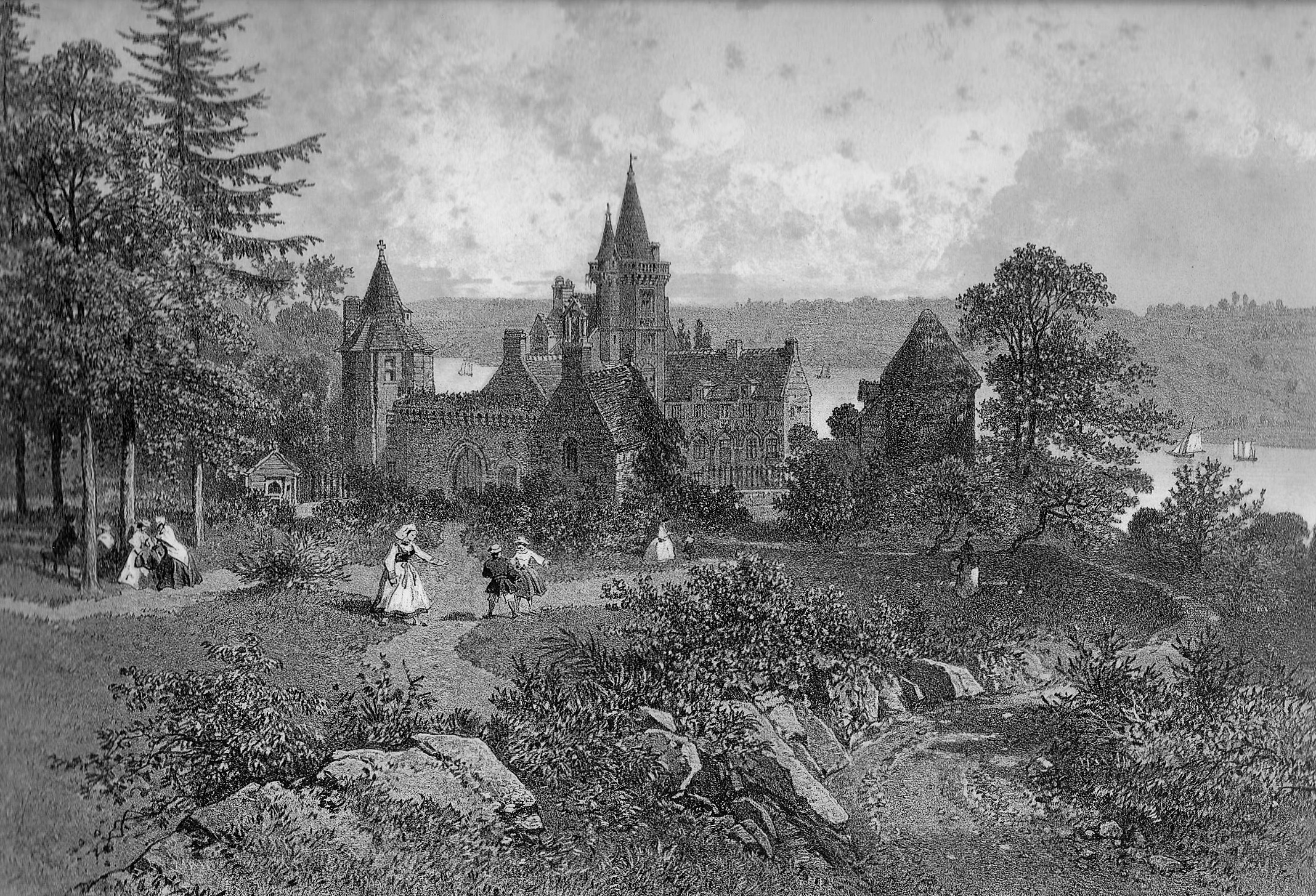
Château du Hénan près de Pont-Aven (dessin de Félix Benoist, lithographie  d'Eugène Cicéri, 1867).
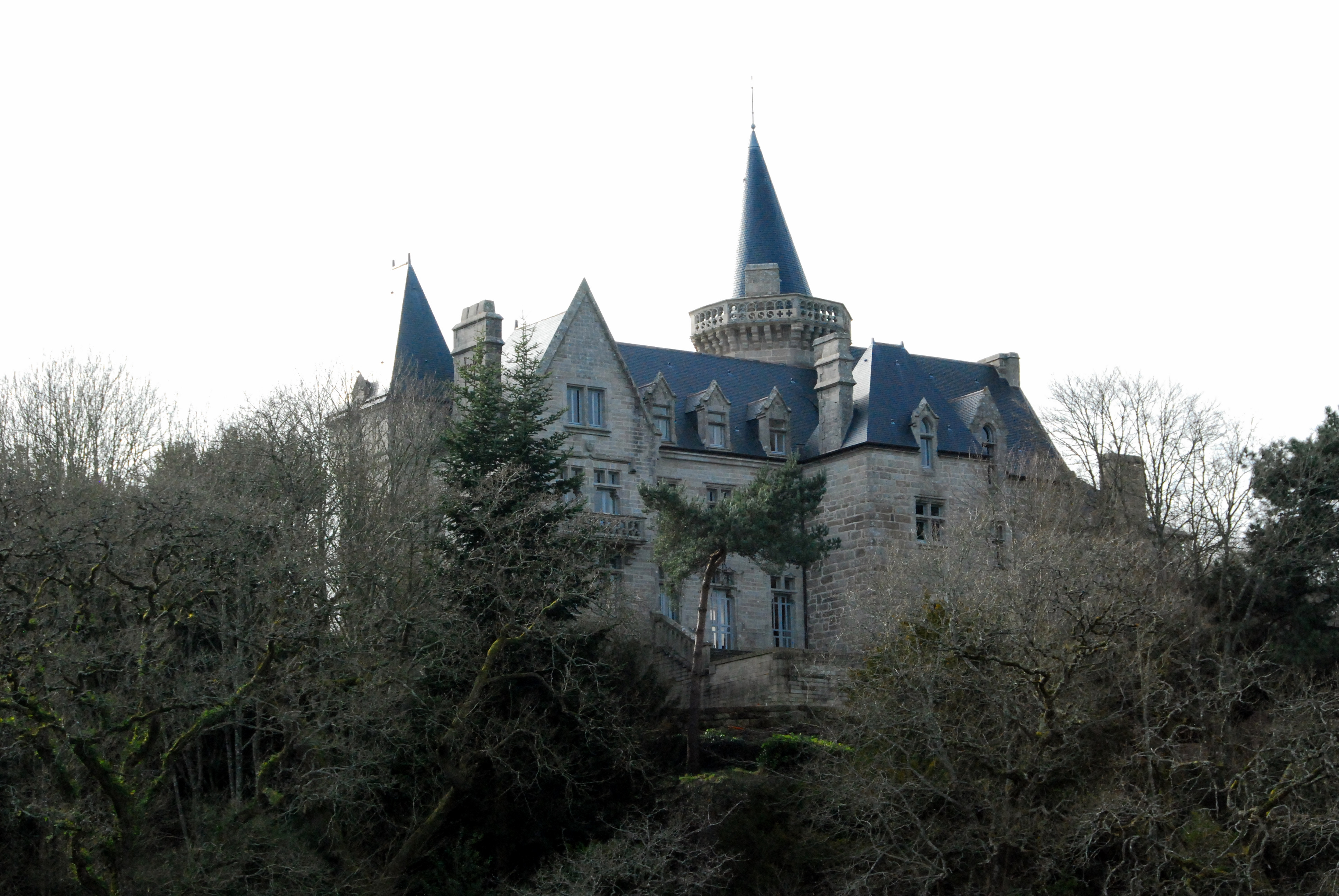
Le château du Hénan.

Le Chevalier de Fréminville écrit en 1844 qu'il s'agit d' « un des plus remarquables des édifices féodaux qui nous soient restés dans le Finistère. Par suite de sa position isolée, reculée à l'extrémité du département, et surtout dans un canton où le chouannerie entravait les révolutionnaires, il a été heureusement préservé de leurs ravages. Il a appartenu à la famille du Marhallac'h (...), mais il est aujourd'hui passé en d'autres mains ».
Une description, illustrée de photographies, du manoir du Hénan en 1909 a été publiée dans la revue La Vie à la campagne.

#### Le manoir du Poulguin
Le manoir du Poulguin, placé sur un promontoire rocheux, dominant l'entrée de la rivière de l'Aven, semble avoir été construit à partir du début du XVIe siècle. Il est mentionné dans un acte de mariage de 1525. Il est flanqué d'une chapelle et d'un colombier qui surplombe la rivière de l'Aven, dans un angle de la cour, en position plus ostentatoire que fonctionnelle, le faisant confondre avec une tourelle de défense.
Jacques Cambry, dans son Voyage dans le Finistère en 1794 et 1795, indique : 

« On voit sur le rivage de Nevèz, après un quart de lieue de l'embouchure de la rivière de Pontaven, les restes du donjon du très ancien château de Poulguen, dont les murs sont de fortes pierres de taille ; on y voit une auge de granit, de sept pieds de long, sur cinq de large, et de trois pieds de profondeur. Le château du Poulguen était au bord de l'eau, placé sur un rocher entouré de bosquets et de taillis. Il avait droit de tirer à boulets sur les bateaux qui passaient sans payer le droit d'entrée dans la rivière, il choisissait les poissons les plus beaux, les oreilles et les pieds de cochon qu'on portait à la ville ; il dîmait en nature sur tous les objets de cargaison qu'on allait vendre à Pont-Aven. »

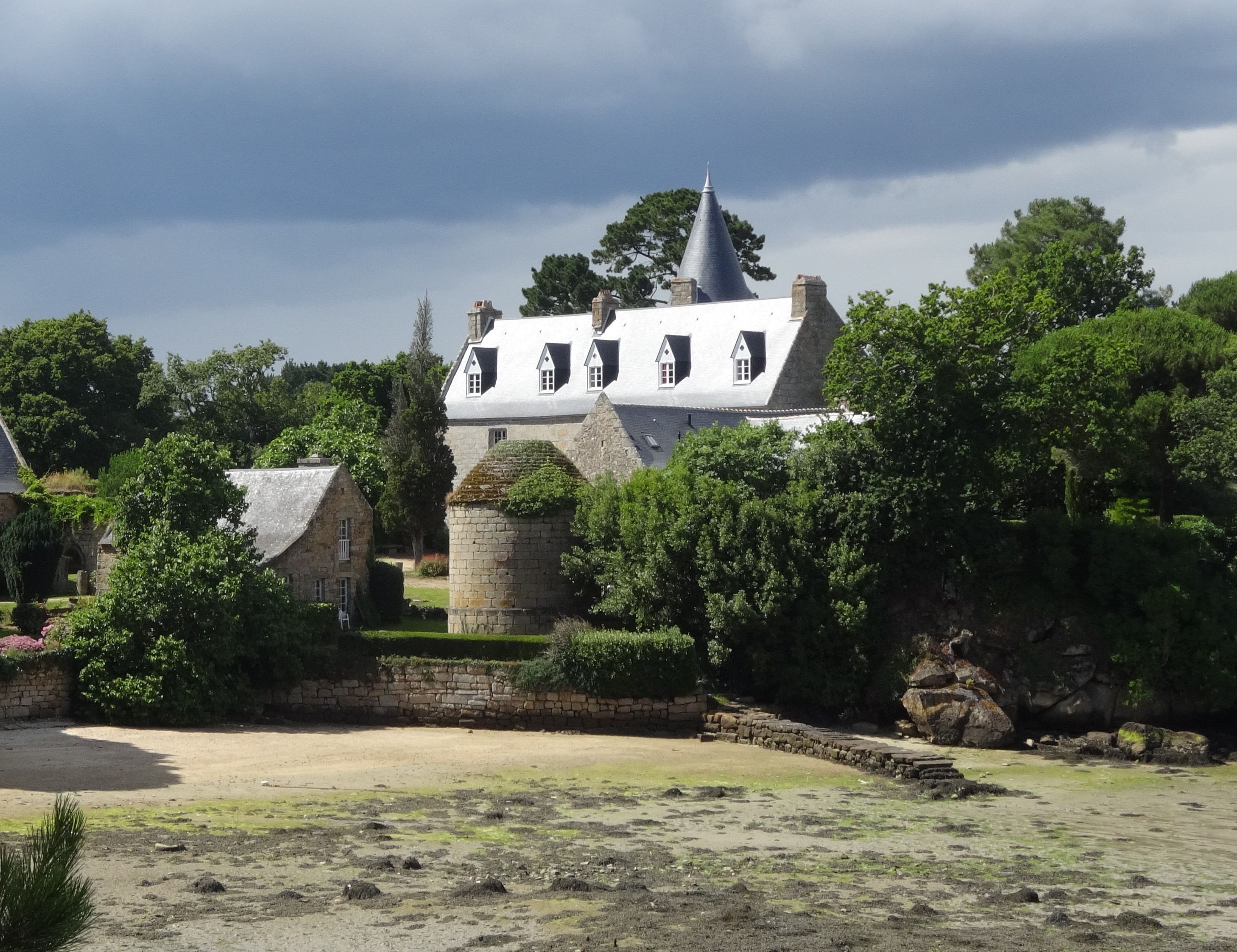
Manoir du Poulguin.
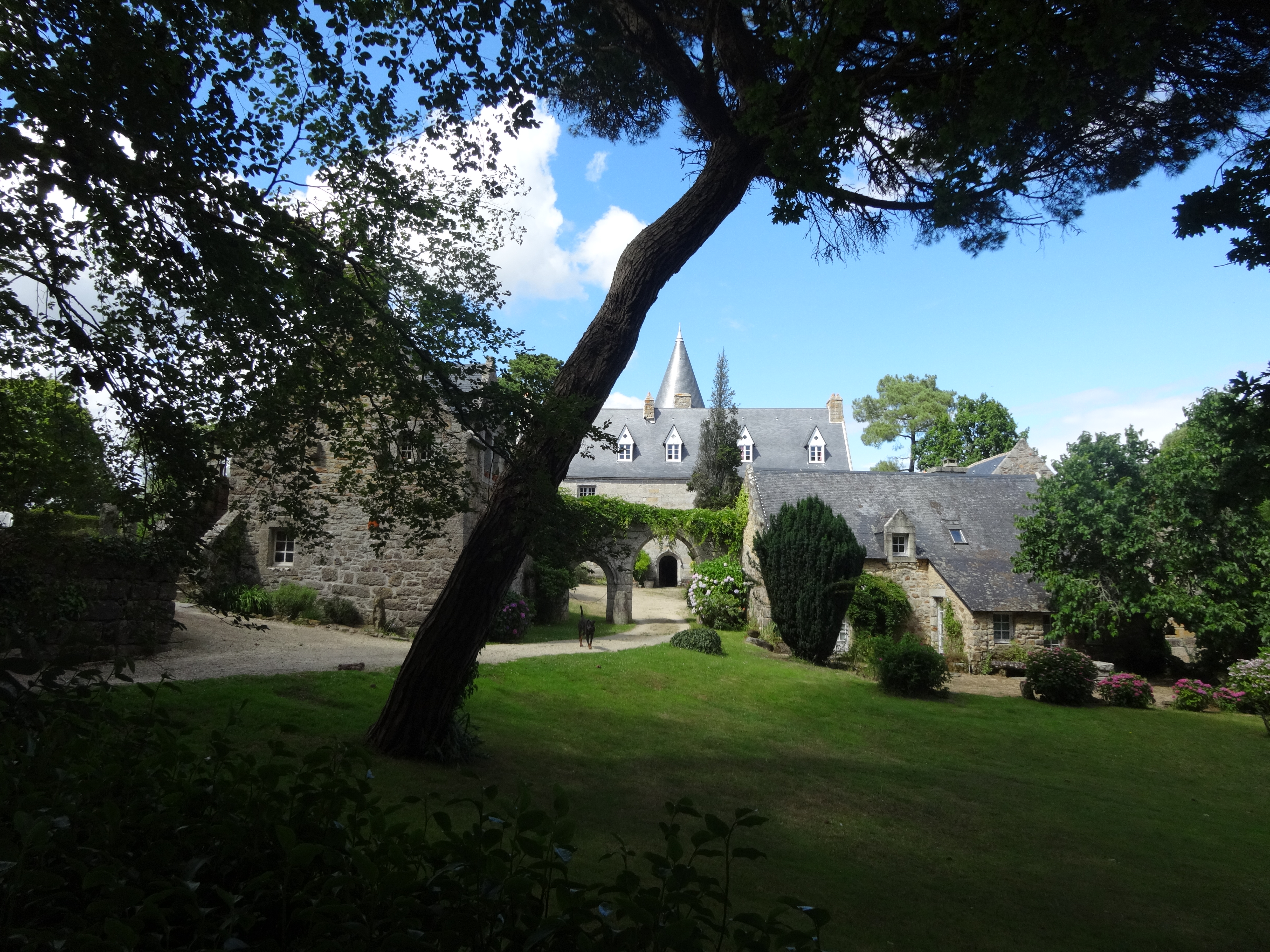
Entrée du manoir du Poulguin.
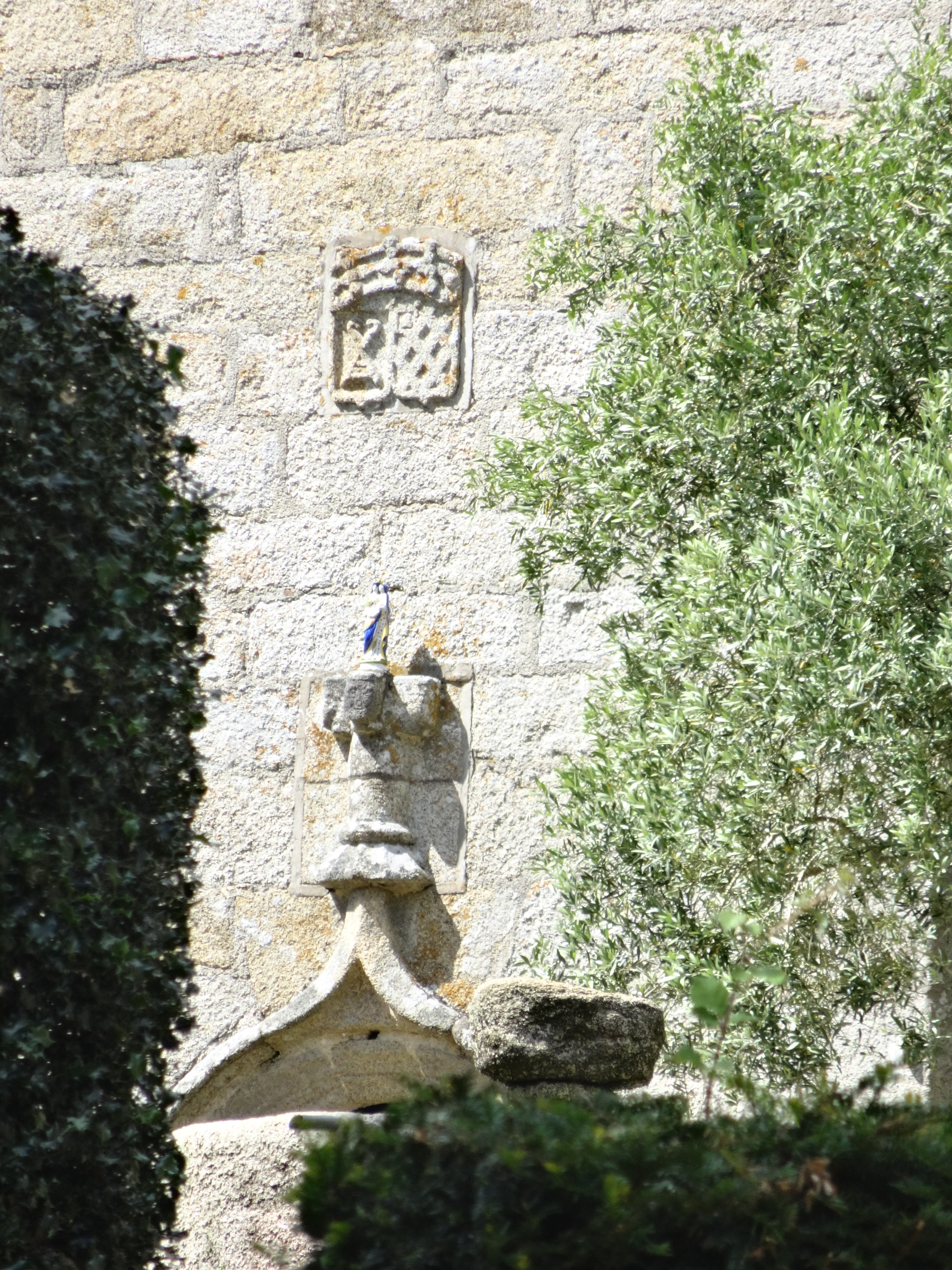
Façade du manoir du Poulguin.

La chapelle Sainte-Barbe, au bourg de Névez, a été construite durant la seconde moitié du XVe siècle. Celle de Saint-Nicolas à Port Manec'h date du XVIe siècle.

### Époque moderne
Dans son roman historique Aliénor, prieure de Lok-Maria, Pitre-Chevalier évoque les « pâles habitants de Clohars et de Névez, à peine guéris de la famine et de la peste » à l'époque des Guerres de la Ligue.
En 1666 le village de Kercanic, qui appartenait alors à la trève de Trémorvézen, est durement frappé par la peste ; ne parvenant pas à arrêter l'épidémie, les familles prirent la décision de brûler toutes les chaumières et bâtiments ayant été occupés par des malades. L'espace enherbé situé de nos jours devant la chapelle de Trémorvézen fut transformé en cimetière. Le calvaire à bubons dit « Croix de Kéroren » fut alors édifié.
Le 26 mai 1686, un navire barbaresque s'échoua sur la côte de Névez. La France, étant alors en paix avec Alger, Colbert donna des ordres pour nourrir convenablement son équipage et le reconduire à Marseille aux frais du roi. Quatre-vingt maures seront ainsi acheminés par Quimper.
Le 16 mars 1746, la barque La Françoise, de Noirmoutier, chargée de vin, qui se rendait à Bénodet, doit s'échouer dans l'anse du Lorc'h en Névez pour échapper à un corsaire anglais qui est finalement repoussé avec l'aide des habitants qui tirent sur lui, mais... s'apprêtent ensuite à le piller en vertu de la coutume du droit de bris, ce que le capitaine parvint à éviter en mettant en perce une barrique : une fois les habitants ivre-morts, il parvint à se déséchouer et à repartir.
Névez avait jadis de nombreux tisserands dont la toile et la berlingue (tissu de chanvre et laine mêlés) étaient réputées. D'ailleurs, quand une jeune fille se mariait, sa dot se comptait en linge plutôt qu'en argent. Ils se vendaient sur le marché à Pont-Aven ou étaient exportés par les bateaux qui fréquentaient Kerdruc et Port Manec'h. C'est vers 1880 que les derniers métiers se sont tus.

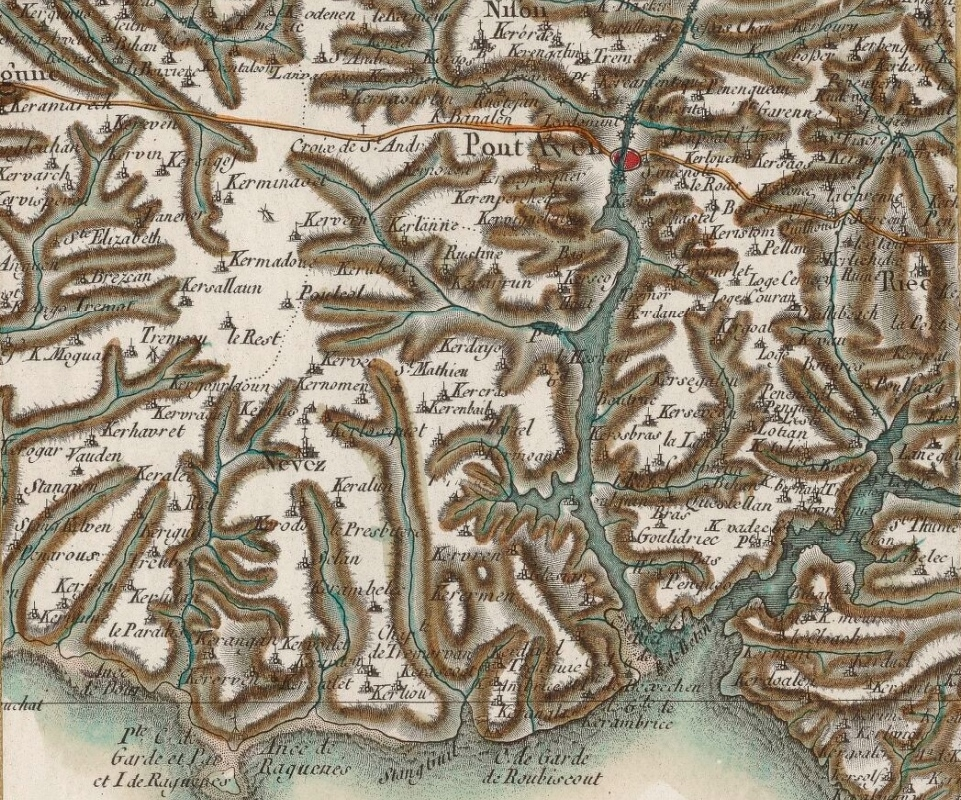
Carte de Cassini (1783) : région de Pont-Aven et Névez.

En 1759 la paroisse de Névez devait chaque année fournir 25 hommes pour servir de garde-côtes.
Jean-Baptiste Ogée décrit ainsi Névez en 1778 :

« Nevez, sur une hauteur ; à 6 lieues deux tiers au sud-est de Quimper, son évêché ; à 35 lieues de Rennes et à 2 lieues un quart de Concarneau, sa subdélégation et son ressort. Cette paroisse relève du Roi et compte 1 500 communiants. La Cure est présentée par un chanoine de l'église cathédrale de Quimper. Ce territoire est plein de monticules, fertile et très exactement cultivé. Il est borné au sud par la mer, qui l'arrose par le moyen de plusieurs canaux [en fait, des anses et la ria de l'Aven ]. »

### Révolution française
L'assemblée des paroissiens de Névez en vue de la réunion des États généraux se tint le 5 avril 1789 en présence d'environ 150 personnes et sous la présidence de Me Hilaire-Pierre Descourbes, sieur de Kervignac ; un cahier de doléances fut rédigé (il a disparu) et trois députés désignés pour représenter Névez à l'assemblée du tiers-état de la sénéchaussée de Concarneau : François Le Pennec, Guillaume Le Sellin, Corentin Le Nivaigne.
Le recteur de Névez depuis 1787, Louis Galliot, et ses deux vicaires, Guillaume Le Meur et Jean Calvez, refusèrent en 1791 de prêter serment à la Constitution civile du clergé, devenant donc des prêtres réfractaires, et embarquèrent à Raguenez avec d'autres prêtres et des nobles du pays pour se réfugier en Espagne ; les prêtres de Névez revinrent en 1801 ou 1802, à la grande joie de la population, alors très croyante.
Névez devient une commune en 1792 et, avec une superficie de 2 470 hectares, celle-ci compte alors 1 560 habitants répartis dans 306 foyers ; les limites de la commune ne furent précisément établies que le 22 messidor an XIV (11 juillet 1806).
Jacques Cambry, de passage dans la commune de Névez à la fin du XVIIIe siècle, a écrit dans son ouvrage Voyage dans le Finistère ou État de ce département en 1794 et 1795, ces quelques lignes au sujet de celle-ci :

« Le territoire de Nevez est plein de monticules, fertile et parfaitement cultivé. Il fournit beaucoup de froment, de l'orge et peu de seigle ; cette commune donne sur la mer, elle est côtoyée par la rivière de Pontaven ; de grandes pierres de taille plattes, longues de sept à huit pieds, comme à Trégunc près Concarneau (...) entourent les champs et les courtils, ce qui produit un singulier effet. Point de bois dans Névez, on prend dans Nizon le bois de chauffage.

Les mœurs de tous les environs sont douces ; l'ivrognerie est le seul vice qui y règne, chez les femmes même. On n'a trouvé depuis vingt ans dans Névez qu'un seul enfant dont le père fut inconnu. Les habitants portent des culottes à la matelotte, un grand gilet à capuchon, des soubrevestes ; presque tous sont mariés ; la pêche est abondante sur la côte. »

Le 28 septembre 1792, Le Paige de Bar émigre en embarquant à Névez avec plusieurs autres personnes dont Le Breton, curé de Nizon et Auffret, vicaire de Mellac.

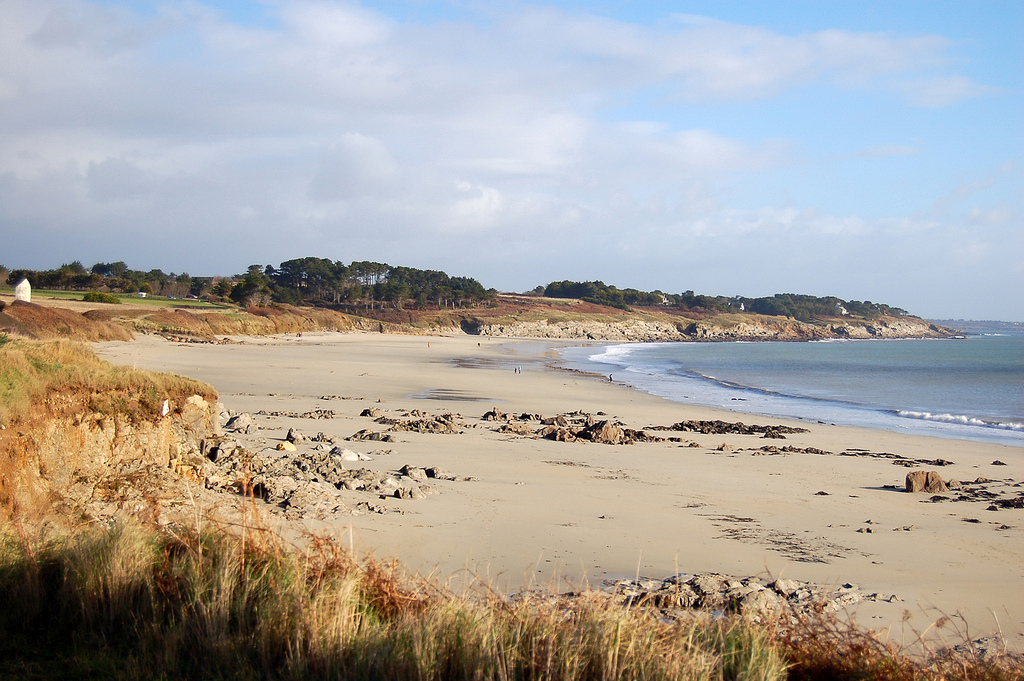
La plage de Raguénez, lieu de la tentative de débarquement de Chouans en 1795.

Le 15 juillet 1795, les Anglais tentèrent de débarquer 2 000 Chouans dirigés par Jean Jan sur la plage de Raguénez à Névez pour opérer une diversion et prendre l'armée républicaine à revers. En effet, quelques jours plus tôt, les Anglais avaient tenté imprudemment de débarquer des émigrés dans la presqu'île de Quiberon mais ils avaient trouvé face à eux l'armée du général Hoche qui leur barrait la route. Les Chouans furent reçus par le feu nourri de l'artillerie du fort de Raguénez et repoussé une première fois à la mer. Les Anglais cependant n'avaient pas renoncé à leur projet et les Chouans furent débarqués un peu plus loin dans l'anse de Rospico. Croyant que c'était les Anglais qui voulaient mettre tout à feu et à sang les habitants de Névez avaient abandonné leurs maisons et pris la fuite. Les prétendus Anglais furent très polis. Ils demandèrent seulement de quoi manger dans les maisons puis se dirigèrent rapidement vers Pont-Aven. Quelques jours plus tard, 1 700 soldats républicains s'installèrent à Keranglas. Tout l'espace qui se trouve entre le village et la mer fut couvert de tentes pour les loger. Mais ils arrivaient trop tard. Les Chouans avaient déjà quitté les lieux et regagné le Morbihan.

### LeXIXesiècle

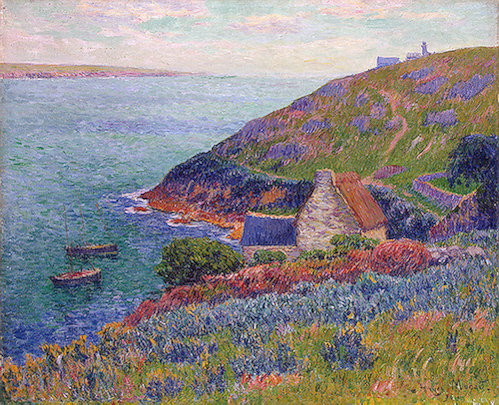
Port Manec'h, tableau de Henry Moret peint en 1896 exposé au Musée des Beaux-Arts de Quimper.

#### Névez vers le milieu duXIXesiècle
En 1853, pour une superficie totale de 2 532 hectares, Névez possédait 1 032 ha de terres labourables, 112 ha de prés et pâtures, 77 ha de bois, 35 ha de vergers et jardins, 1 182 ha de landes et incultes. La commune possédait alors trois moulins. Outre l'église paroissiale, quatre chapelles sont citées (chapelle de Trémorvézen, dédiée à Notre-Dame-de-Bon-Secours ; chapelles Sainte-Barbe, Saint-Mathieu et Saint-Nicolas). Les auteurs indiquent également qu'à cette date « on parle le breton à Névez ».
Selon un document déposé au Corps législatif 249 des 292 conscrits de Névez pour la période allant de 1858 à 1867 ne savaient ni lire ni écrire.

#### Le pays deschaumièreset des «pierres debout»

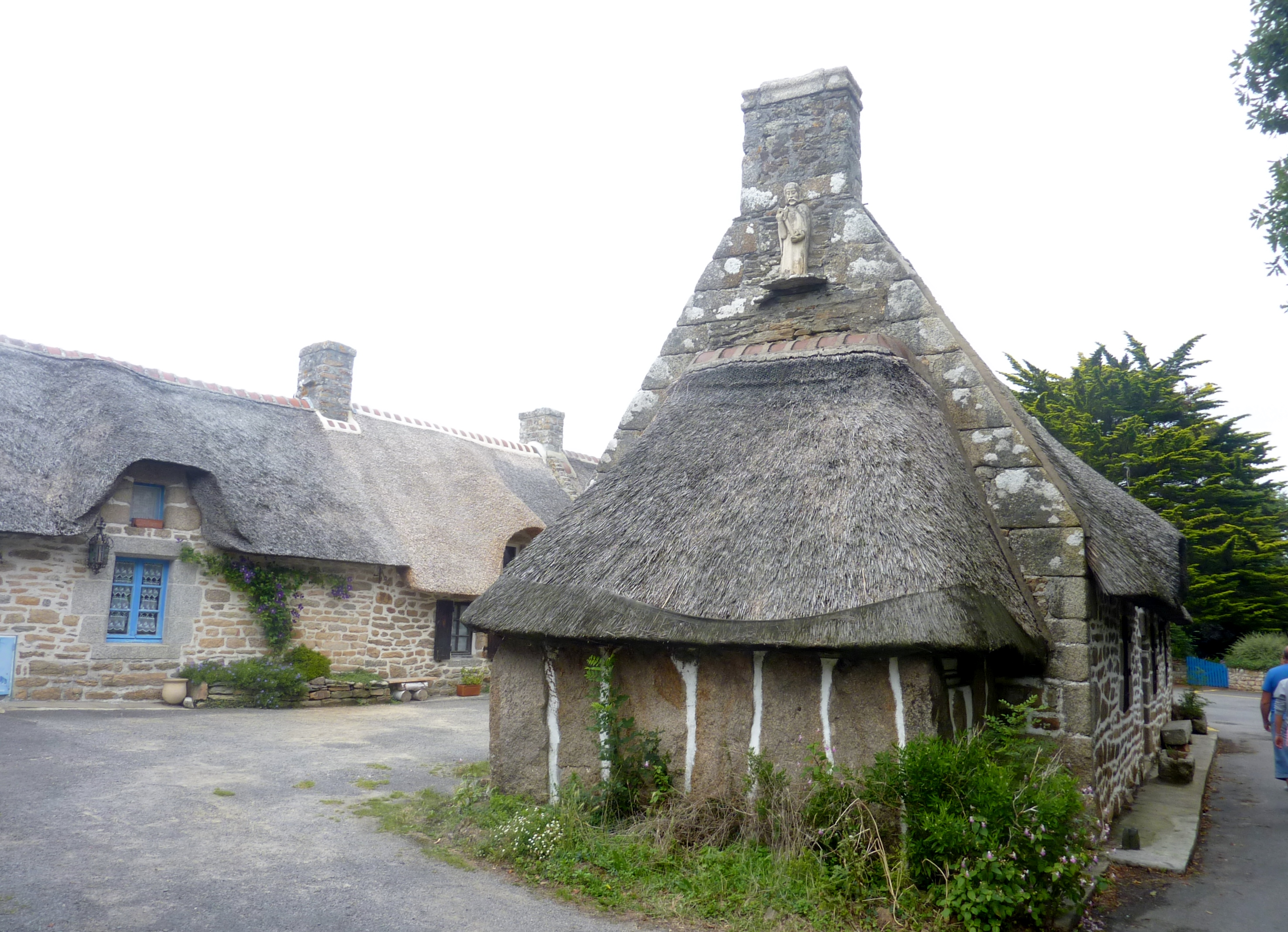
Chaumières à Kerascoët, appentis en « pierres debout ».

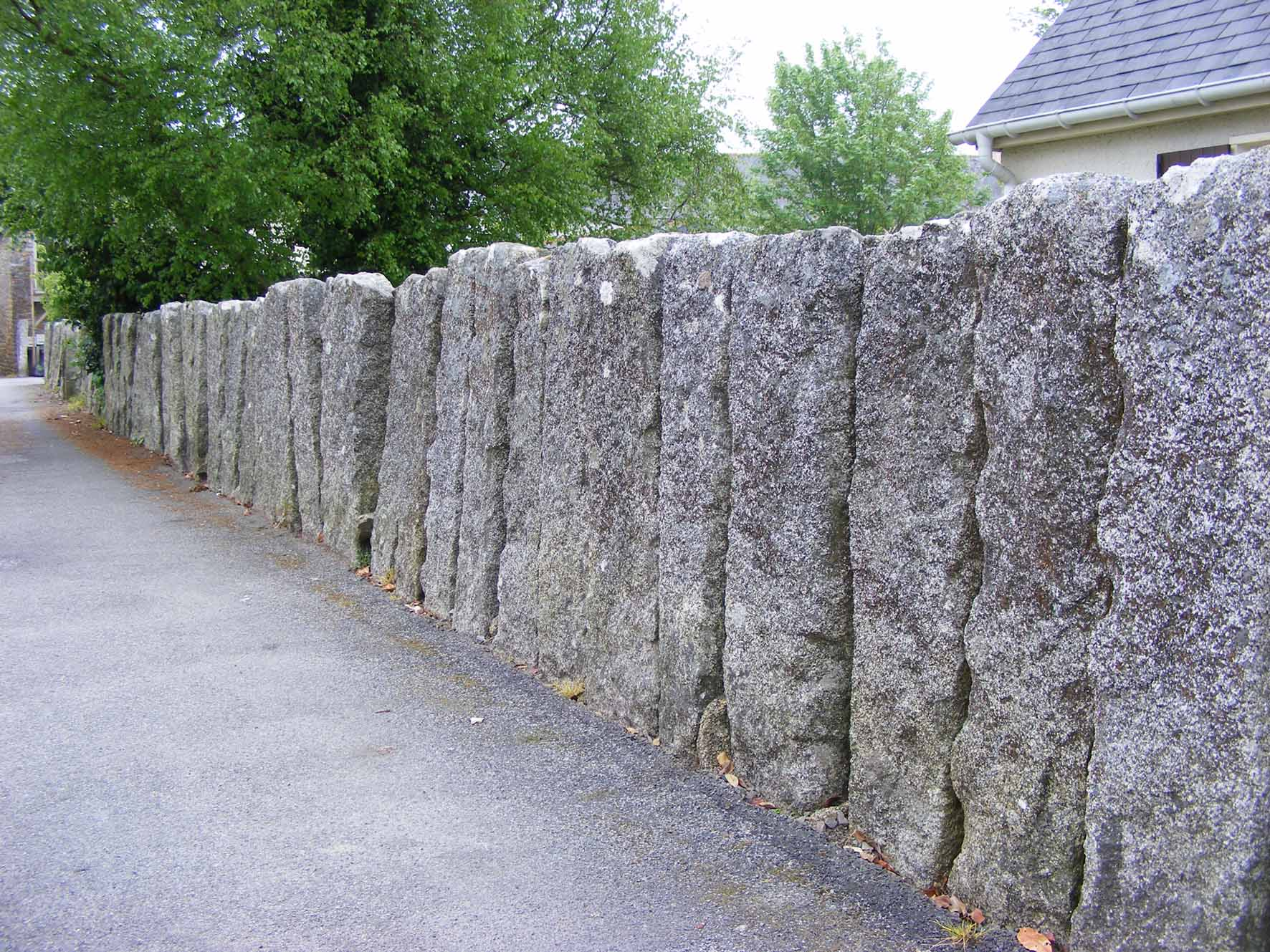
"Pierres debout" dans la venelle de Men Zao.

Les premières constructions en « pierre debout » (orthostates) remonteraient au XVIIe siècle (un acte de vente de maison en parle en 1695), mais elles se seraient développées surtout au XIXe siècle à Trégunc et Névez, servant de murs à de nombreuses maisons, d'autres « pierres debout » étant dressées en clôture des parcelles ou des propriétés ; leur origine serait due à la nécessité de débarrasser les champs des nombreux chaos rocheux qui les encombraient, particulièrement sur les bords de l'Aven. De nombreuses constructions en « pierre debout » ont été détruites, car méprisées, dans le courant du XXe siècle, mais une soixantaine d'entre elles subsistent.
Jean-François Brousmiche, vers 1830, les décrit ainsi :

« Elles forment d'une seule longueur la hauteur des édifices ; on les applique l'une contre l'autre sans chaux ni ciment : elles se soutiennent de leur propre poids et forment des murailles inébranlables. »

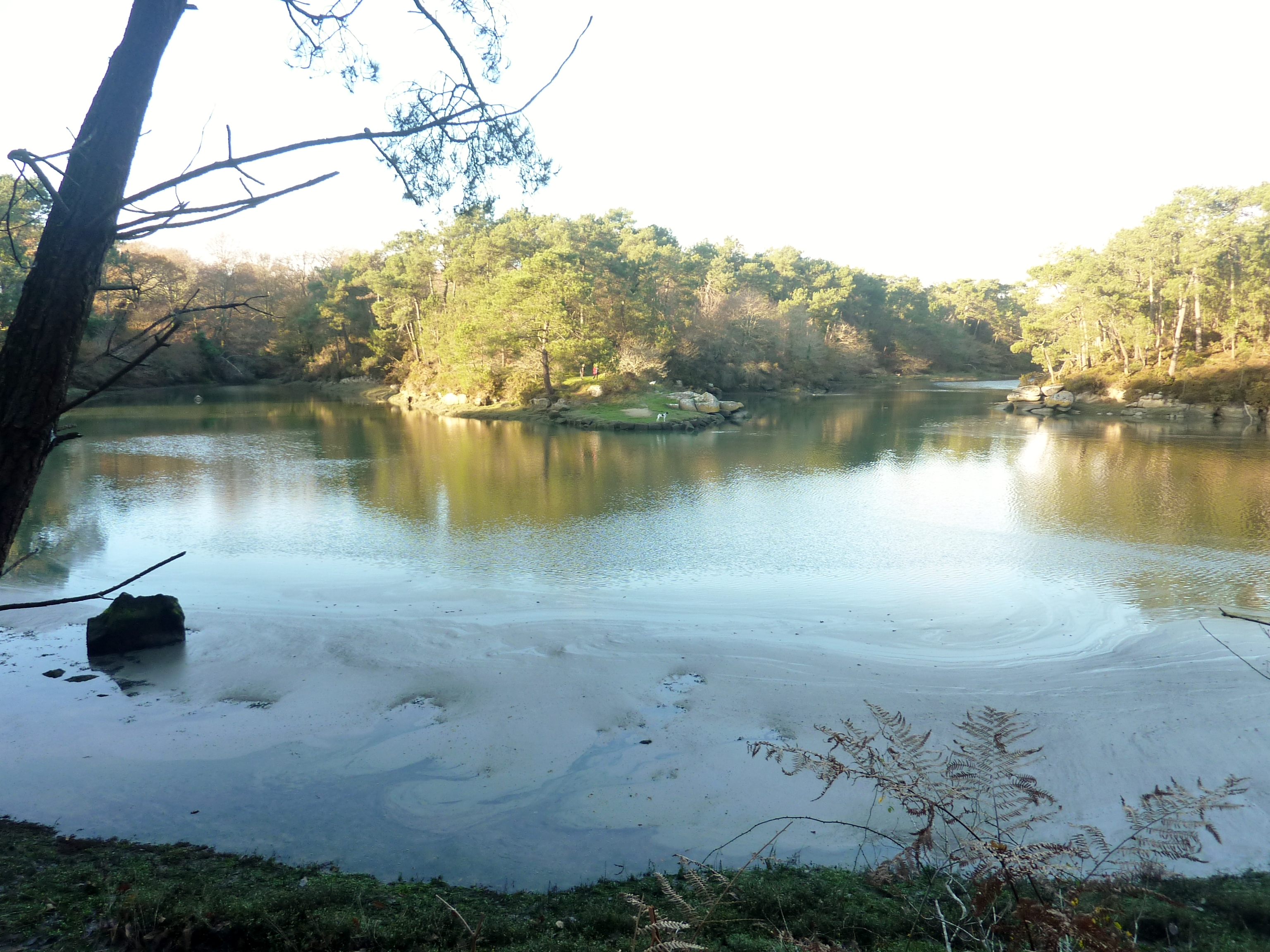
Anse de Kerochet : un des quais sommaires servant à l'exportation par chalands des blocs de granite de la carrière de Kérochet.

Les « pierres debout » et leur exploitation sont évoquées dans un cahier d'écolier :

« Dans presque tous les champs, on voit de gros rochers qui gênent les laboureurs ; les carriers les font sauter. Il y en a d'énormes. Sur l'un d'entre eux pousse un arbre ; un autre, énorme,que l'on peut faire bouger, se nomme "La Roche tremblante". Au bord de la route de Concarneau, on peut voir un dolmen naturel. Des pierres plates et longues, enfoncées dans la terre, côte à côte, servent de talus, ou de murs aux vieilles maisons. Sur la côte, de gros cailloux ont des formes bizarres, exemple "La Tête de la Jument". (...) [Le carrier] fait un trou dans le granit avec une barre qu'il enfonce à grands coups de marteau. Il met de la poudre dans le trou, la tasse, introduit une longe mèche, y met le feu, s'éloigne, souffle dans une trompe et gare à la mine ! Et... boum, les cailloux sautent. Un cric soulèvera les gros blocs. »

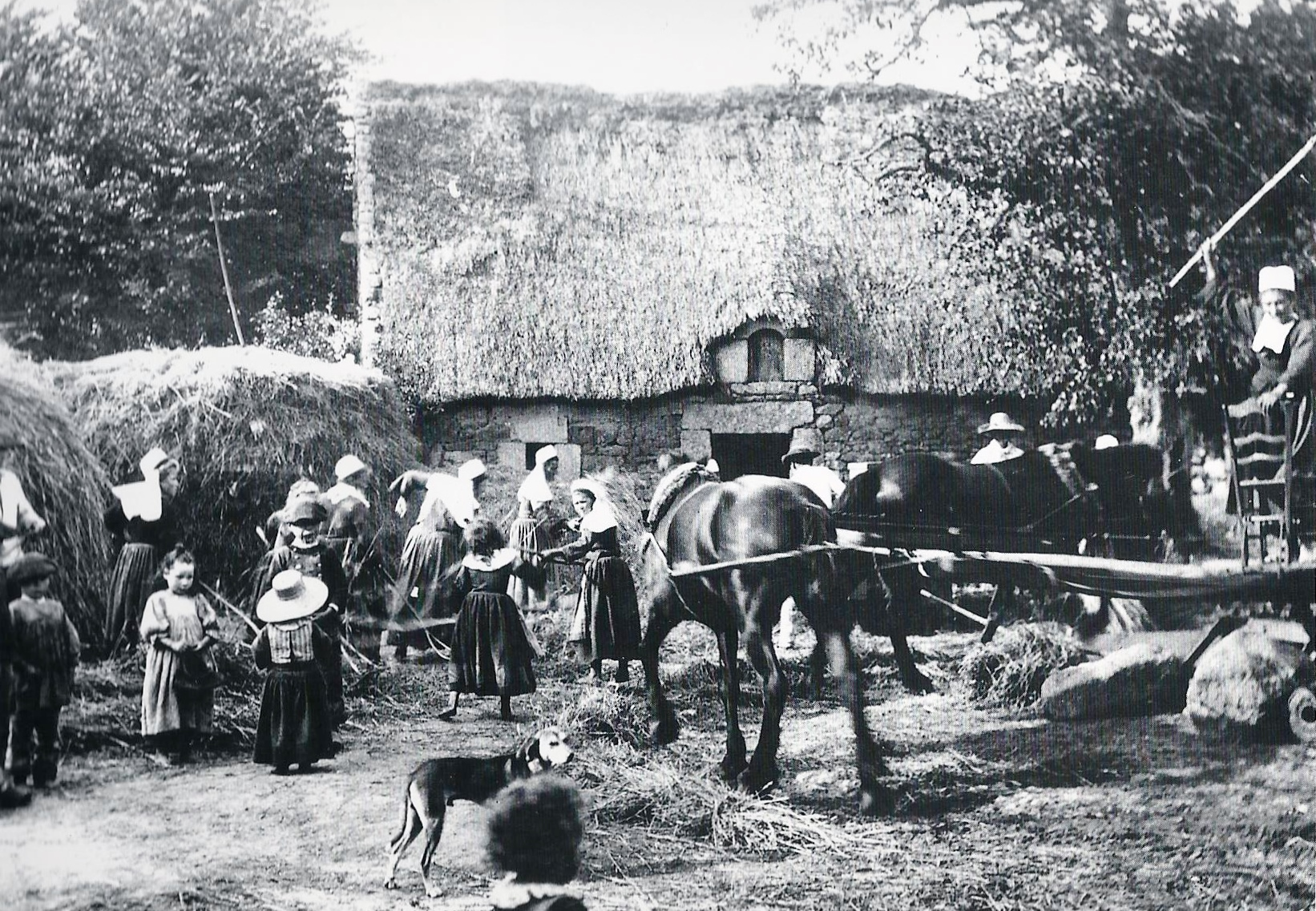
Battage au manège à Port Manec'h vers la fin du XIXe siècle (photographie auteur anonyme).

Jusqu'au XIXe siècle, l'exploitation du granit constituait la principale activité à Trégunc et Névez ; elle faisait vivre des centaines de tailleurs de pierre. La carrière de Kérochet fut exploitée jusqu'au début du XXe siècle ; le granit extrait était exporté par le port sommaire situé dans l'anse de Kérochet, où trois quais, utilisés l'un ou l'autre en fonction de la marée, sont encore visibles ; une centaine d'ouvriers travaillaient dans cette carrière dont le propriétaire était M. Hochet. Les pierres extraites étaient embarquées sur des chalands jusqu'au port de Pont-Aven, où elles étaient chargées sur des chasse-marées à destination de Lorient (elles servirent entre autres à construire la citadelle de Port-Louis), Nantes, Bordeaux, etc. Deux naufrages de bateaux chargés de pierres brutes, survenus vers le milieu du XIXe siècle, sont connus : le Génie, une chaloupe, et le Goulfard, un chasse-marée. Une autre carrière, celle de Kervern, était la propriété de la famille Philippe.

#### Port-Manec'h auXIXesiècle
Le phare de Port Manec'h fut construit entre 1866 et 1867 et la cale en 1868 afin de permettre aux paysans de charger plus facilement le goémon, même si elle fut aussi par la suite utilisée par les marins. Le premier canot de sauvetage de Port-Manec'h, le "Commandant de Rosencoat", dont le patron était Prosper Sellin, est mis en service en 1905.
De nombreux marins de Névez furent victimes de naufrages : par exemple deux marins du canot de pêche Anna-Louis partis pêcher le maquereau dans l'archipel des Glénan furent victimes d'une tempête en novembre 1887.

#### La reconstruction de l'église paroissiale

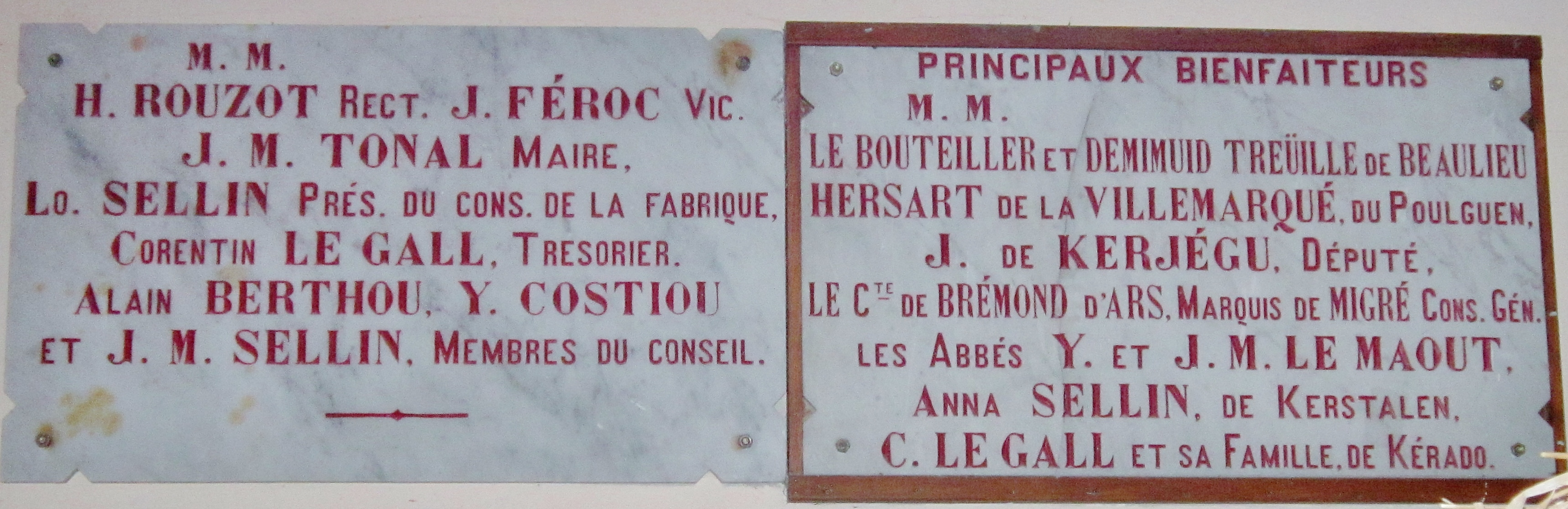
Église paroissiale Sainte-Thumette : plaques commémoratives apposées en 1900 lors de l'achèvement de la construction de l'église.

L'ancienne église paroissiale de Névez, basse et obscure, était un monument de style flamboyant du XVIe siècle. Elle était sous le vocable de sainte Thumette. Entre 1894 et 1900 une nouvelle église fut construite selon les plans de l'architecte Armand Gassis, à l'emplacement de l'ancienne, condamnée en raison de son état de délabrement. En 2010, deux vitraux, dessinés par Jean-Paul Thaéron ont été installés dans les transepts.

### LeXXesiècle

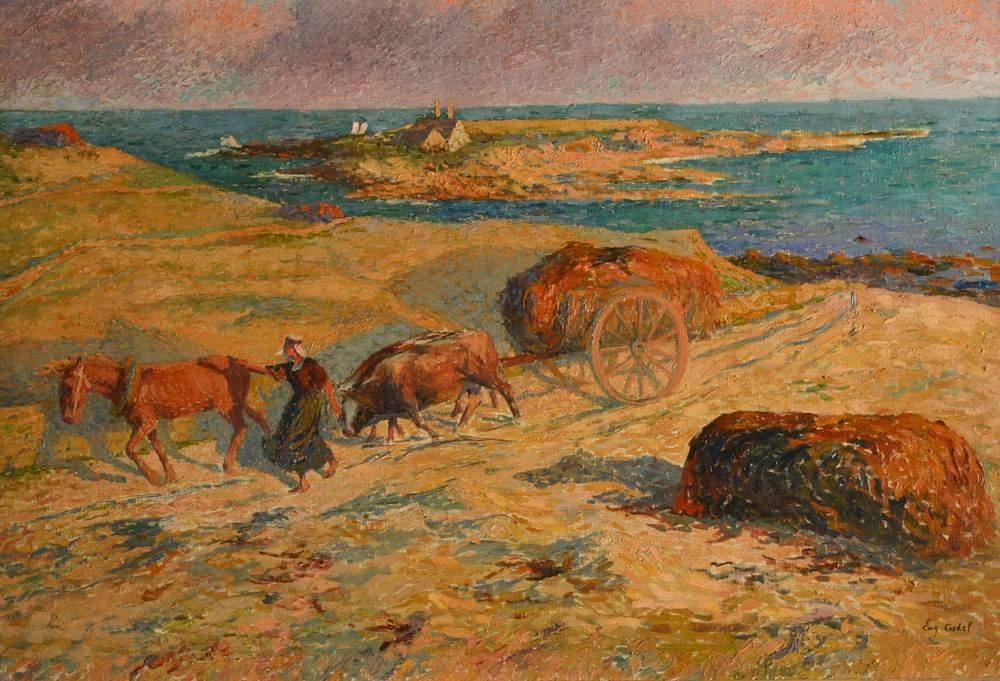
Eugène Cadel : Récolte du goémon. Raguénès (vers 1900-1910).

#### La Belle Époque

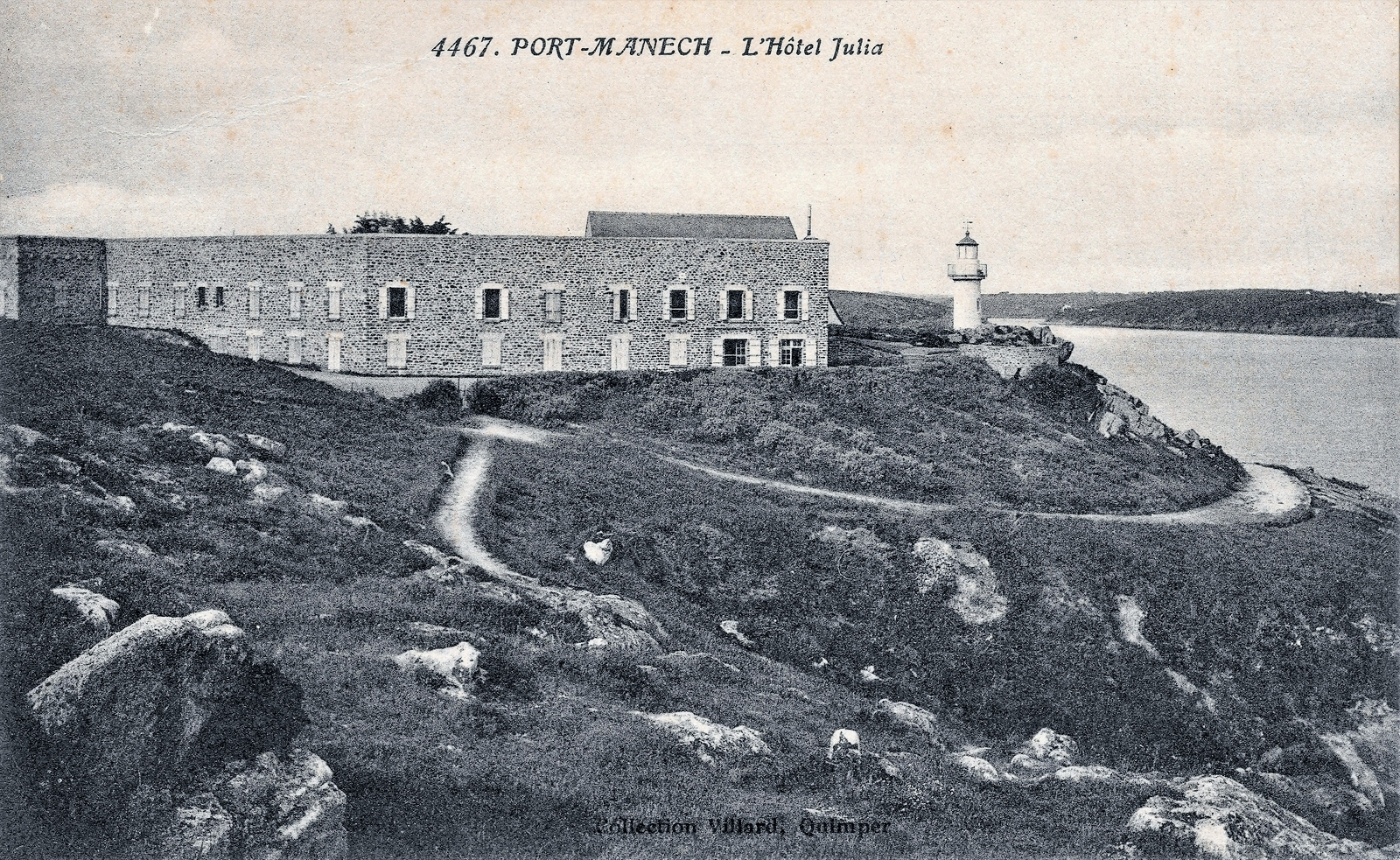
L'hôtel Julia et le phare de Port-Manec'h vers 1920.

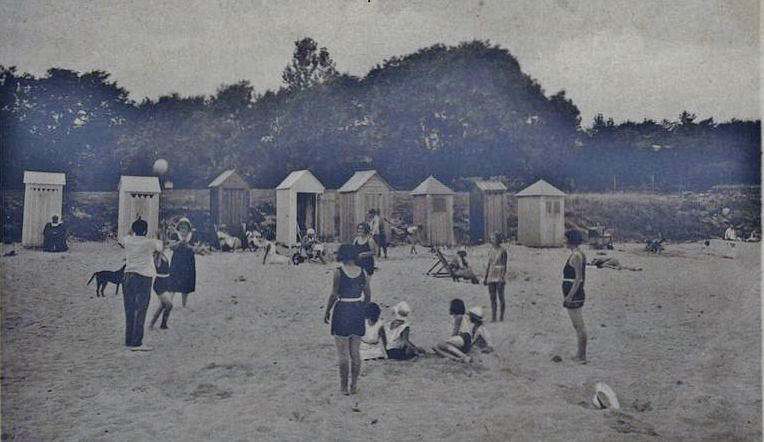
La plage Saint-Nicolas et ses cabines de bains à Port-Manec'h à la Belle Époque.

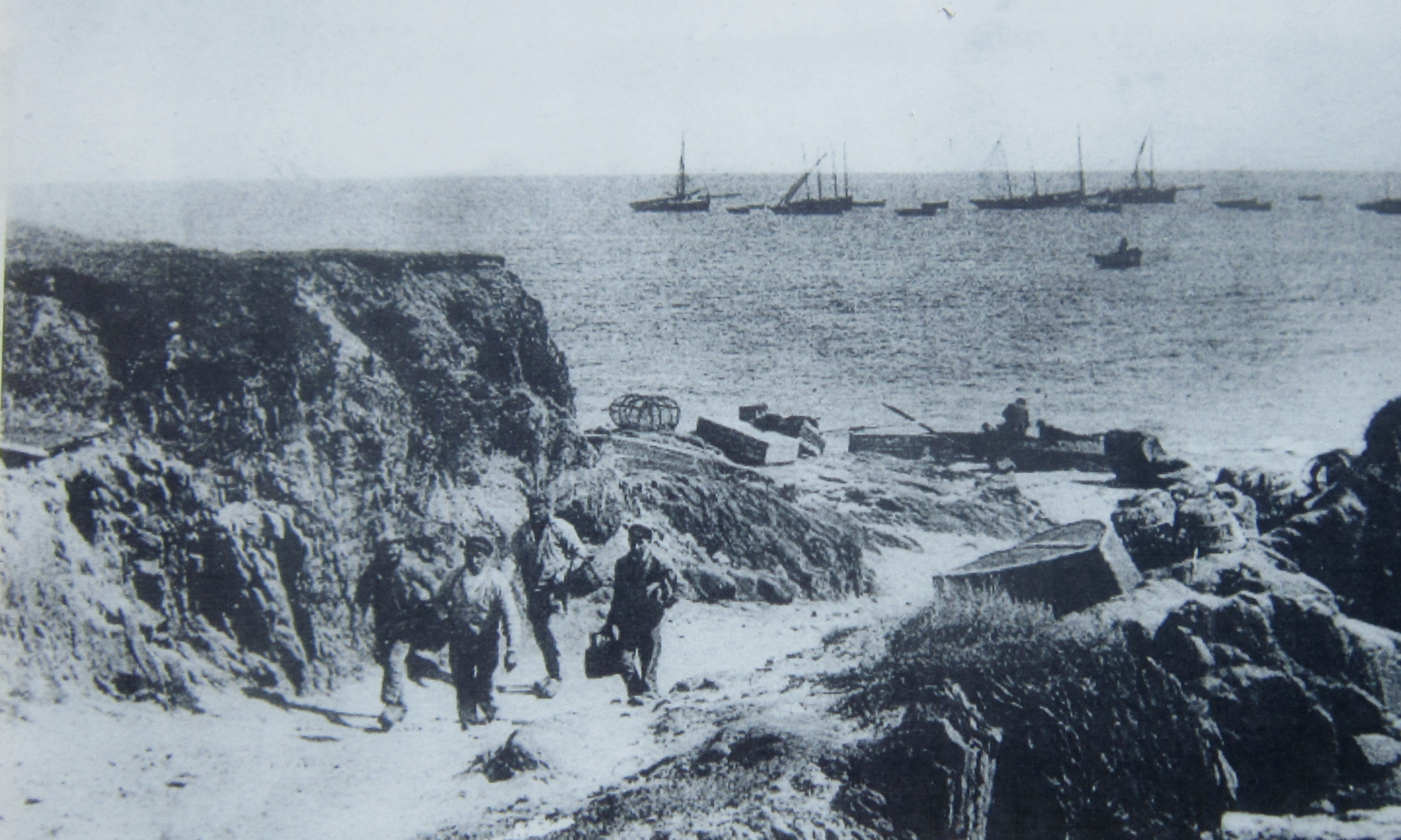
Rentrée de pêche à Raguenez au début du XXe siècle.

Le XIXe siècle voit la création de la station familiale de Port Manec'h qui connait un fort développement durant la Belle Époque. L'ouverture de l'hôtel Julia le 3 juillet 1904, une annexe de l'hôtel Julia de Pont-Aven, y attire les peintres de l'École de Pont-Aven. Le docteur Albert Barnes (1872-1951), un collectionneur d'art américain qui ouvrit en 1925 la fondation Barnes à Philadelphie, y séjourna pendant de nombreux étés, près de la plage Saint-Nicolas, attiré par la présence, non loin de là, des peintres de Pont-Aven.
Au début du XXe siècle, Port Manec'h armait cinquante chaloupes sardinières à la pêche côtière.
En réponse à une enquête épiscopale organisée en 1902 par Mgr Dubillard, évêque de Quimper et de Léon en raison de la politique alors menée par le gouvernement d'Émile Combes contre l'utilisation du breton par les membres du clergé, le recteur de Névez, l'abbé Théoden, écrit : « Il n'y a que quelques rares [personnes], parmi les cultivateurs et les marins, en état de comprendre, et encore imparfaitement, une instruction [religieuse] française. La preuve en est que les délibérations du Conseil municipal, composé cependant de l'élite intellectuelle de la commune, se font en breton » ; il ajoute : « La population toute entière (...) croirait qu'une instruction française, donnée même de loin en loin, serait une véritable moquerie à son endroit, et déserterait en masse l'église ».
Le 9 janvier 1903, Théoden, curé de Névez, fait partie des 31 prêtres du diocèse de Quimper dont les traitements sont retenus par décision du gouvernement Combes « tant qu'ils ne feront pas emploi de la langue française dans leurs instructions et l'enseignement du catéchisme » car ils utilisaient le breton.
La voie ferrée allant de Quimperlé à Concarneau dessert entre autres les gares de Pont-Aven, Nizon, Névez, Trégunc et Lanriec à partir de 1908 ; c'est une ligne ferroviaire à voie métrique exploitée par les Chemins de fer départementaux du Finistère ; la ligne ferma en 1936.

#### La Première Guerre mondiale

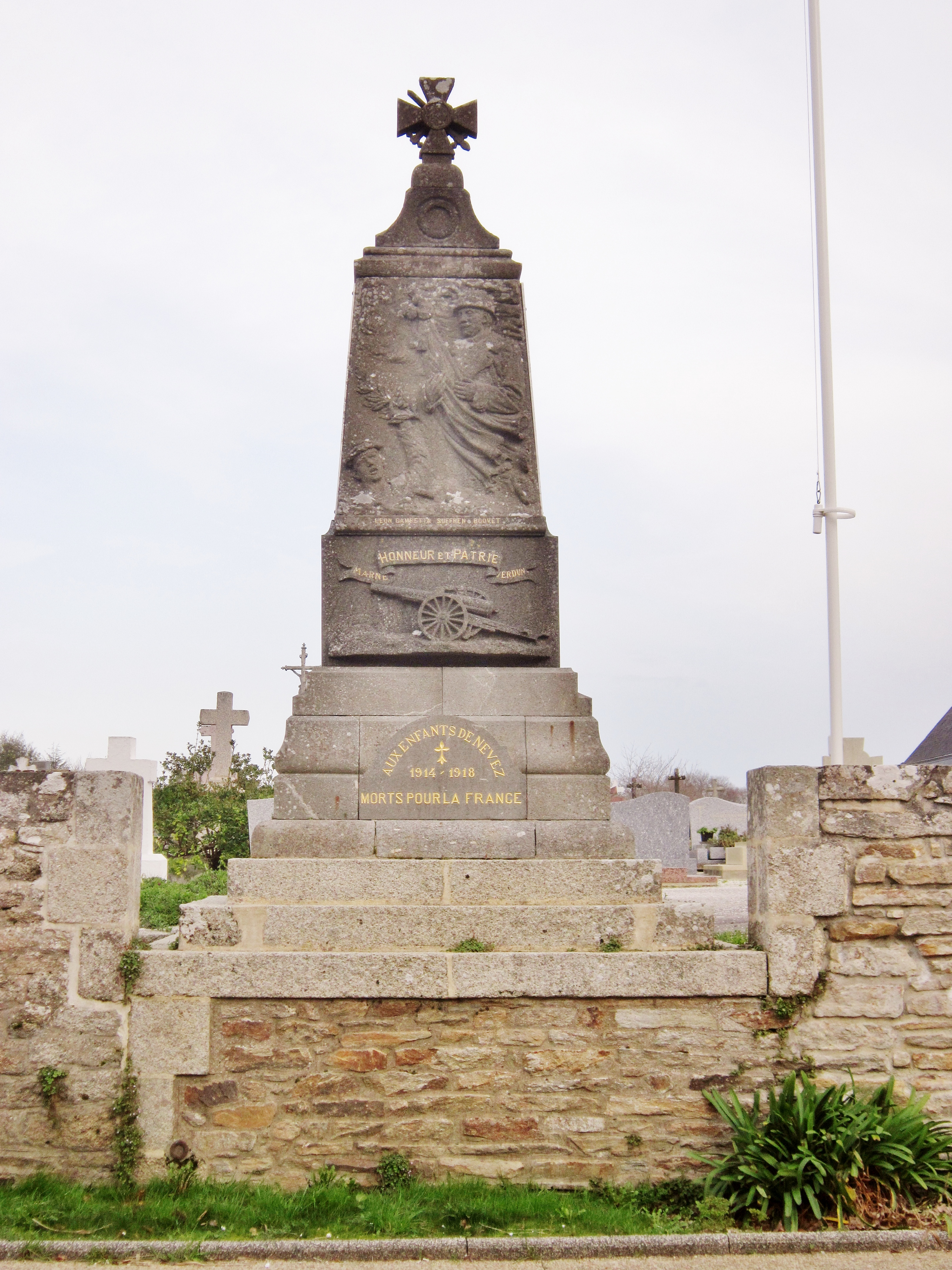
Le monument aux morts de Névez.

Le monument aux morts de Névez porte les noms de 107 soldats et marins morts pour la France pendant la Première Guerre mondiale ; parmi eux neuf au moins (Joseph Cloarec, Laurent Costiou, Yves Costiou, Yves Garo, Yves Guillou, Philibert Jaouen, Jean Marrec, Jean Mestric, Grégoire Paillard) sont des marins disparus en mer ; trois au moins (Yves Marrec, Yves Richard, François Riou) sont des soldats morts sur le front belge ; Joseph Martin a été tué à l'ennemi à Achi-Baba (Turquie) dans le cadre de la Bataille de Sedd-Ul-Bahr ; Joseph Sellin, matelot à bord du Lorraine à Corfou (Grèce) et Yves Goalabre à Salonique sont tous les deux morts de maladie (ils s'y trouvaient dans le cadre de l'expédition de Salonique) ; un au moins (Joseph Clanche) est mort alors qu'il était en captivité en Allemagne ; Corentin Le Bris, quartier-maître à bord  de l' Aspirant Herber, est mort de maladie le 11 novembre 1917 à Sidi Abdallah (Tunisie) ; Yves Guyader, matelot à bord du croiseur cuirassé Amiral Aube est mort de maladie à Arkhangelsk (Russie) où son bateau se trouvait dans le cadre de la Guerre civile russe pour soutenir la contre-révolution blanche contre la Russie bolchévique ; la plupart des autres sont morts sur le sol français : parmi eux, Corentin Berthou, caporal au 65e régiment d'infanterie, disparu le 8 septembre 1914 à Fère-Champenoise (Marne), décoré à titre posthume de la Médaille militaire et de la Croix de guerre.

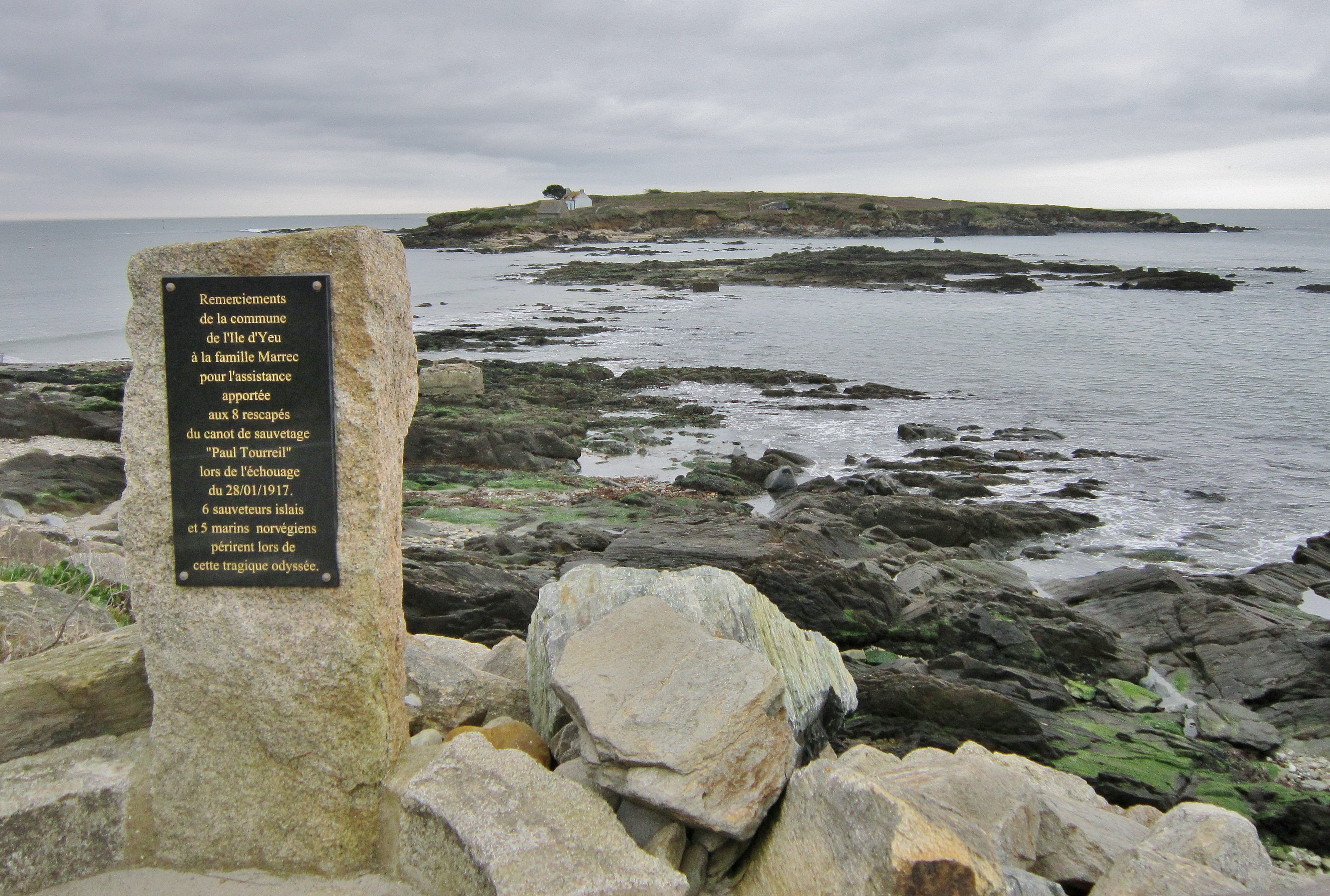
L'île de Raguénez et la stèle commémorative du naufrage du 28 janvier 1917.

Yves Héloury, matelot à bord du Montcalm, est mort à Copenhague (Danemark) le 8 février 1919, donc après la signature de l'armistice.

#### Les sauveteurs de Raguénez
L'Île de Raguenez était alors habitée par la famille Marrec, des agriculteurs qui ramassaient aussi le goémon brûlé dans les deux fours de l'île afin de recueillir de l'iode, précieuse pour soigner les blessés de guerre.
Le 26 janvier 1917 le canot de sauvetage à avirons Paul Toureil, de l'Île d'Yeu, monté par 12 sauveteurs commandés par Noé Devaud, portaient secours à sept rescapés du cargo norvégien Ymer, torpillé par un sous-marin allemand et qui s'étaient réfugiés dans une baleinière ; mais pris dans une forte tempête et épuisés, les dix-neuf hommes à bord du canot de sauvetage, épuisés, ne parvenant pas à mettre les voiles, durent laisser le canot partir à la dérive dans un froid glacial, jusqu'à - 15 degrés et sous la neige, l'eau en plus envahissant progressivement le canot. Parvenu près de l'Île Verte, le canot est aperçu par un habitant de l'Île de Raguénez, Jean-Marie Marrec, qui fit signe aux naufragés de venir s'échouer à Porz-Braz le 28 janvier 1917 ; 6 des sauveteurs de l'Île d'Yeu et 5 marins du cargo norvégien moururent d'épuisement à bord du canot ou aussitôt après qu'on leur ait porté secours, mais il y eut 8 rescapés. Les morts furent enterrés dans le cimetière de Névez, mais les corps des marins ogiens furent ensuite rapatriés à l'Île d'Yeu.
Le 16 septembre 1918 le cargo anglais Philomel, construit en 1916, chargé de marchandises diverses destinées à l'armée américaine et faisant partie d'un convoi de 22 navires partis de Brest à destination de Bordeaux, est torpillé par le sous-marin allemand U-88 et coule au large de Port-Manech ; l' équipage fut sauvé.

#### L'Entre-deux-guerres
Le monument aux morts de Névez fut inauguré le 17 juillet 1921 : ce fut l'occasion d'une grande fête patriotique en présence d'une foule nombreuse.

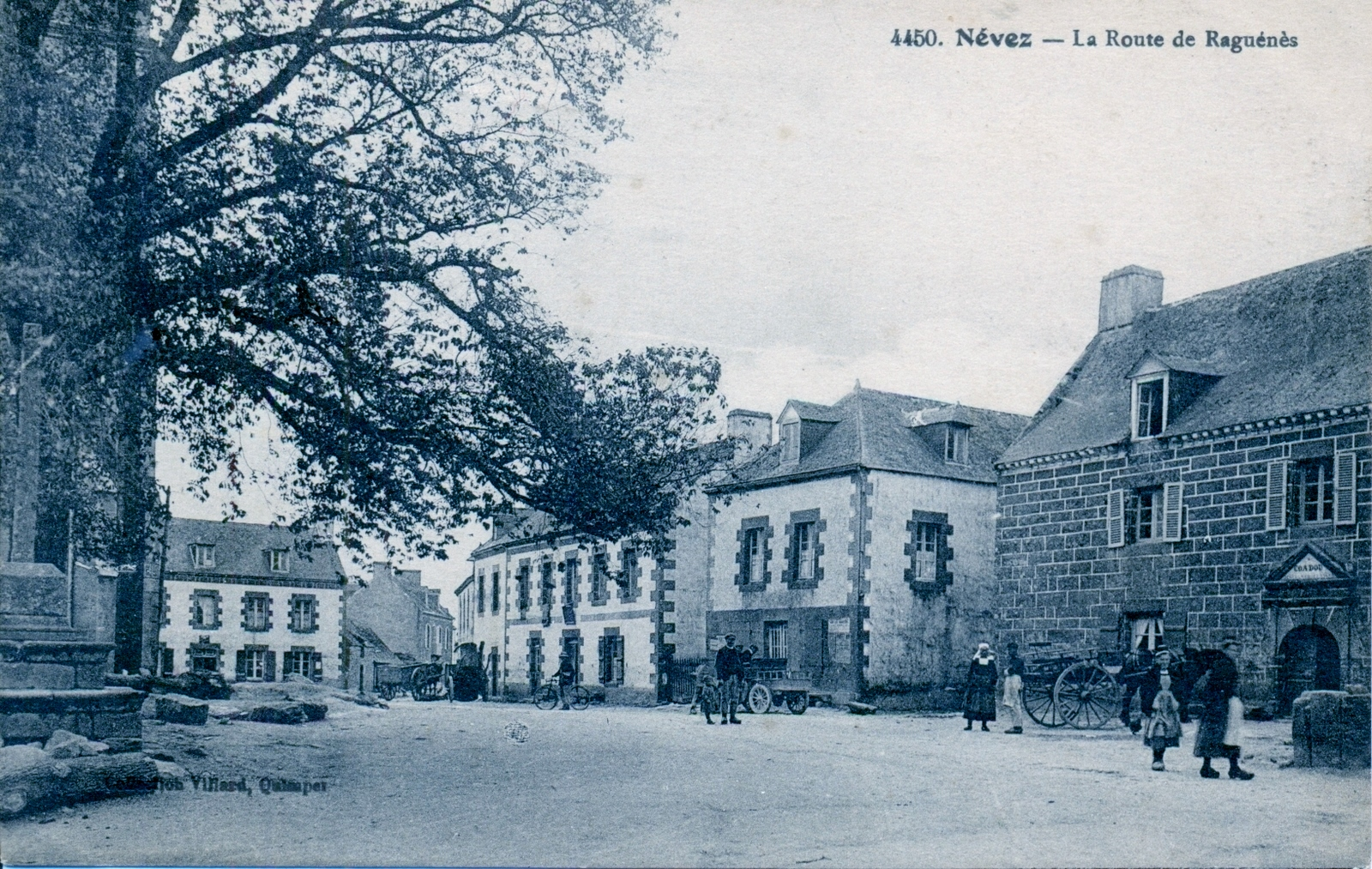
Névez : la route de Raguénès vers 1920 (carte postale Villard).
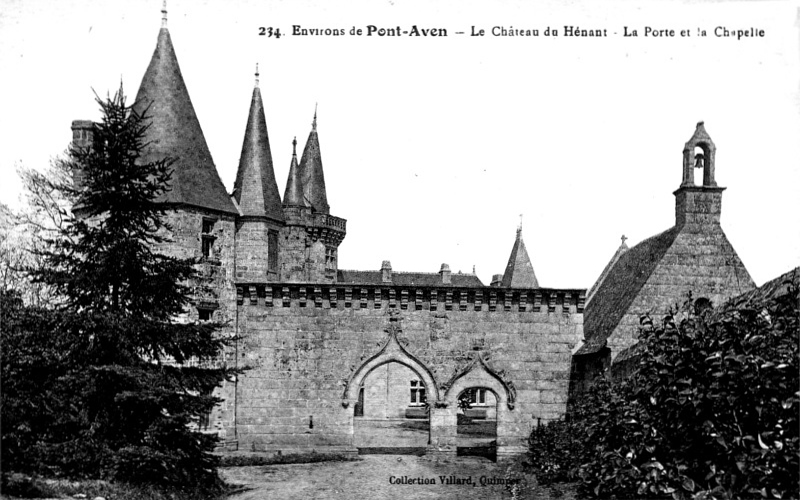
Le château du Hénan vers 1920 (carte postale Villard).
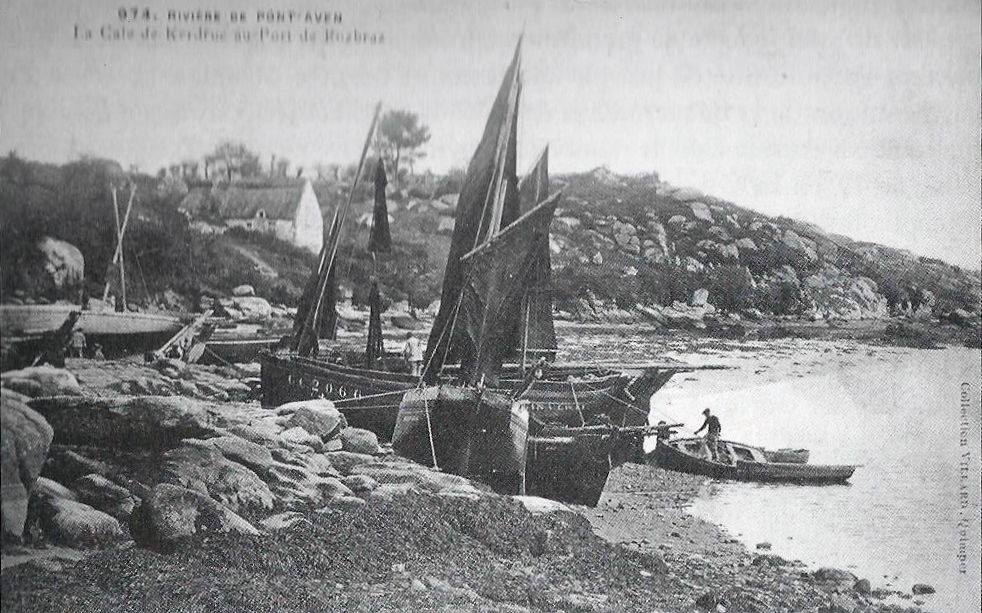
La cale de Kerdruc vers 1920 (carte postale Villard).
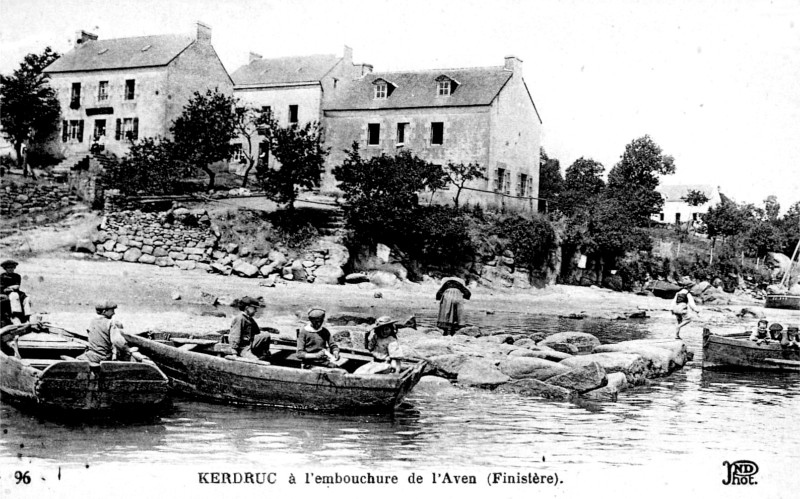
Le port de Kerdruc vers 1920 (carte postale ND Photo).
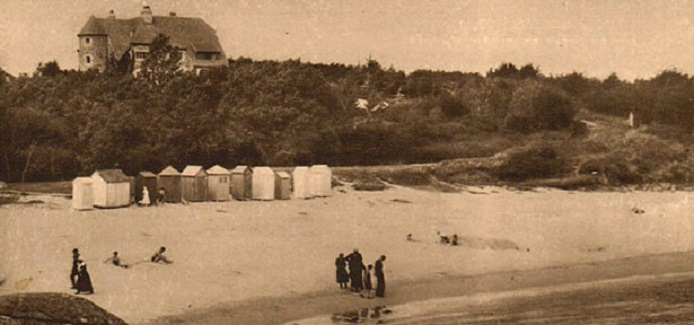
La plage de Port Manec'h et le manoir Dalmore vers 1930.

#### La Seconde Guerre mondiale

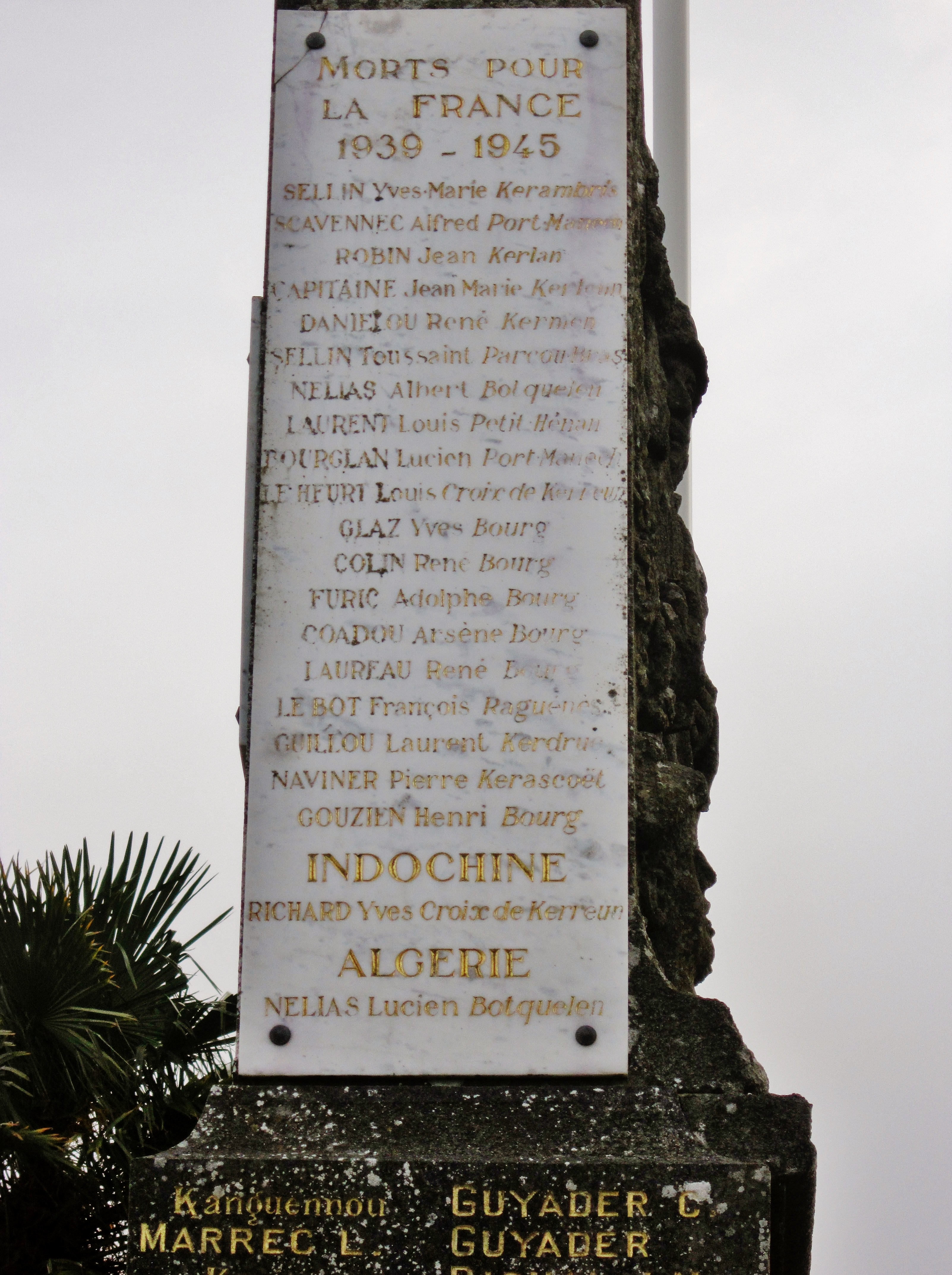
Plaque commémorative des morts de la Deuxième Guerre mondiale (à l'arrière du monument aux morts).

Le monument aux morts de Névez porte les noms de 39 personnes mortes pour la France pendant la Seconde Guerre mondiale ; parmi elles, douze sont disparues en mer dont dix (Laurent Costiou, Yves Cloarec, Yves Furic, Joseph et René Guillou, Yvon Ollivier, Laurent et Yvon Rioual, Louis Sellin, Lucien Troal) sont des marins-pêcheurs disparus en mer au large du phare d'Ar-Men le 18 février 1942 à bord du dundee de pêche Île Verte, les deux autres étant René Daniélou, disparu en mer le 24 juillet 1940 lors du naufrage du paquebot Meknès au large de Dieppe et Lucien Bourglan, disparu en mer le 26 mars 1943 lors du naufrage du chalutier armé Sergent Gouarne au large d'Alborán ; six (Arsène Coadou, René Colin, Adolphe Furic, René Laureau, François et Jean Noach) sont des résistants fusillés par les Allemands le 30 juillet 1944 à Kerfany ; Laurent Guillou est un résistant mort en déportation le 25 février 1944 au camp de concentration de Buchenwald.

#### L'après Seconde Guerre mondiale
Yves Richard est mort pour la France en 1949 pendant la guerre d'Indochine et Lucien Nélias pendant la guerre d'Algérie.

## Population et société

### Démographie

#### Évolution démographique
L'évolution du nombre d'habitants est connue à travers les recensements de la population effectués dans la commune depuis 1793. Pour les communes de moins de 10 000 habitants, une enquête de recensement portant sur toute la population est réalisée tous les cinq ans, les populations de référence des années intermédiaires étant quant à elles estimées par interpolation ou extrapolation. Pour la commune, le premier recensement exhaustif entrant dans le cadre du nouveau dispositif a été réalisé en 2004.

En 2022, la commune comptait 2 721 habitants, en évolution de +2,8 % par rapport à 2016 (Finistère : +2,16 %, France hors Mayotte : +2,11 %).
| 1793  | 1800  | 1806  | 1821  | 1831  | 1836  | 1841  | 1846  | 1851  |
| ----- | ----- | ----- | ----- | ----- | ----- | ----- | ----- | ----- |
| 1 560 | 1 638 | 1 355 | 1 487 | 1 450 | 1 923 | 1 836 | 2 040 | 2 073 |

| 1856  | 1861  | 1866  | 1872  | 1876  | 1881  | 1886  | 1891  | 1896  |
| ----- | ----- | ----- | ----- | ----- | ----- | ----- | ----- | ----- |
| 2 084 | 2 111 | 2 221 | 2 174 | 2 344 | 2 454 | 2 487 | 2 605 | 2 660 |

| 1901  | 1906  | 1911  | 1921  | 1926  | 1931  | 1936  | 1946  | 1954  |
| ----- | ----- | ----- | ----- | ----- | ----- | ----- | ----- | ----- |
| 2 818 | 2 922 | 3 203 | 3 039 | 3 140 | 3 220 | 3 214 | 3 046 | 3 160 |

| 1962  | 1968  | 1975  | 1982  | 1990  | 1999  | 2004  | 2006  | 2009  |
| ----- | ----- | ----- | ----- | ----- | ----- | ----- | ----- | ----- |
| 3 127 | 3 111 | 2 895 | 2 700 | 2 574 | 2 466 | 2 542 | 2 605 | 2 718 |

| 2014  | 2019  | 2022  | - | - | - | - | - | - |
| ----- | ----- | ----- | - | - | - | - | - | - |
| 2 648 | 2 686 | 2 721 | - | - | - | - | - | - |

#### Pyramide des âges
La population de la commune est relativement âgée.
En 2018, le taux de personnes d'un âge inférieur à 30 ans s'élève à 19,4 %, soit en dessous de la moyenne départementale (32,5 %). À l'inverse, le taux de personnes d'âge supérieur à 60 ans est de 47,4 % la même année, alors qu'il est de 29,8 % au niveau départemental.
En 2018, la commune comptait 1 304 hommes pour 1 369 femmes, soit un taux de 51,22 % de femmes, légèrement inférieur au taux départemental (51,41 %).
Les pyramides des âges de la commune et du département s'établissent comme suit.
| Hommes | Classe d’âge | Femmes |
| ------ | ------------ | ------ |
| 0,8    | 90 ou +      | 2,6    |
| 12,9   | 75-89 ans    | 19,0   |
| 30,0   | 60-74 ans    | 29,4   |
| 21,1   | 45-59 ans    | 20,8   |
| 11,9   | 30-44 ans    | 12,5   |
| 9,5    | 15-29 ans    | 5,7    |
| 13,8   | 0-14 ans     | 10,0   |

| Hommes | Classe d’âge | Femmes |
| ------ | ------------ | ------ |
| 0,7    | 90 ou +      | 2,2    |
| 7,8    | 75-89 ans    | 11,5   |
| 19,2   | 60-74 ans    | 20,1   |
| 20,8   | 45-59 ans    | 19,7   |
| 17,7   | 30-44 ans    | 16,6   |
| 17,1   | 15-29 ans    | 14,7   |
| 16,8   | 0-14 ans     | 15,2   |

## Économie

### Revenus de la population et fiscalité
Les indicateurs de revenus et de fiscalité à Névez et dans l'ensemble du Finistère en 2016 sont présentés ci-dessous.
|                                                                   | Névez  | Finistère |
| ----------------------------------------------------------------- | ------ | --------- |
| Nombre de ménages fiscaux                                         | 1 398  | 406 470   |
| Nombre de personnes dans les ménages fiscaux                      | 2 861  | 889 922   |
| Médiane du revenu disponible par unité de consommation (en euros) | 22 185 | 20 701    |
| Part des ménages fiscaux imposés                                  | 54,0 % | 49,0 %    |

### Tourisme
Le tourisme occupe une place importante dans l'économie locale en raison de la présence de la station balnéaire de Port-Manec'h et d'un littoral avec de nombreuses plages. Au 1er janvier 2019, on recensait 8 campings sur la commune offrant 1 270 emplacements ainsi que 3 petits hôtels d'une capacité totale de 57 chambres.

## Politique et administration

### Jumelages
Les Contamines-Montjoie (France).

## Sites remarquables

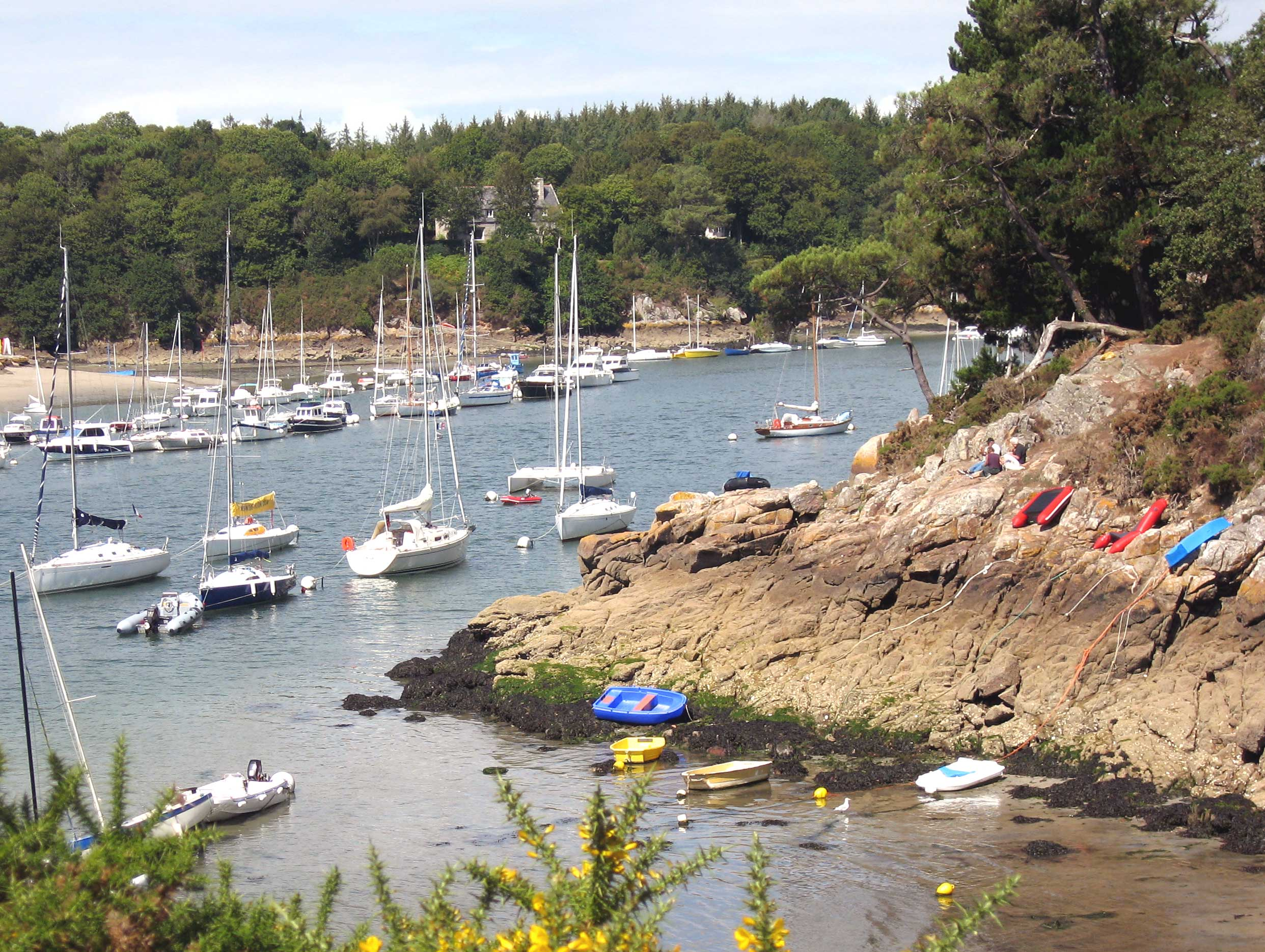
l'Aven.

- Le port et la plage de Port Manec'h
- Le sentier côtier entre Port Manec'h et Raguénez, en passant par Rospico
- La remontée de l'Aven avec Le Hénan et le port de Kerdruc
- La plage de Tahiti et l'île de Raguénez
- La plage de Rospico

## Lieux et monuments
La ville de Névez comporte plusieurs sites et monuments à découvrir :
- les Jardins de Rospico (Kerangall) ouverts pour le festival « Jazz'y Kamprouezh » ;
- le village des chaumières, Kerascoët. Le hameau de Kerascoët comporte une série de maisons au toit en chaume appelées les Chaumières de Kerascoët. Le village date du XVIe siècle ; il a été rénové en 1993.

Chaumières de Kerascoët
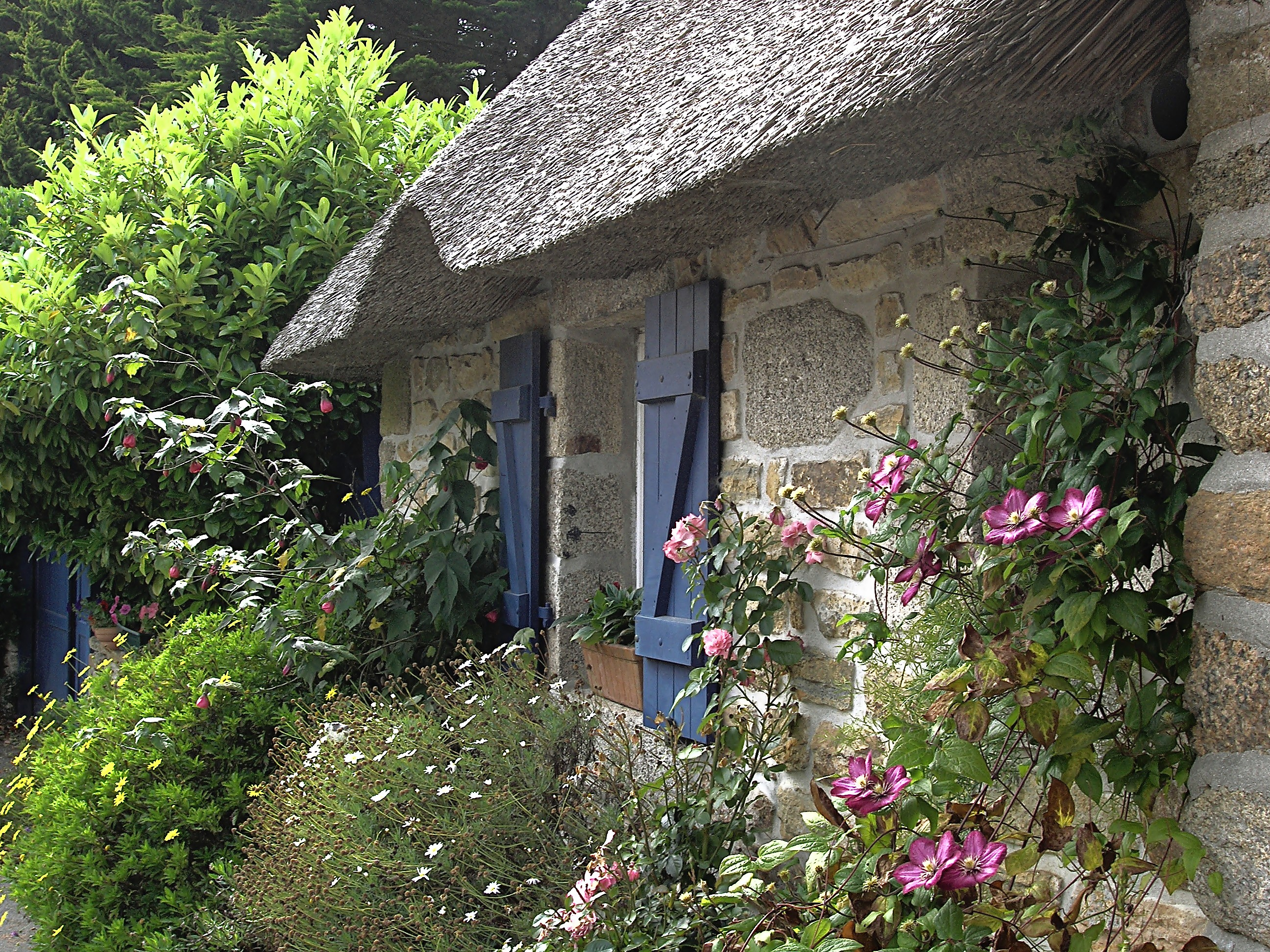
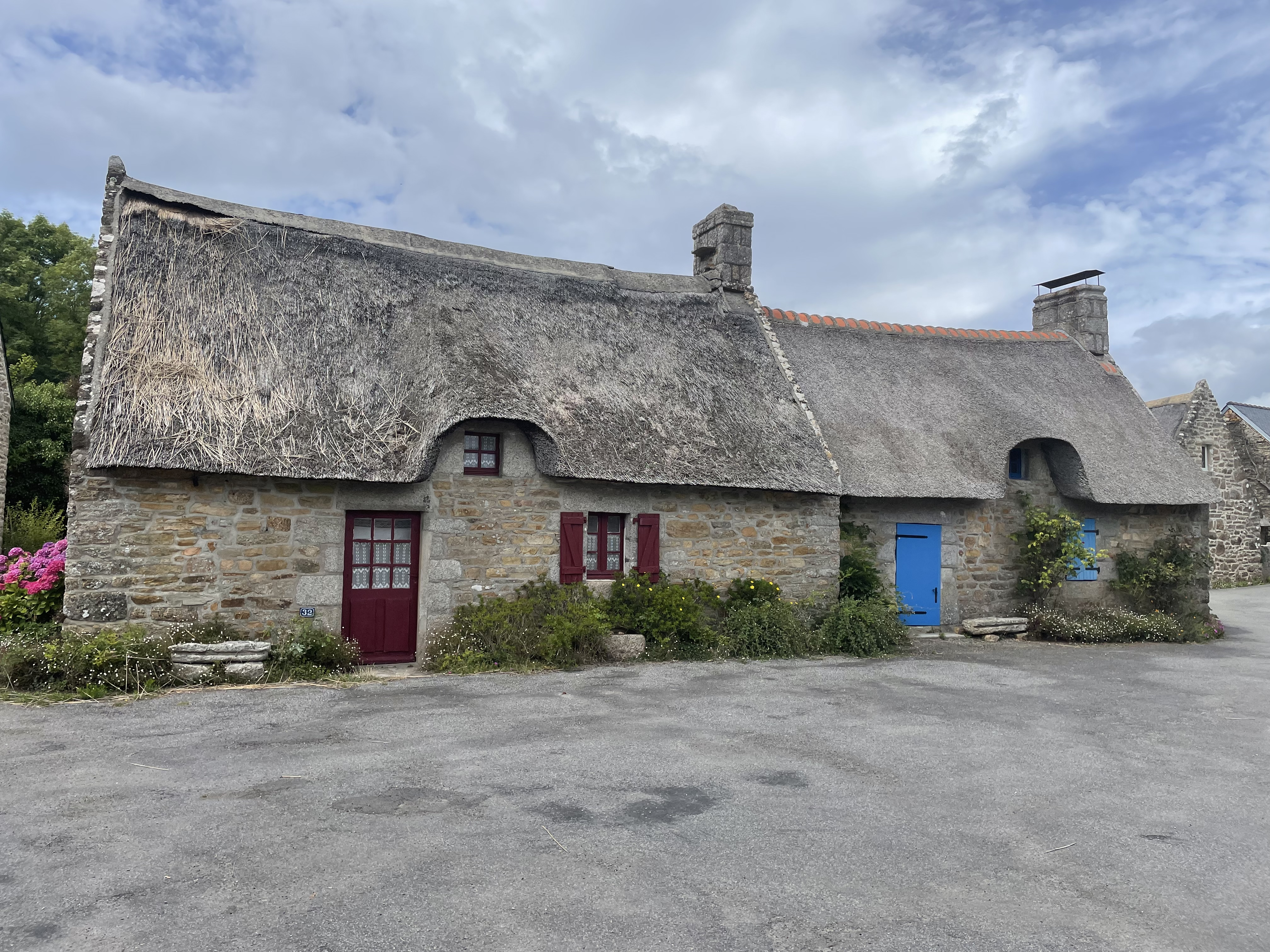
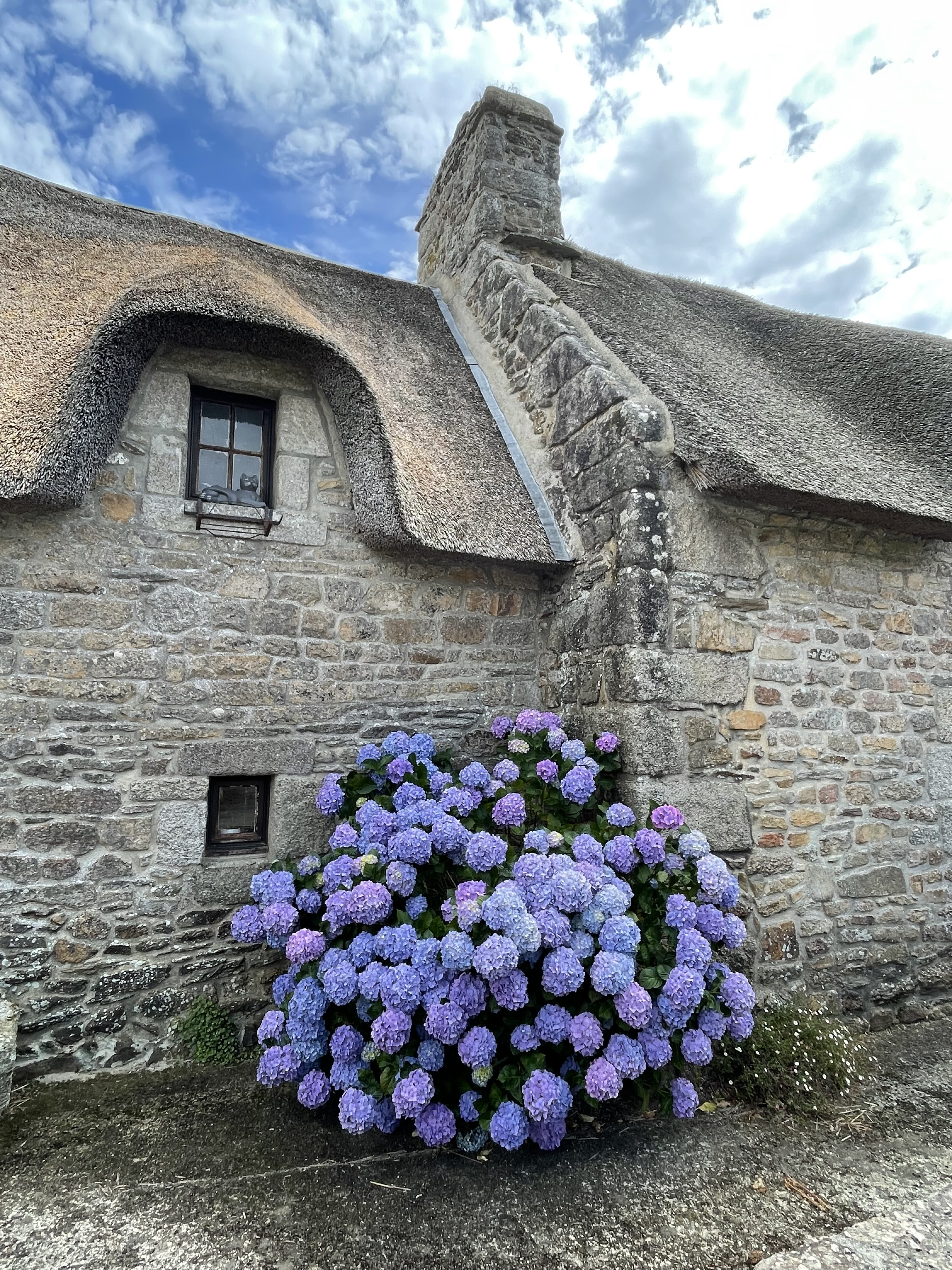

- le village de Kercanic possède aussi plusieurs maisons à toit de chaume ;

Village de Kercanic
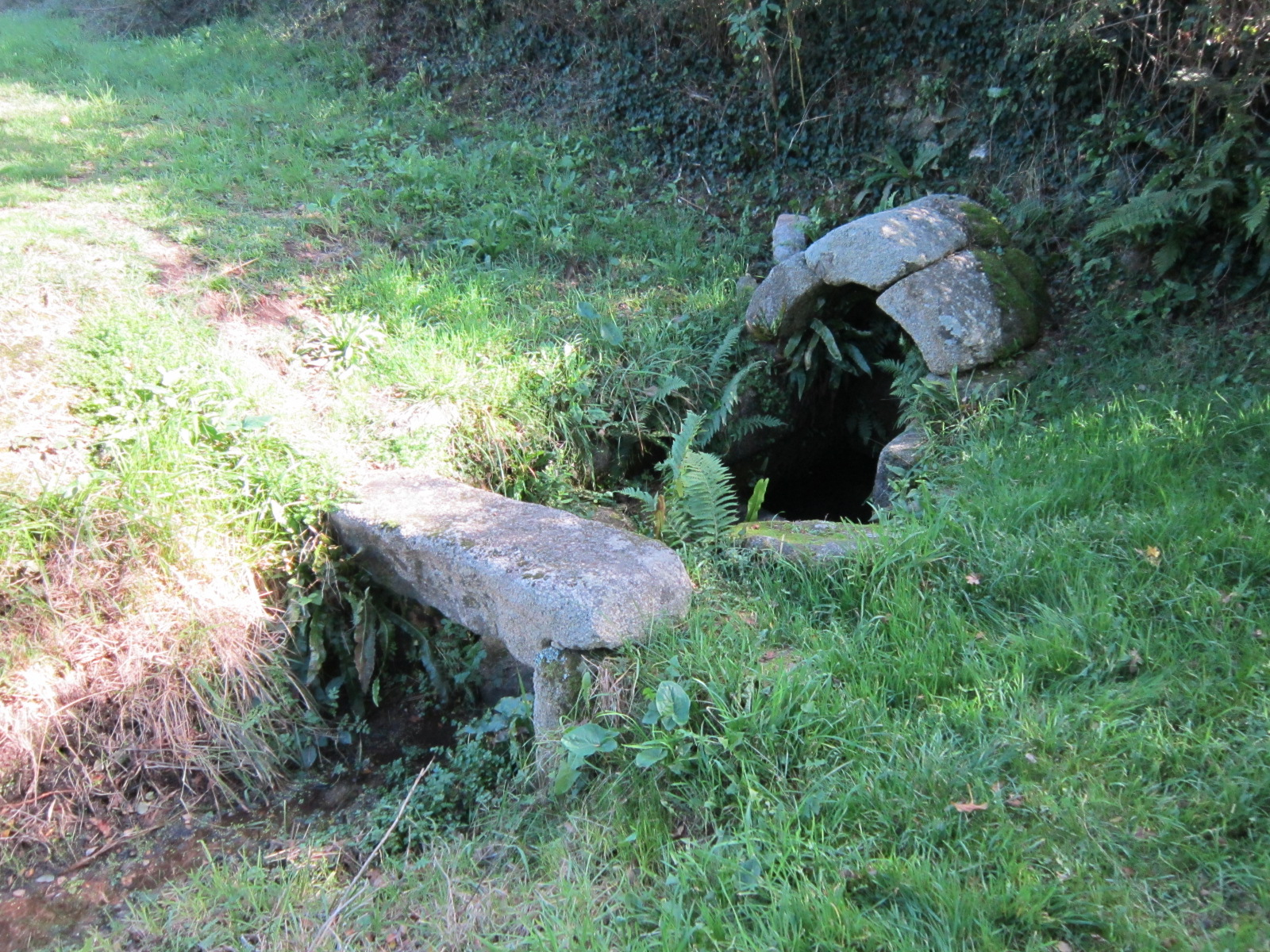
La fontaine.
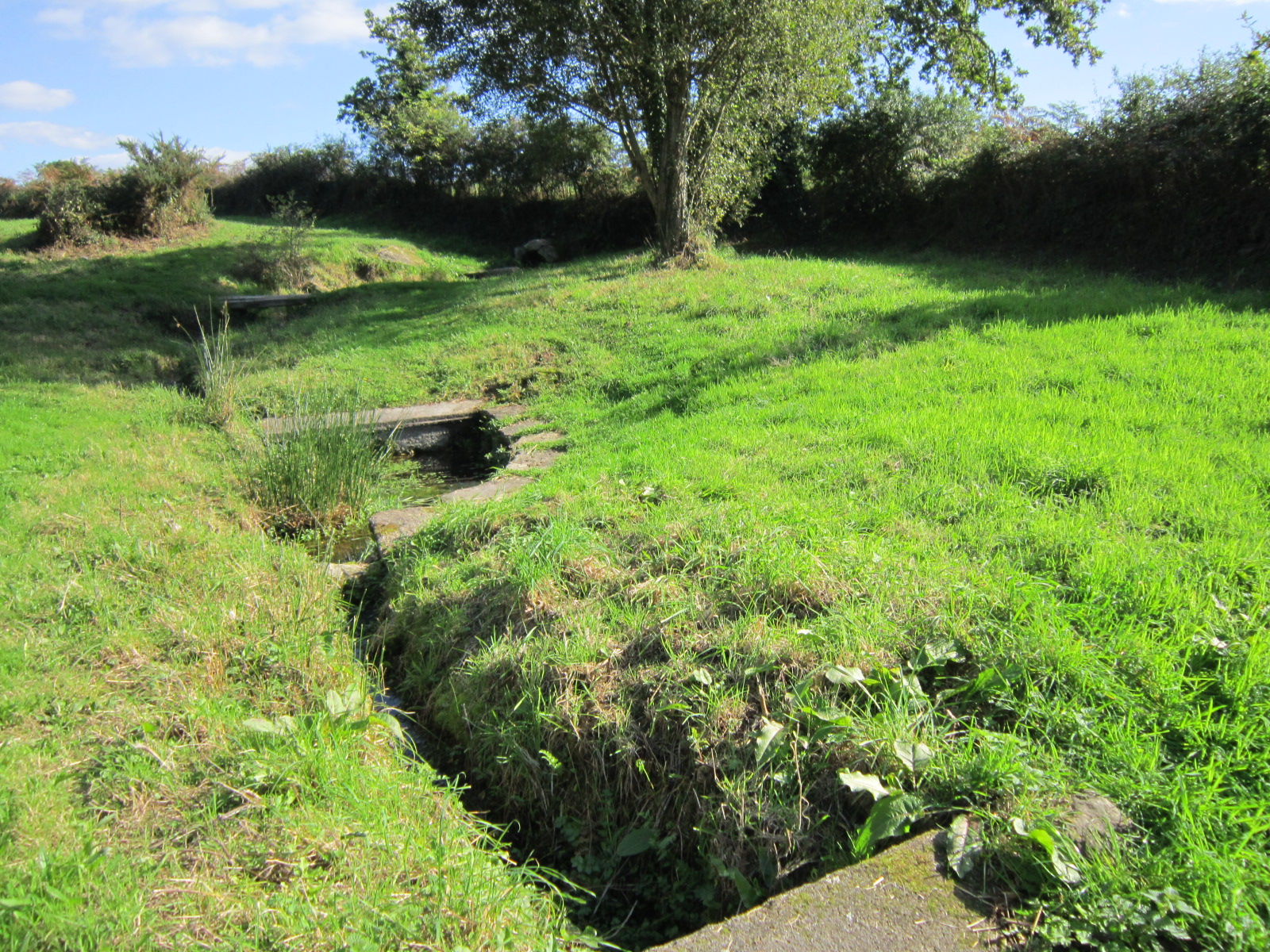
Le lavoir.
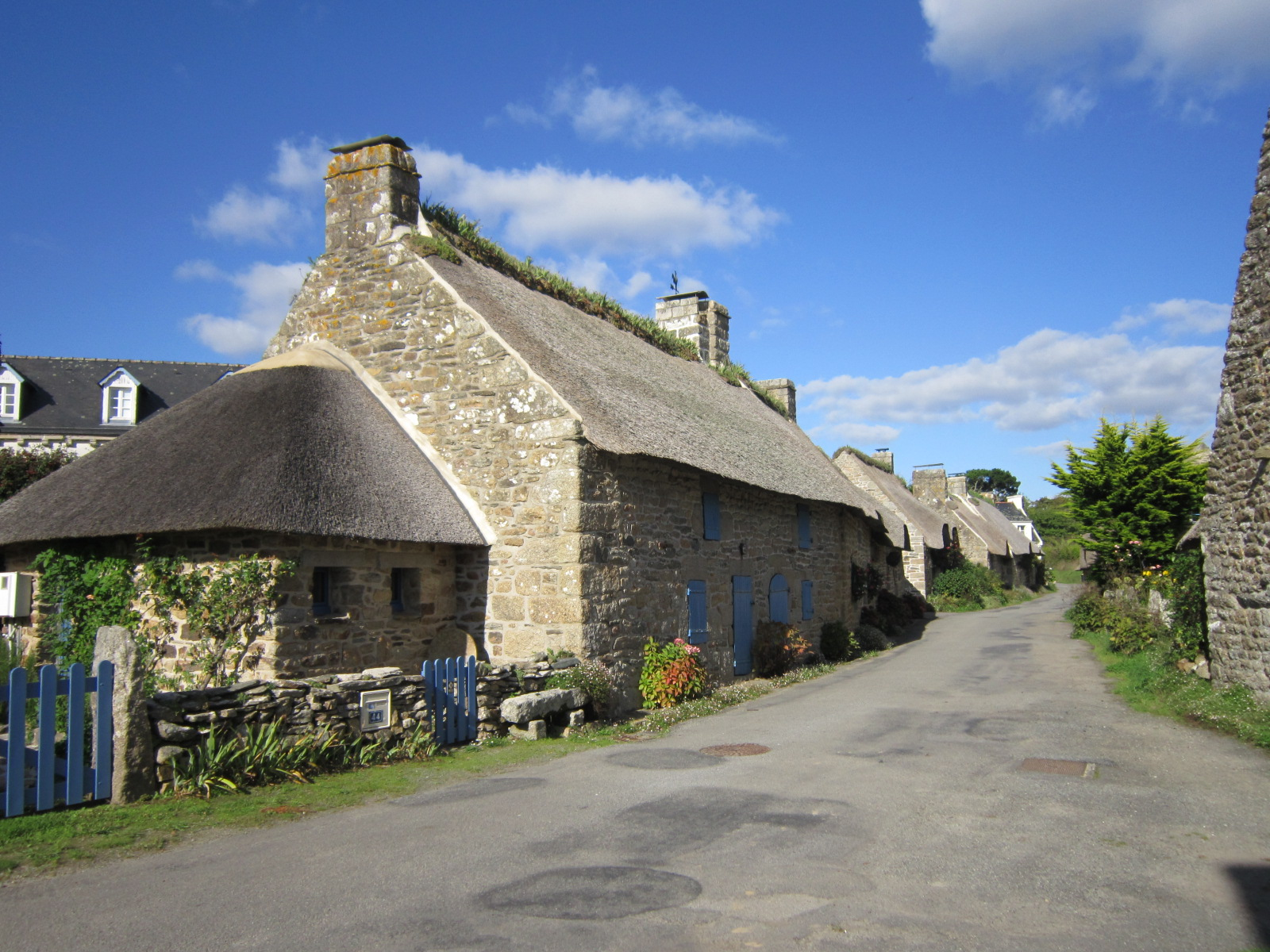
Maisons à toit de chaume.
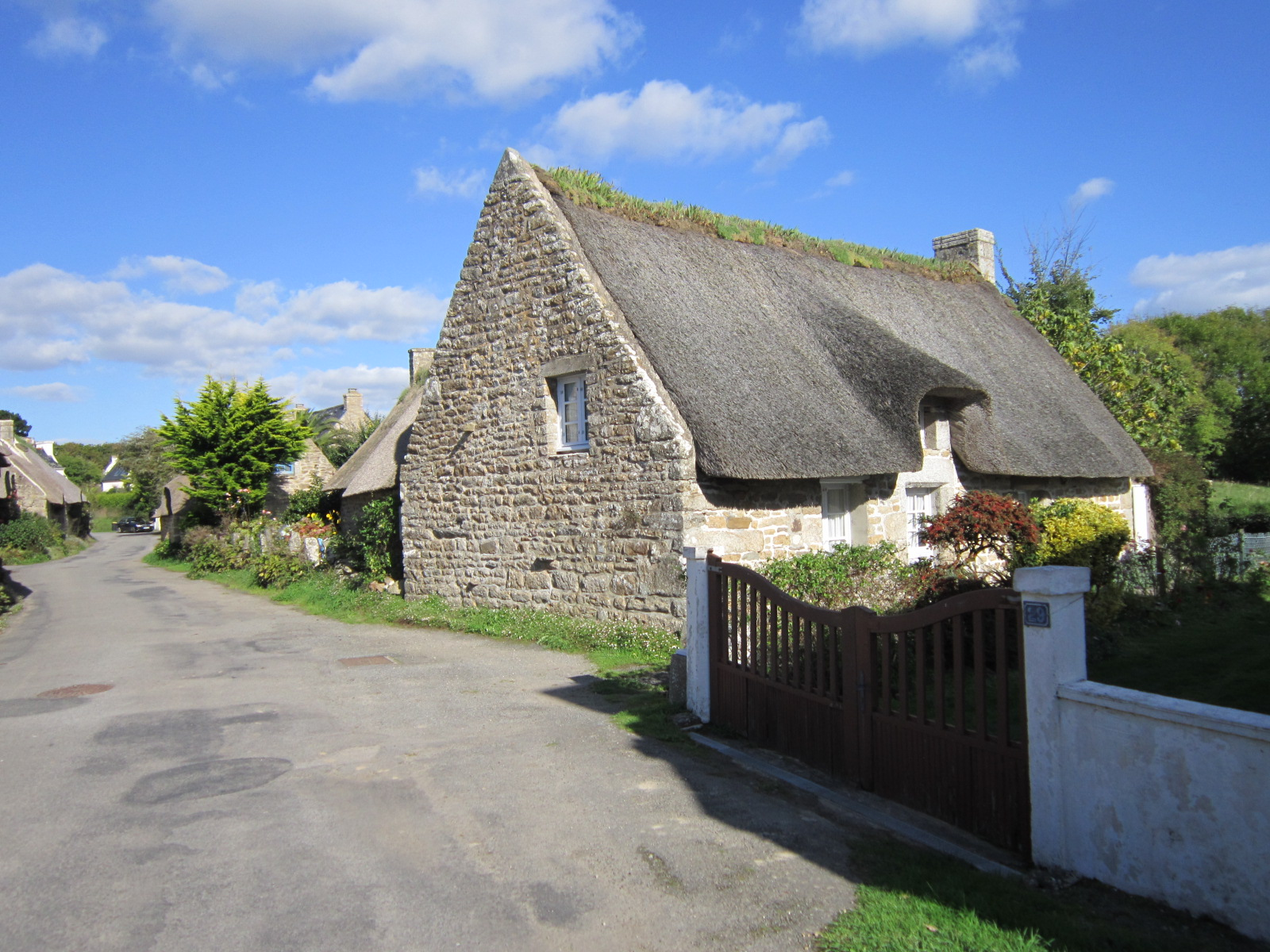
Maison à toit de chaume.

- les dolmens de Brucou et de Kerascoët[83] ;
- le château du Hénan des XVe et XVIe siècles, inscrit au titre des monuments historiques par arrêté du 4 mars 1935[84] ;
- le château du Poulguin du XVIe siècle ;
- le manoir Dalmore (hôtel 4 Étoiles) ;

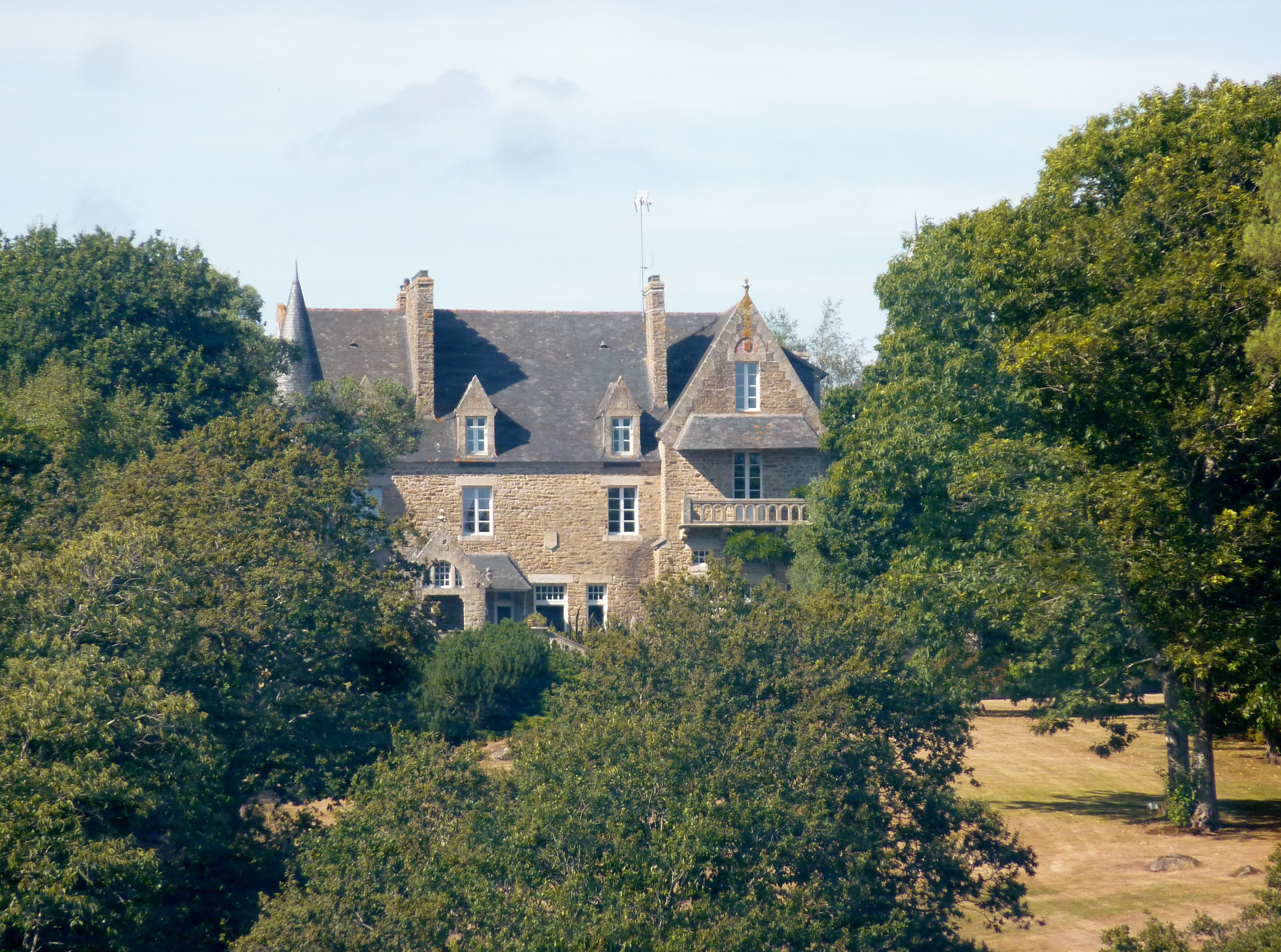
Le château du Tal Mor vu depuis le fleuve côtier Aven.
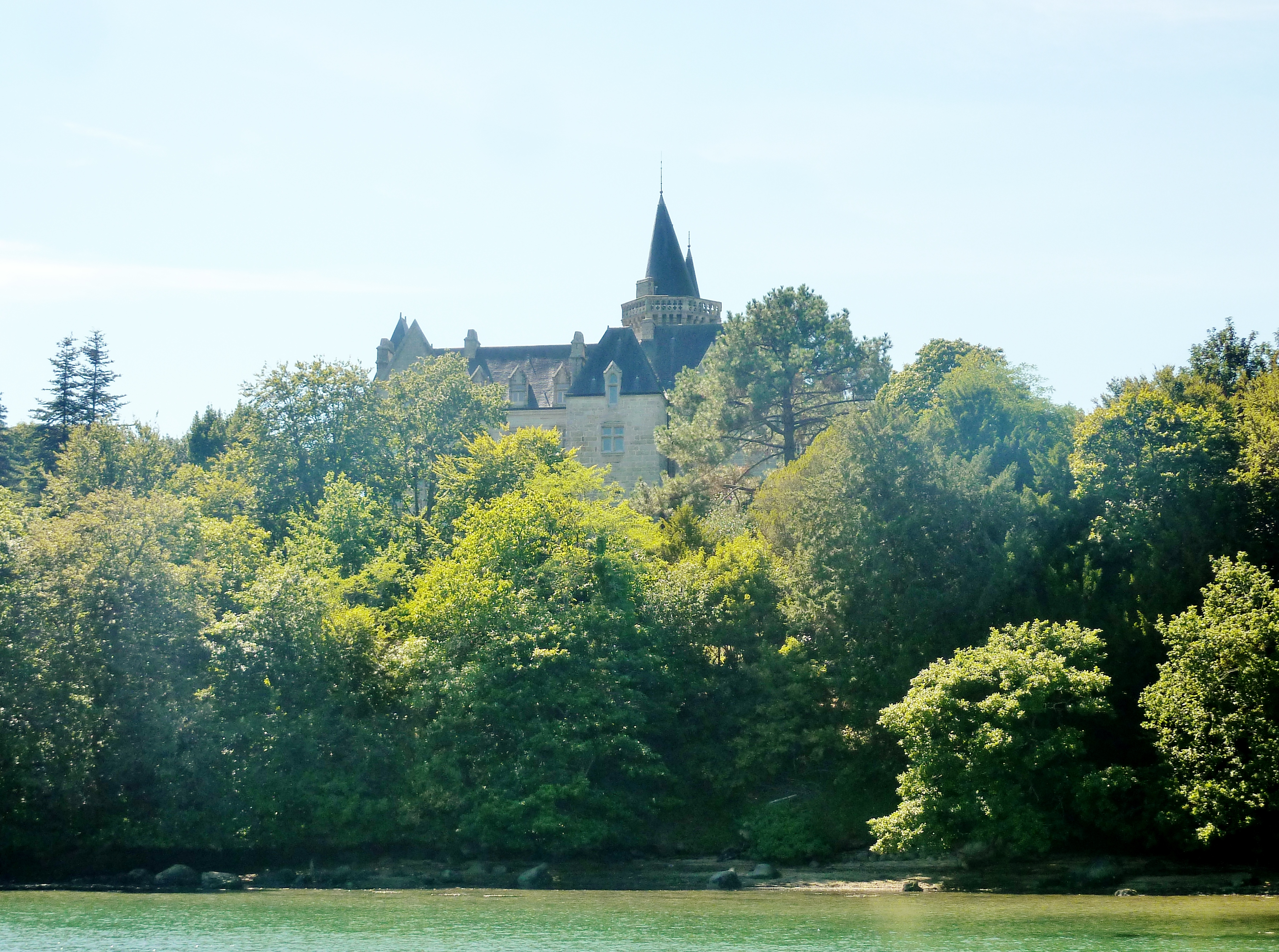
Le château du Hénan vu depuis l'Aven.
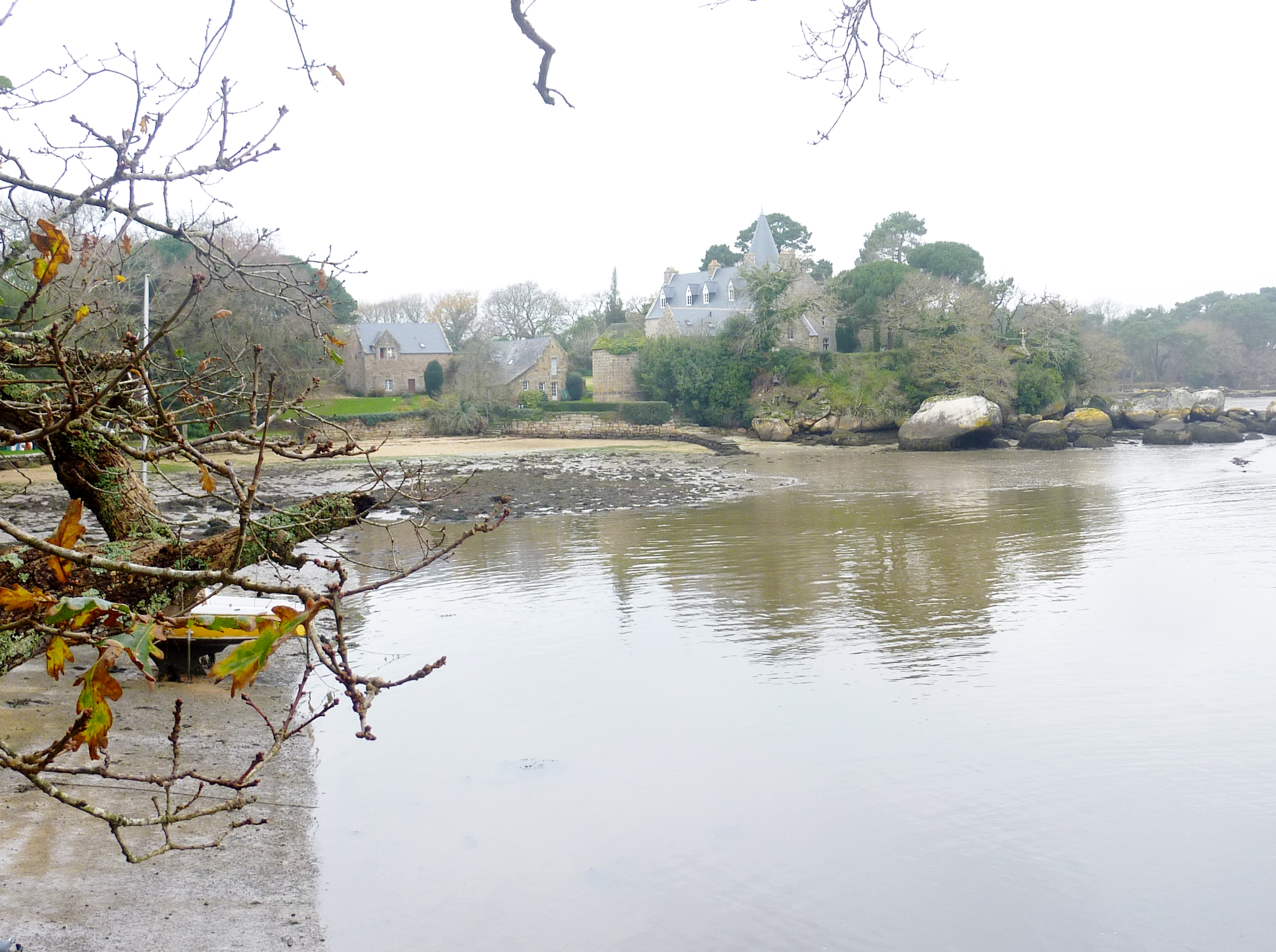
Le château du Poulguin (rive droite de l'Aven).
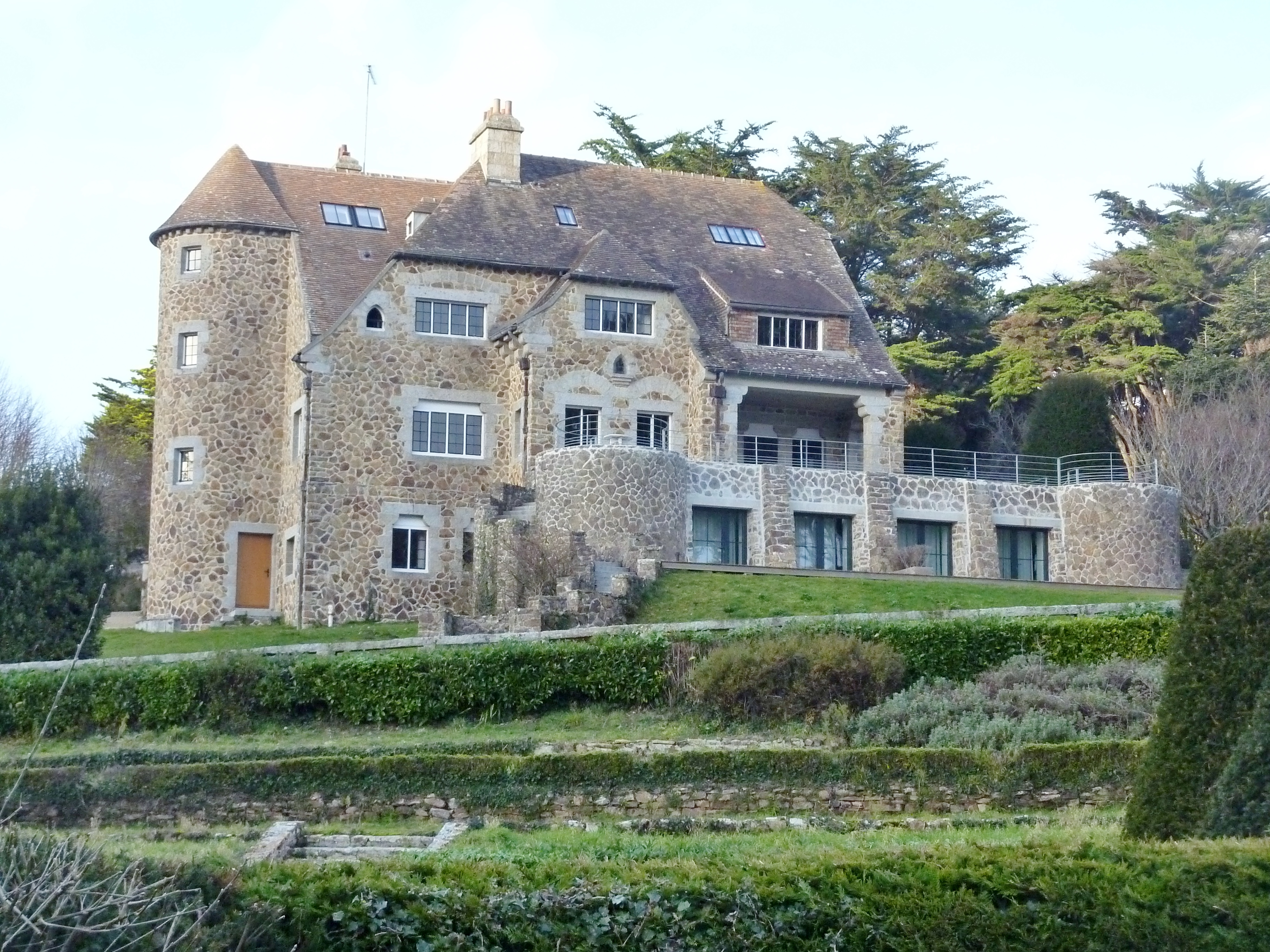
le manoir Dalmore domine la plage de Port-Manec'h.

- les maisons men zao (en « pierres debout ») ;
- la venelle men zao en face de l'église (dans le bourg de Névez) ;
- le moulin à marée du XVe siècle au Hénan (ancien moulin seigneurial relevant du manoir du même nom[85], récemment rénové) ;

Le Hénan, en bordure de l'Aven
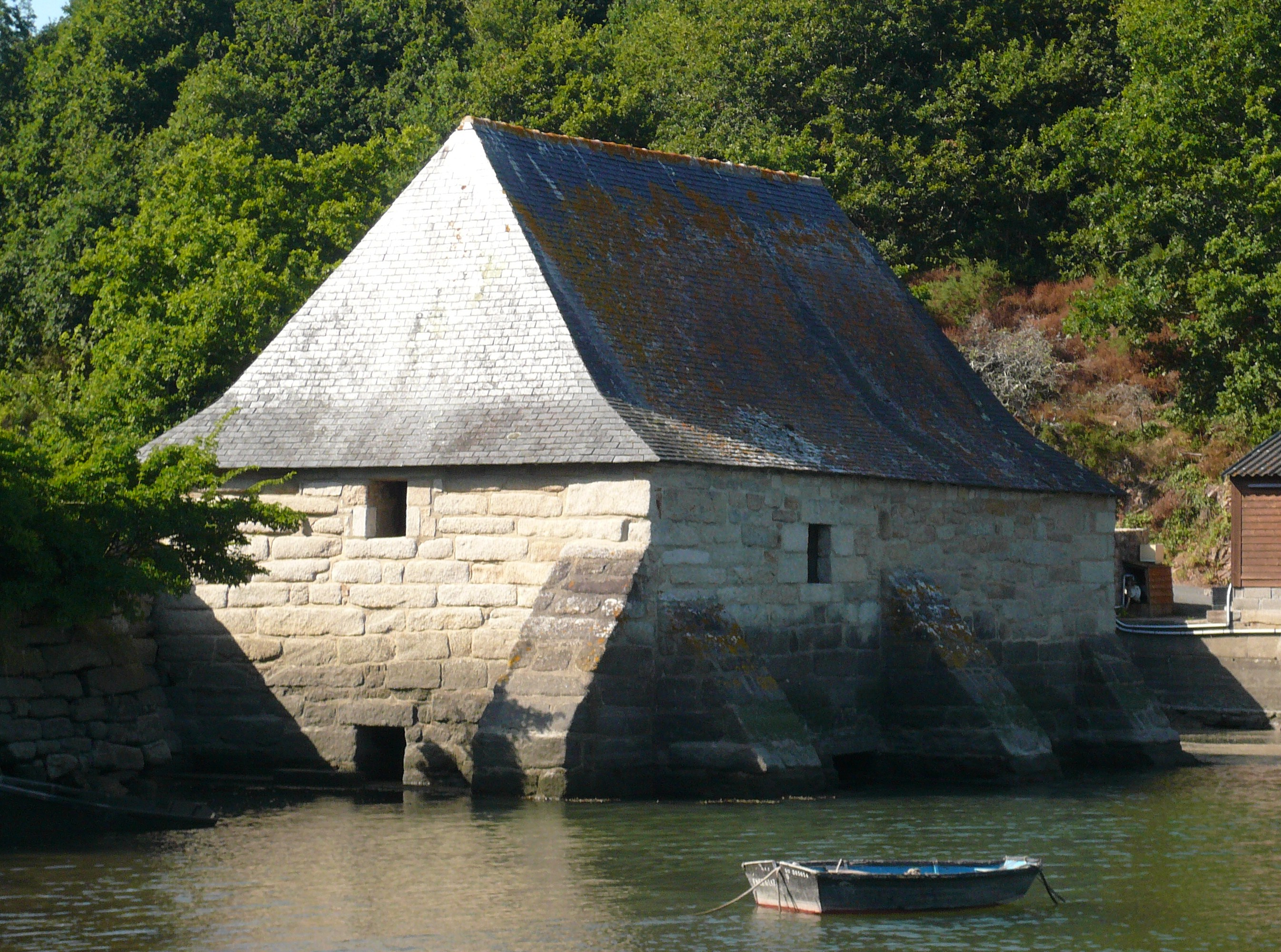
Le moulin à marée du Hénan, XVe siècle.
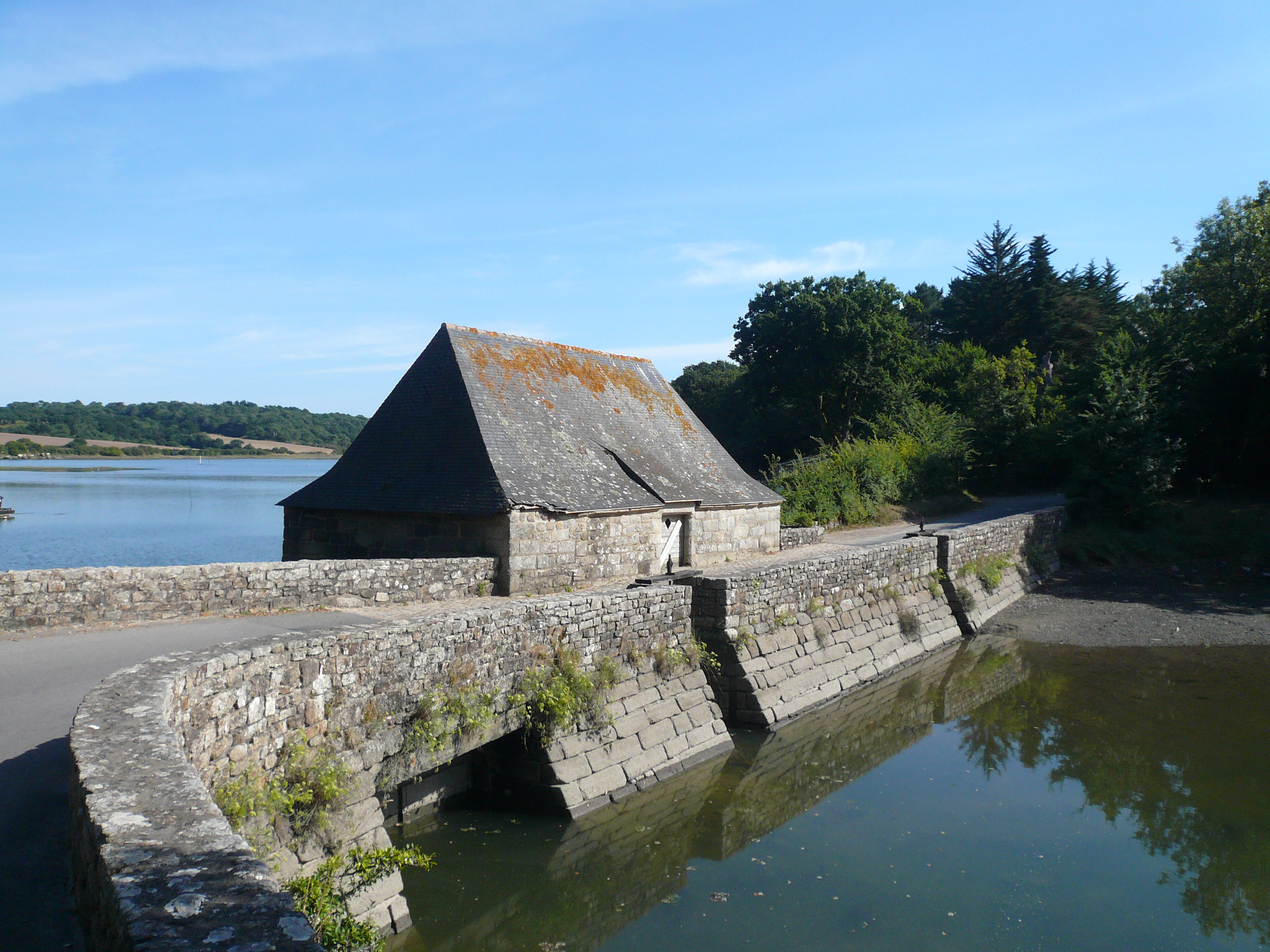
Le moulin, entre son étang et l'Aven.

- l'église paroissiale Sainte-Thumette[86], construite en 1900 d'après les plans de l´architecte Armand Gassis, a un plan en croix latine et à trois vaisseaux[87].

L'église paroissiale Sainte-Thumette
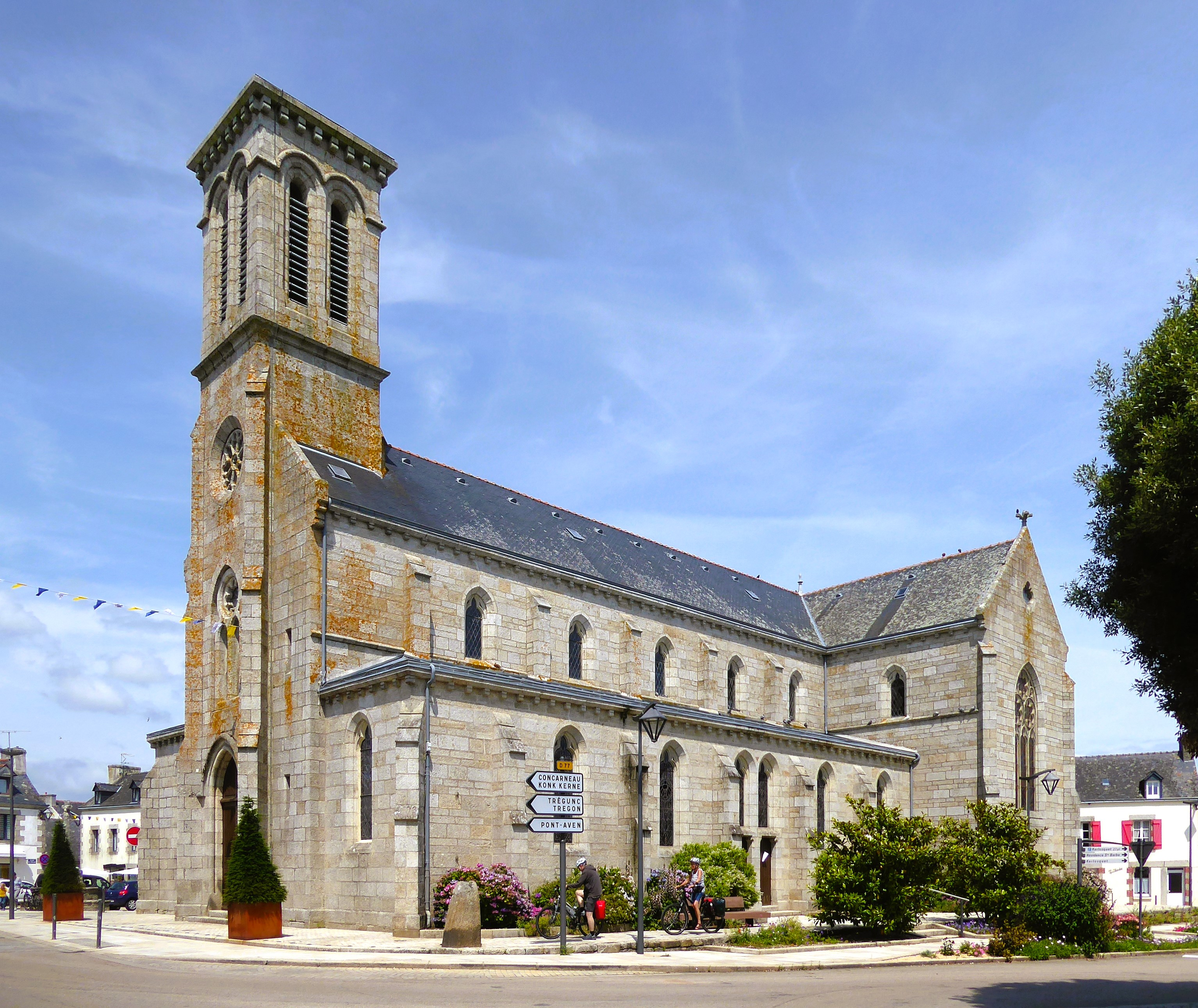
Vue extérieure d'ensemble.
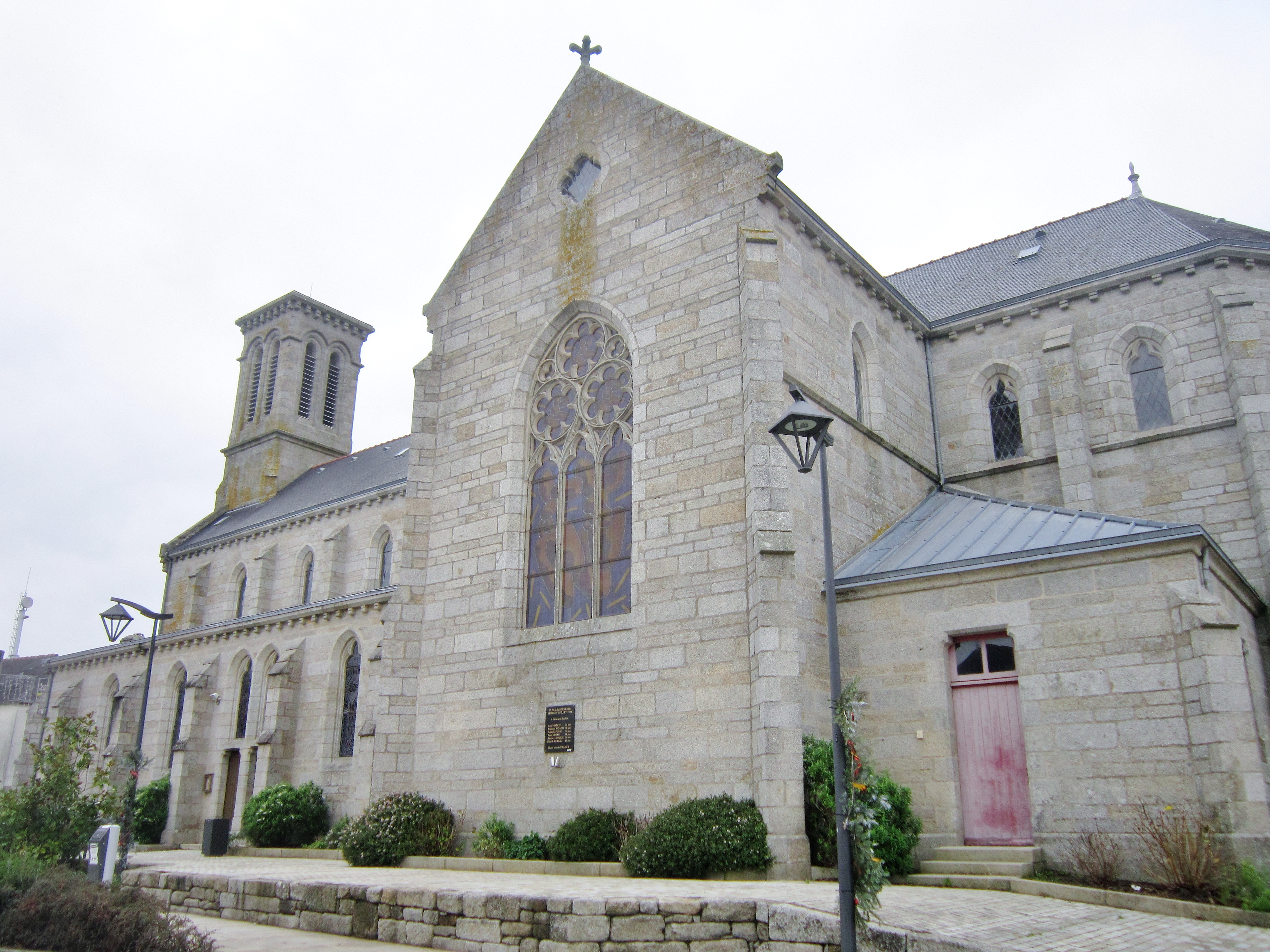
Flanc sud.
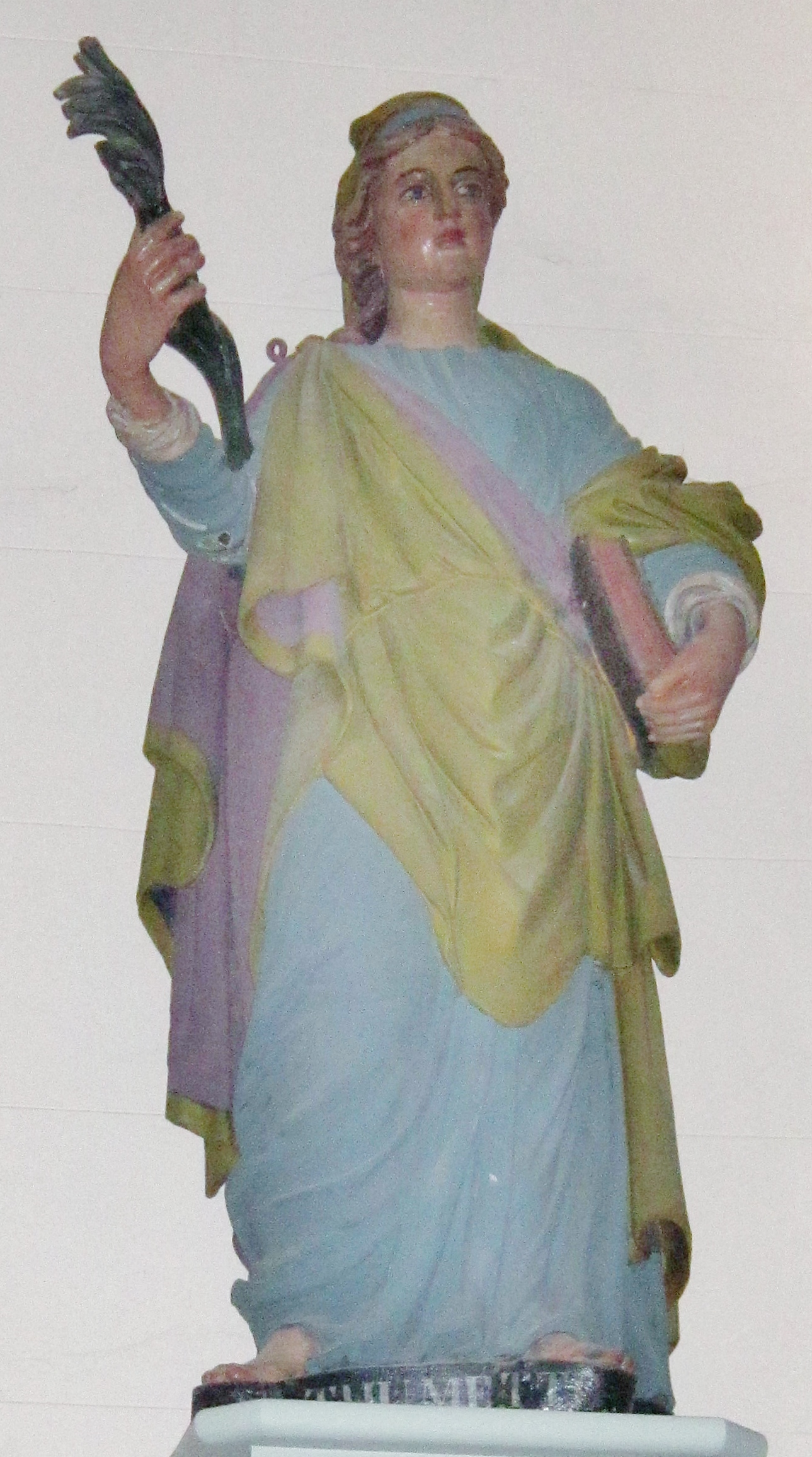
Statue de sainte Thumette.
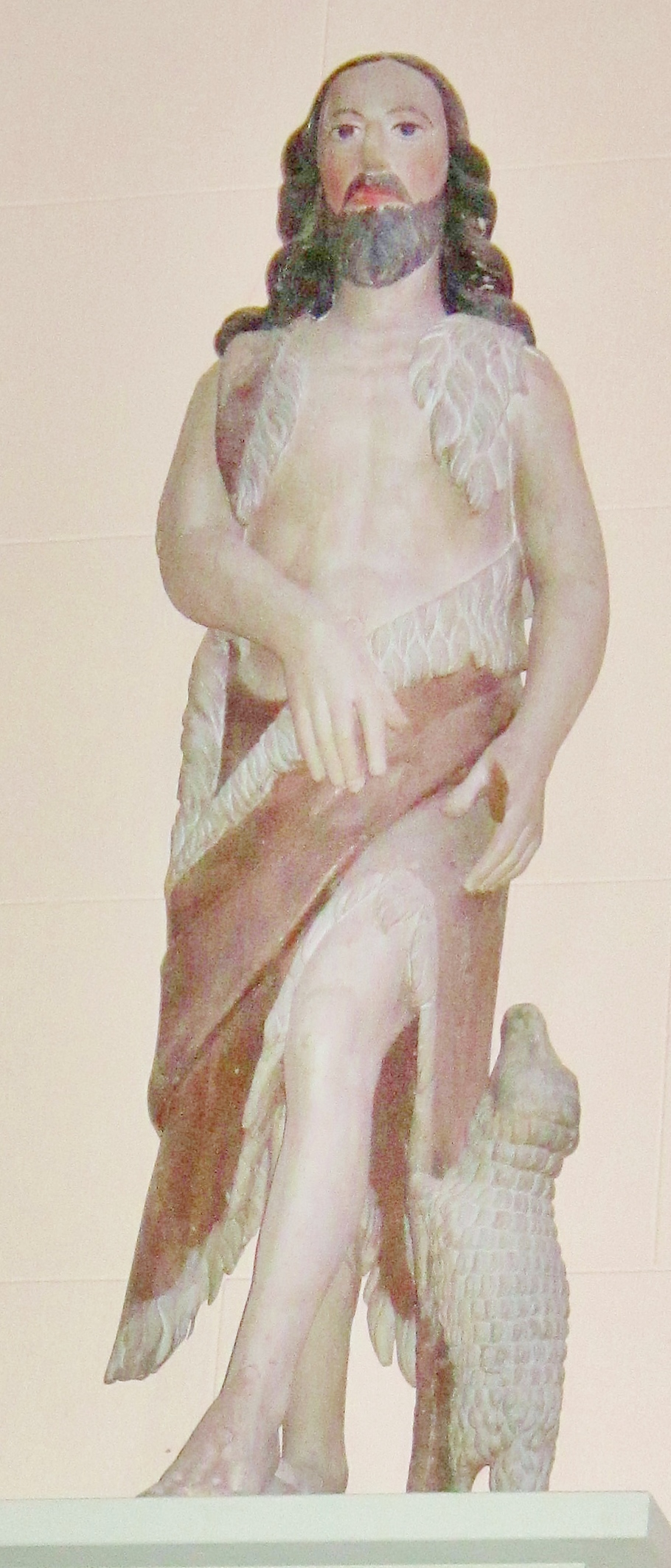
Statue de saint Jean-Baptiste datant du XVIIe siècle.
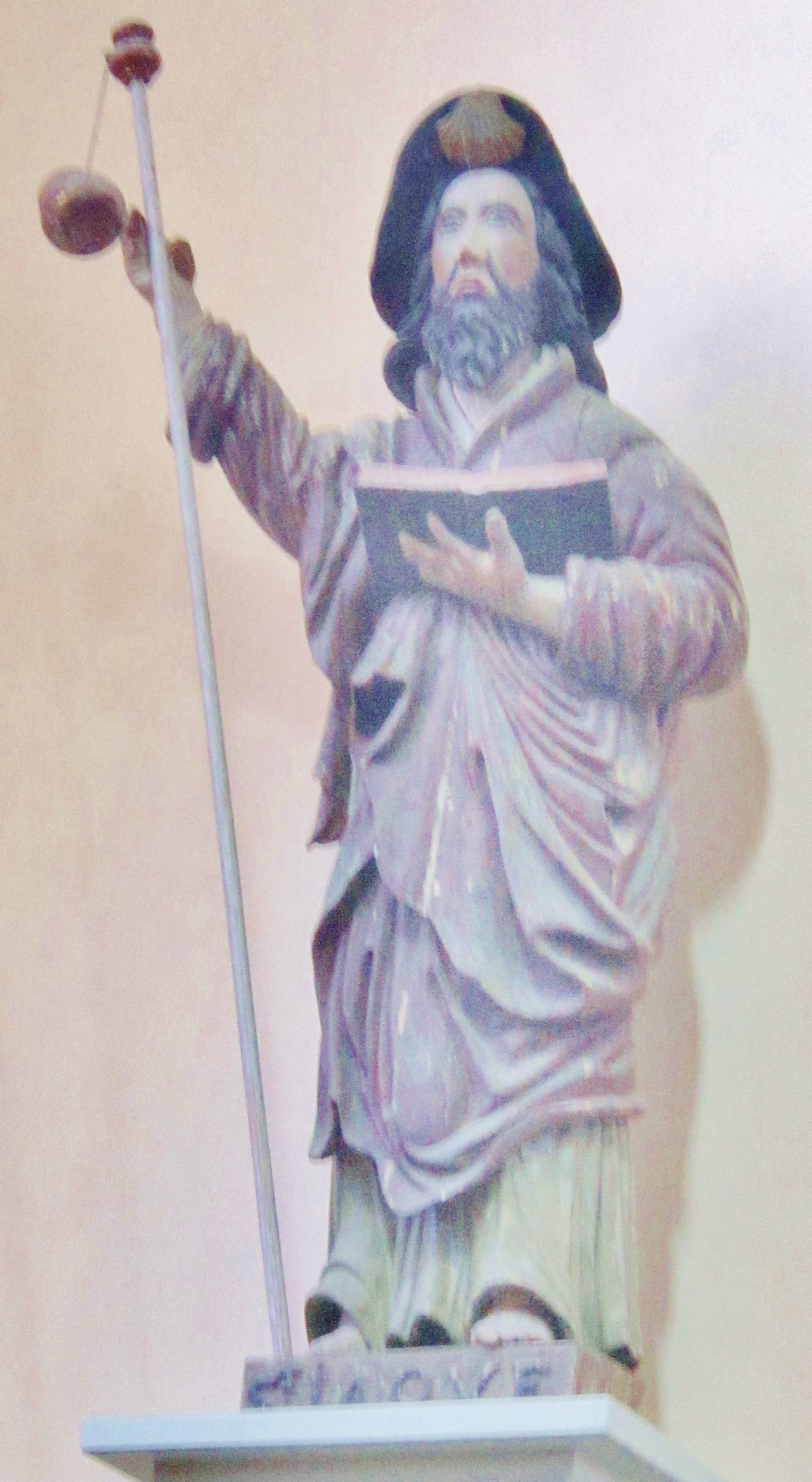
Statue de saint Jacques datant du XVIIe siècle.
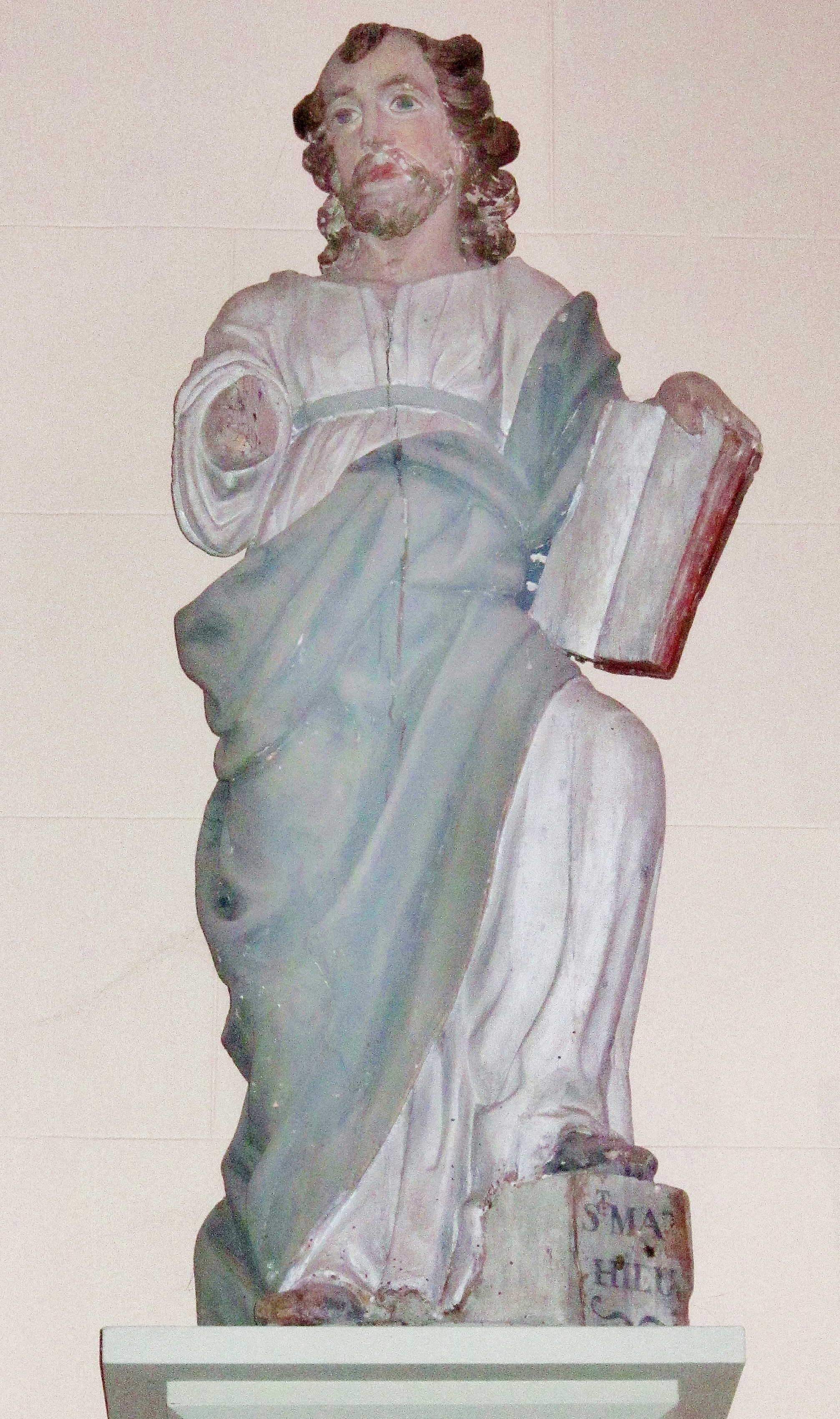
Statue de saint Mathieu datant du XVIIIe siècle.
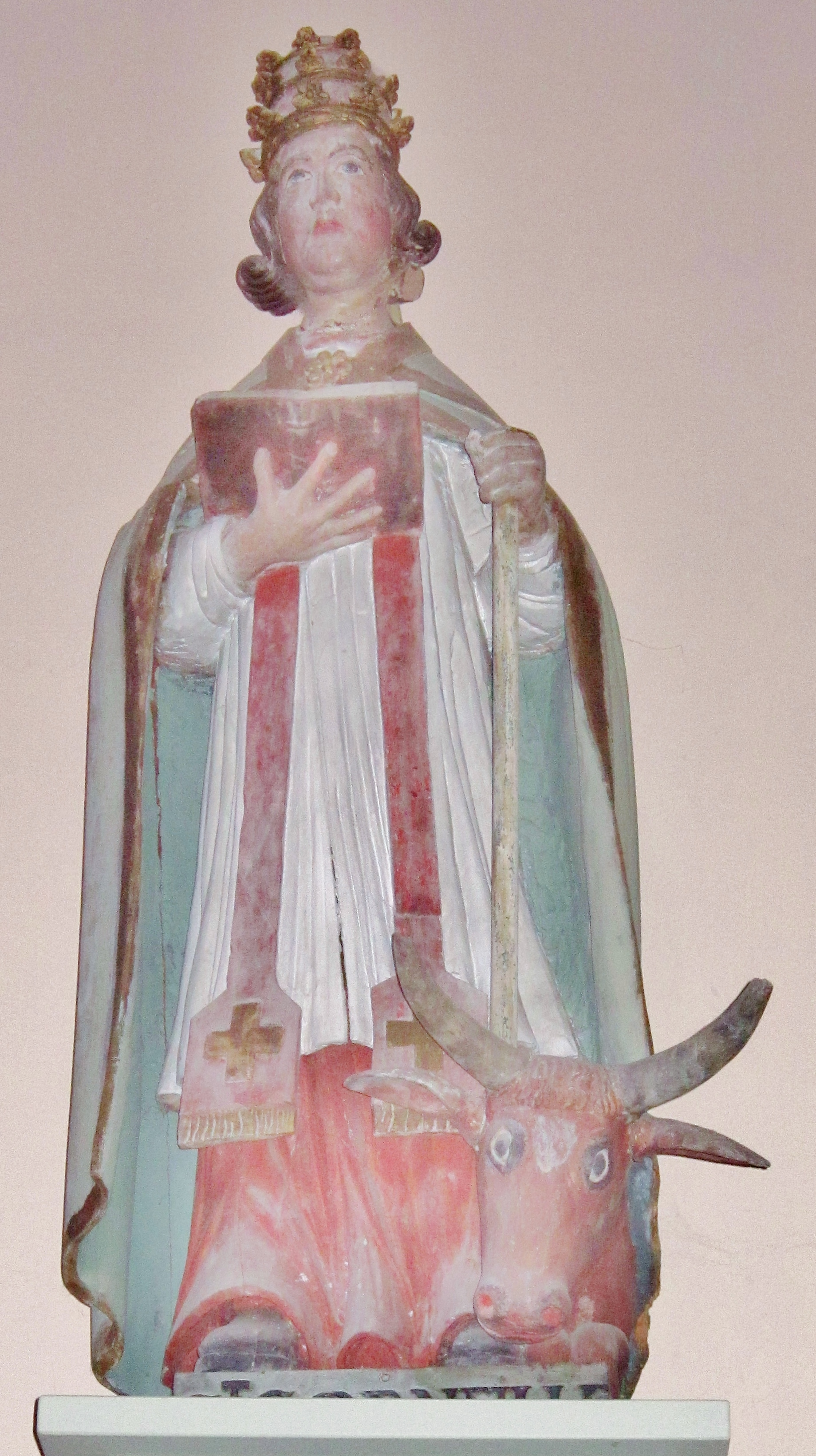
Statue de saint Cornély datant du XVIIIe siècle.

- les chapelles[88] : 
  - la chapelle Sainte-Barbe  du XVe siècle dans le Bourg, inscrite au titre des monuments historiques par arrêté du 23 mars 1972[89] ;
  - la chapelle Saint-Mathieu du XVIIIe siècle à Kerc'hras, inscrite au titre des monuments historiques par arrêté du 23 mars 1972[90] ;
  - la chapelle Saint-Nicolas du XVIe siècle à Port Manec'h, inscrite au titre des monuments historiques par arrêté du 5 mai 1975[91] ;
  - Sainte-Marguerite du XVIe siècle, située près du château du Henan ; un arboretum se trouve à proximité ;
  - Notre-Dame-de-la-Clarté des XVe et XVIe siècles à Tremorvezen.

Les chapelles de Névez
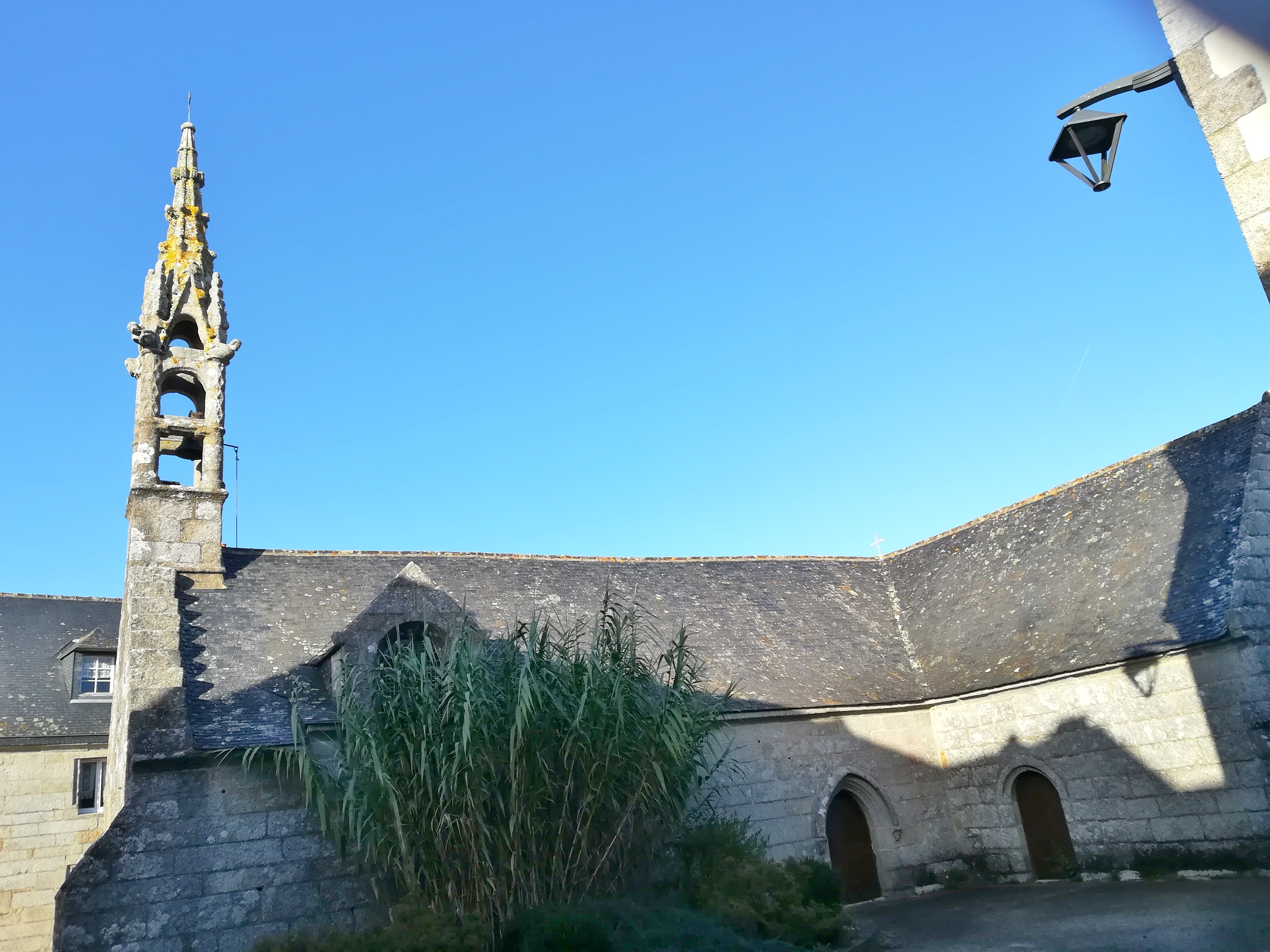
La chapelle Sainte-Barbe : vue extérieure d'ensemble.
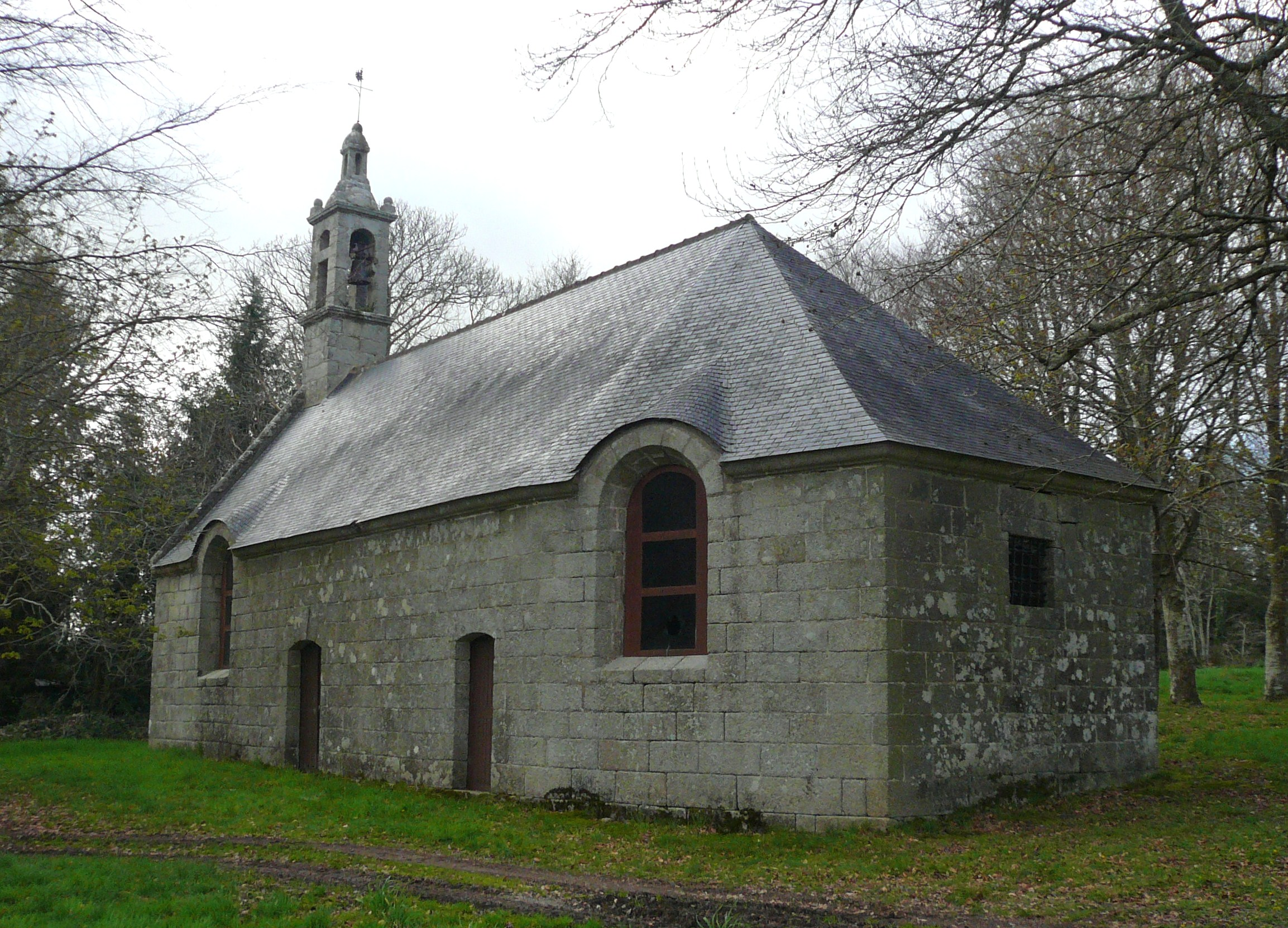
La chapelle Saint-Mathieu de Kerc'hras vue du sud-est
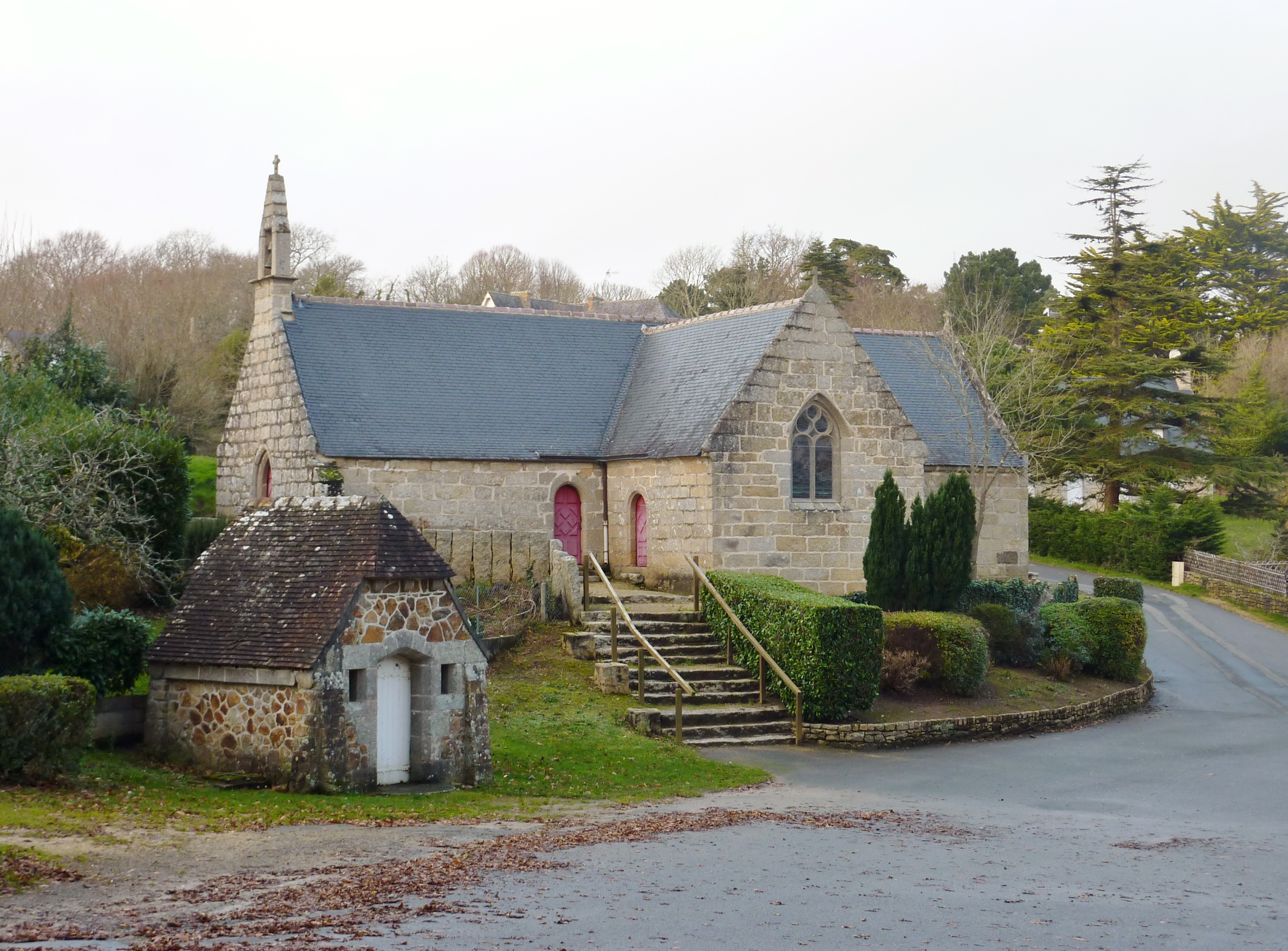
La chapelle Saint-Nicolas à Port-Manec'h : vue extérieure d'ensemble.
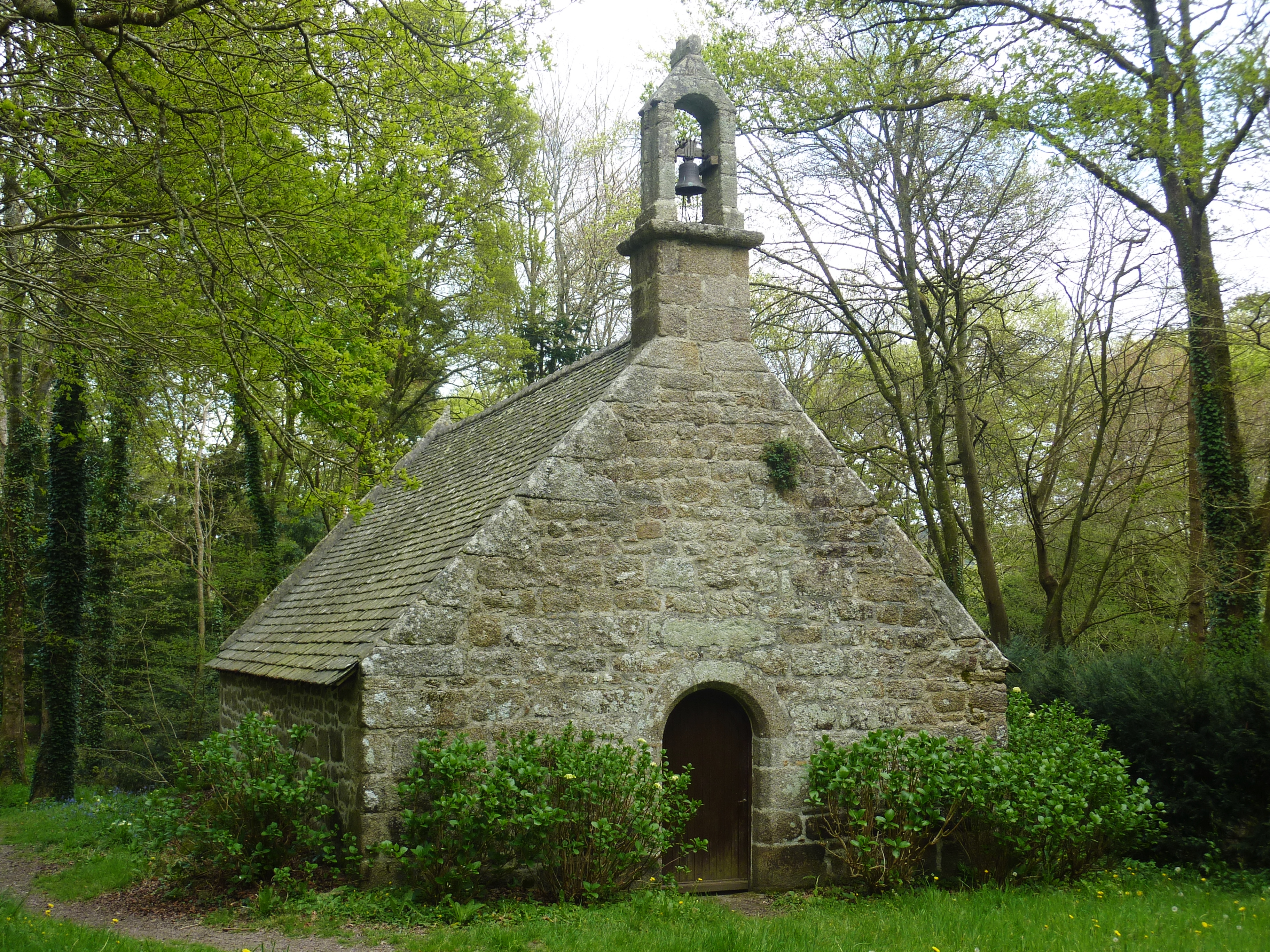
La chapelle Sainte-Marguerite : vue extérieure d'ensemble.
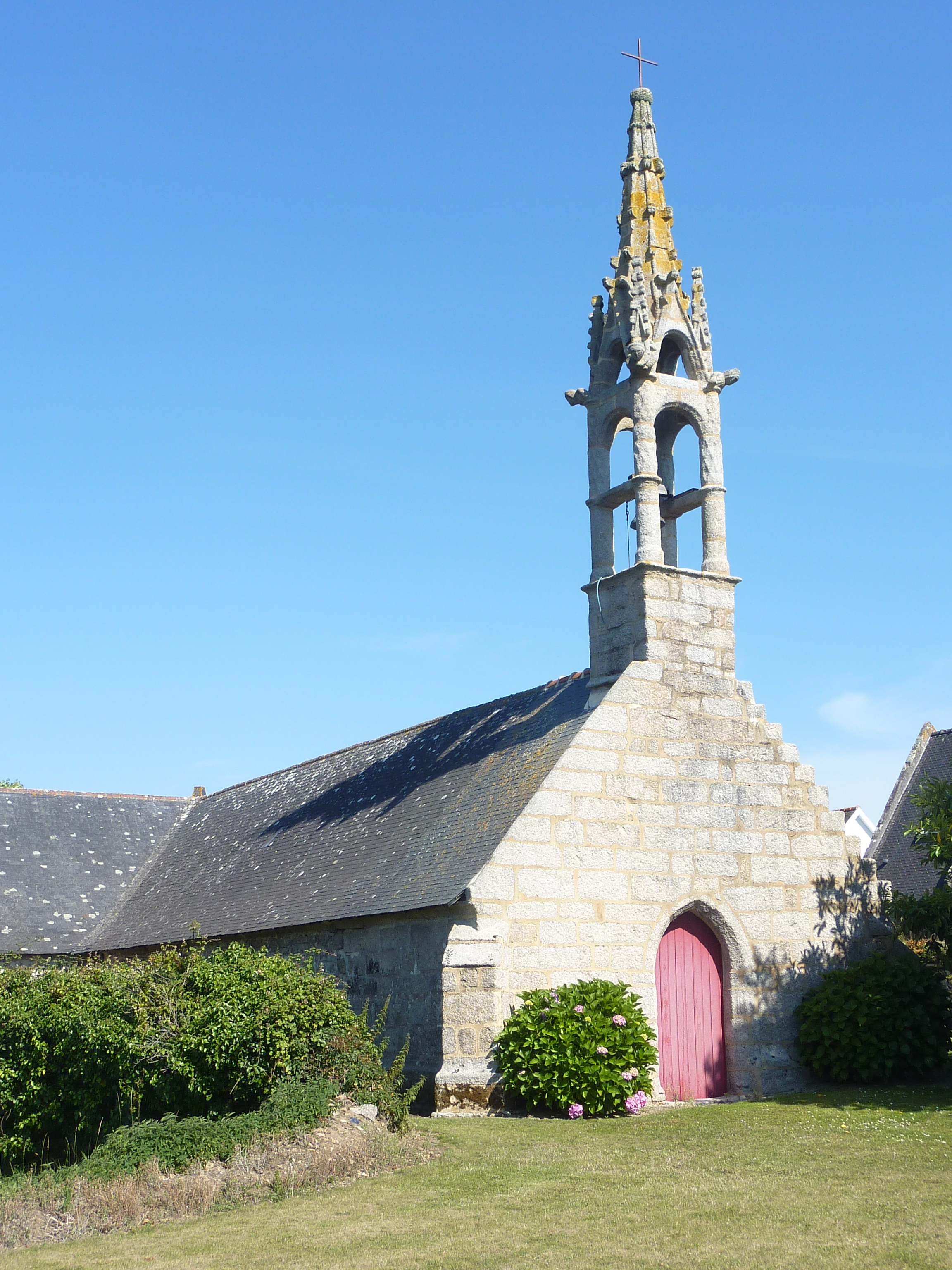
La chapelle Notre-Dame-de-la-Clarté à Tremorvezen.

- neuf croix et calvaires sont recensées sur le territoire de Névez[92] ;
- les Trois Fontaines et le bassin de rouissage dans le bois du Hénan ;
- le phare de Port Manec'h.

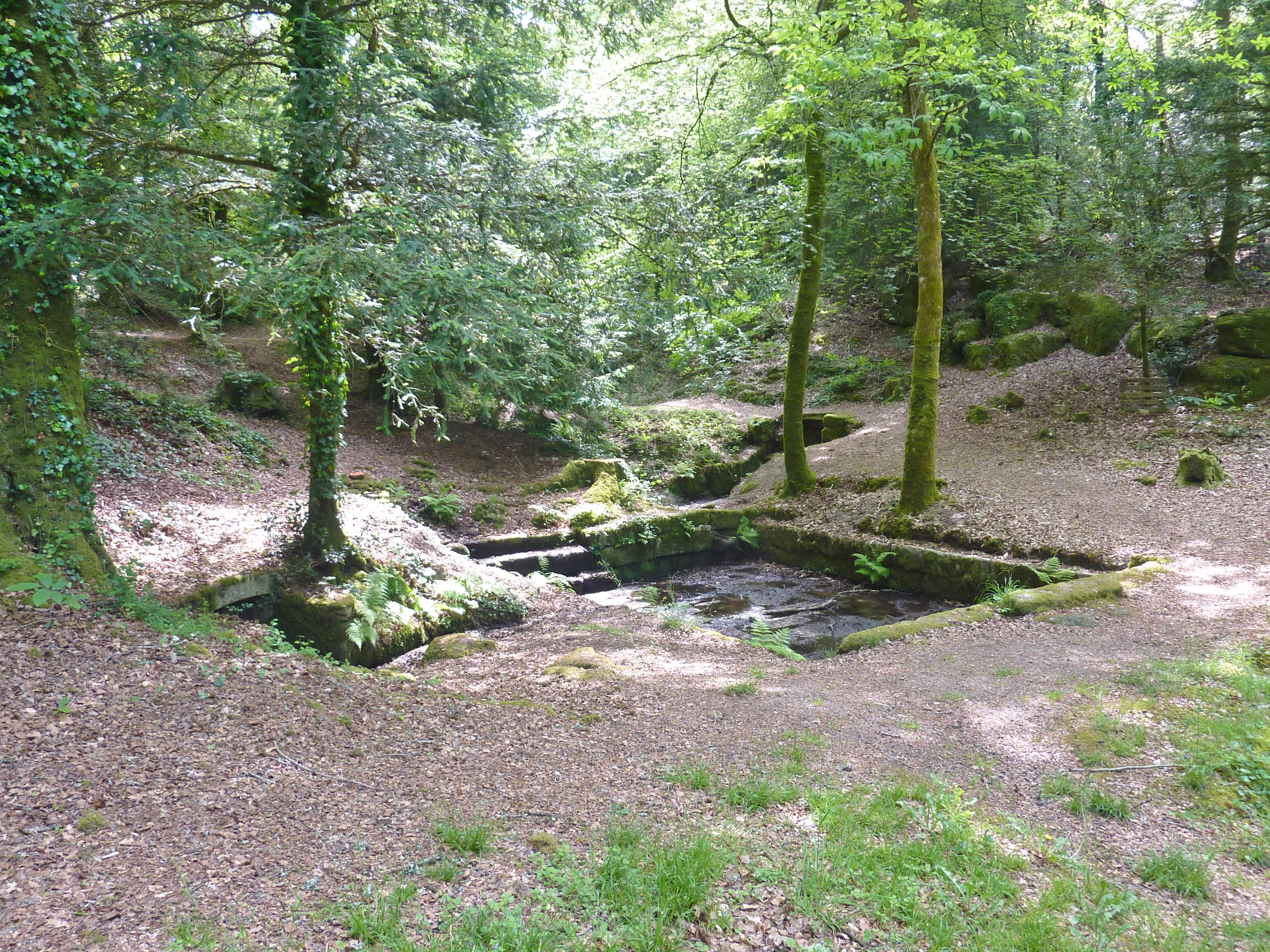
Le site des Trois Fontaines : vue d'ensemble.
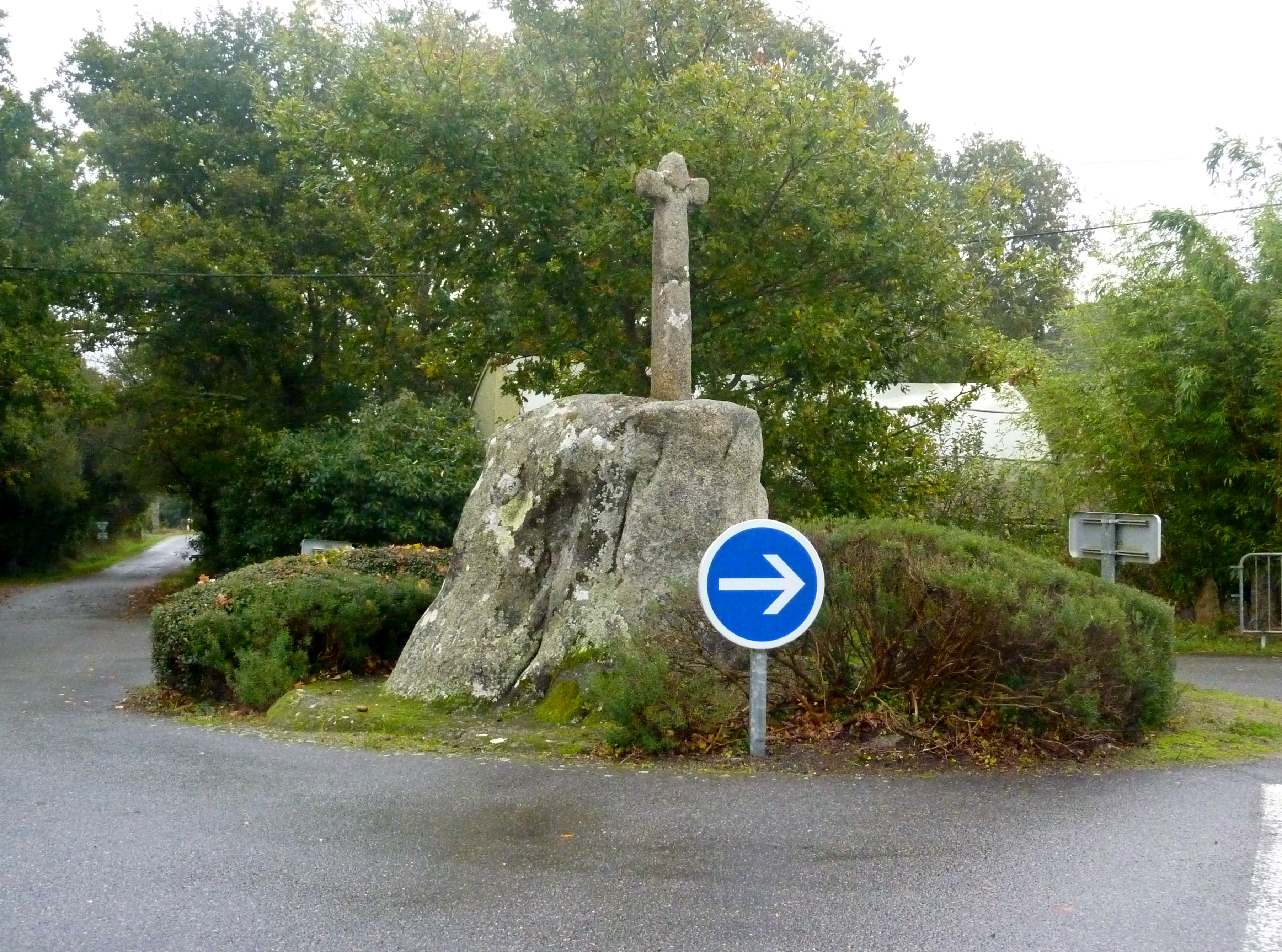
La croix de carrefour à Kérambail (croix monolithe placée sur un rocher) datant du Moyen Âge.
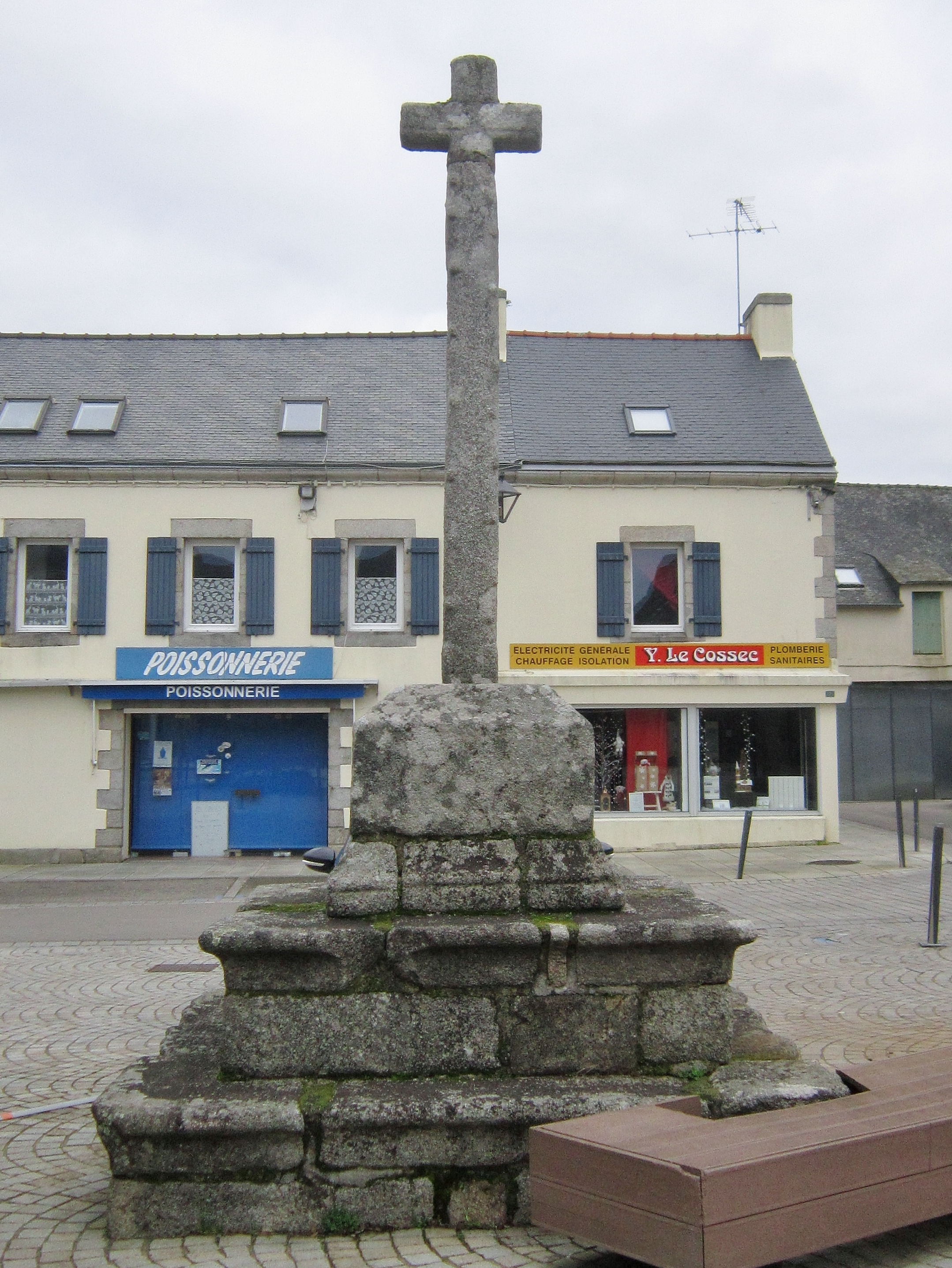
La croix à écots, datant du XVIe siècle, près de l'église paroissiale Sainte-Thumette.
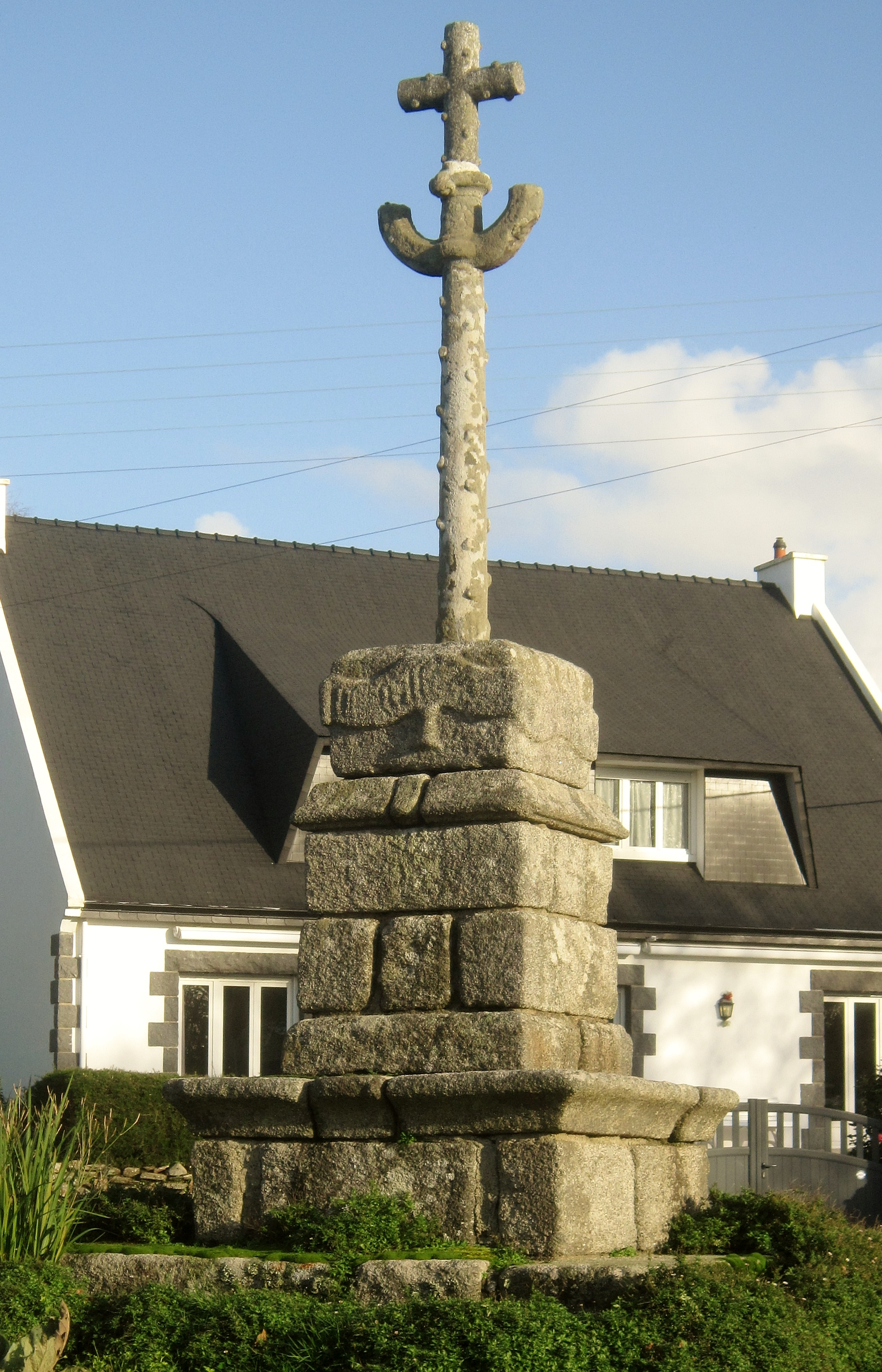
La croix à écots de Kerhoren (XVIe siècle).
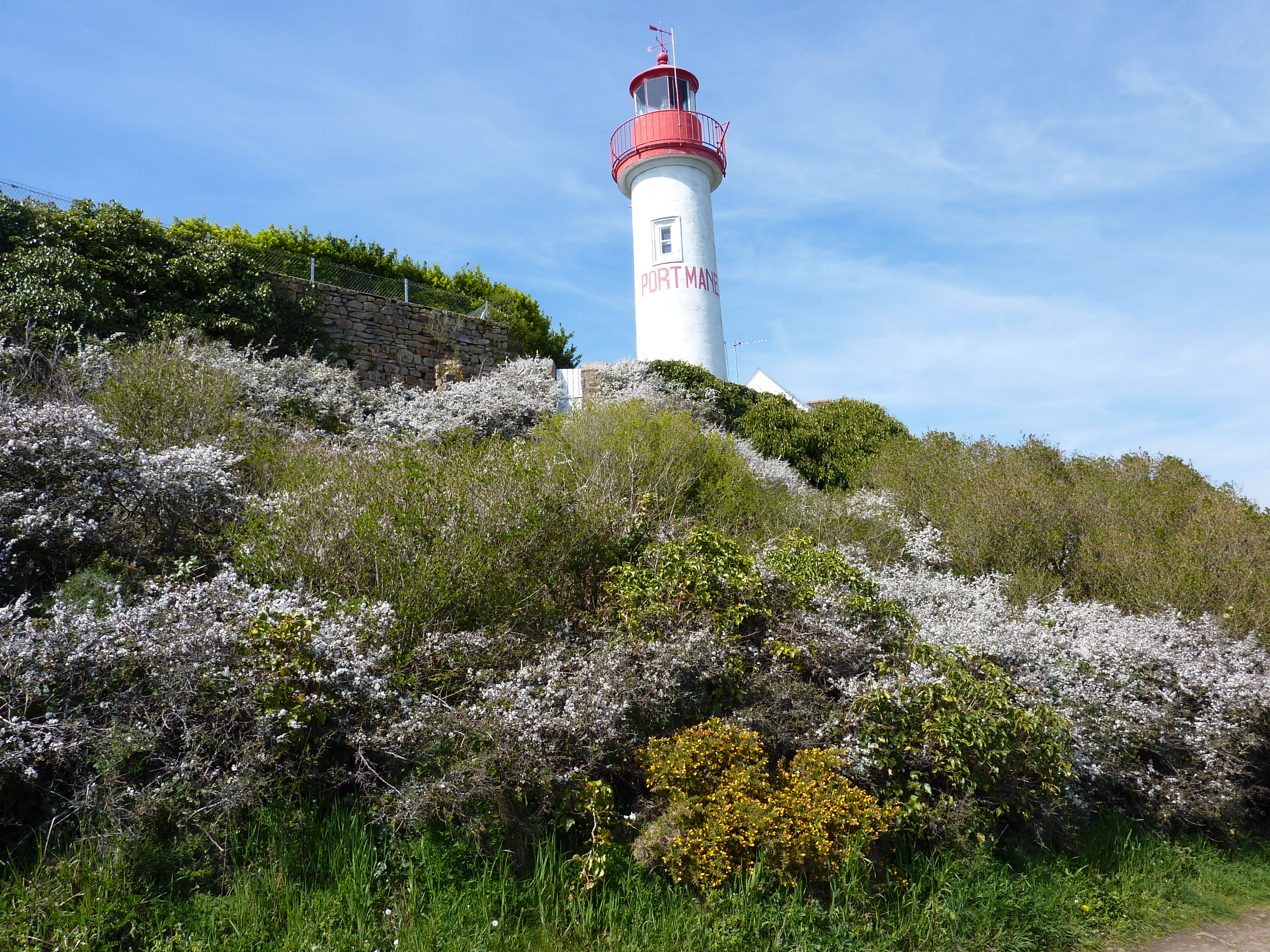
Le phare de Port-Manec'h.
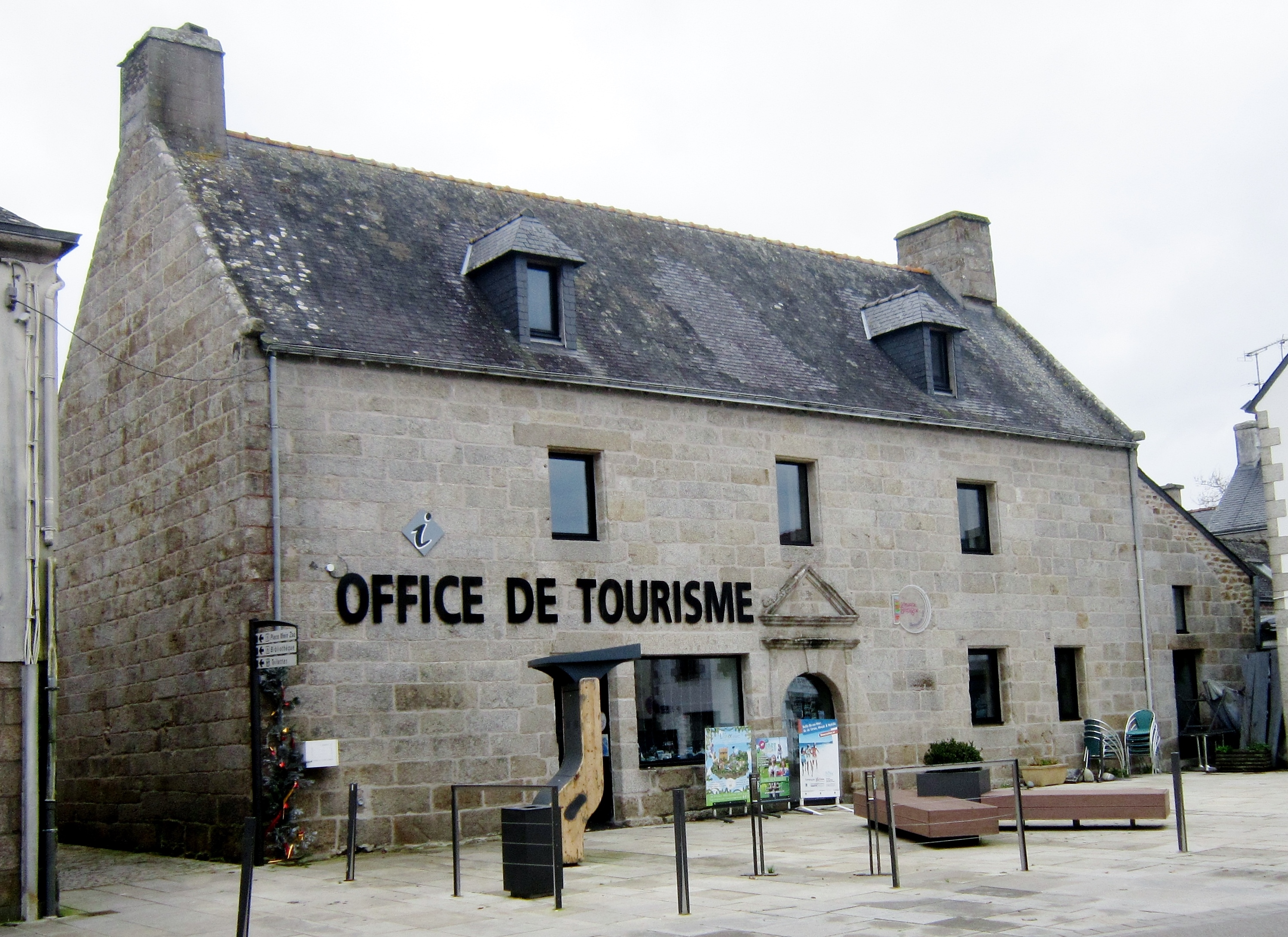
L'Office de tourisme.

## Tableaux
André Jolly a peint de nombreux paysages de Névez.
- André Jolly : La côte sauvage, L'Anse de Rospico, Le thonier, Le château du Poulgwin, Les rochers de Port-Manec'h, etc..

## Personnalités liées à la commune

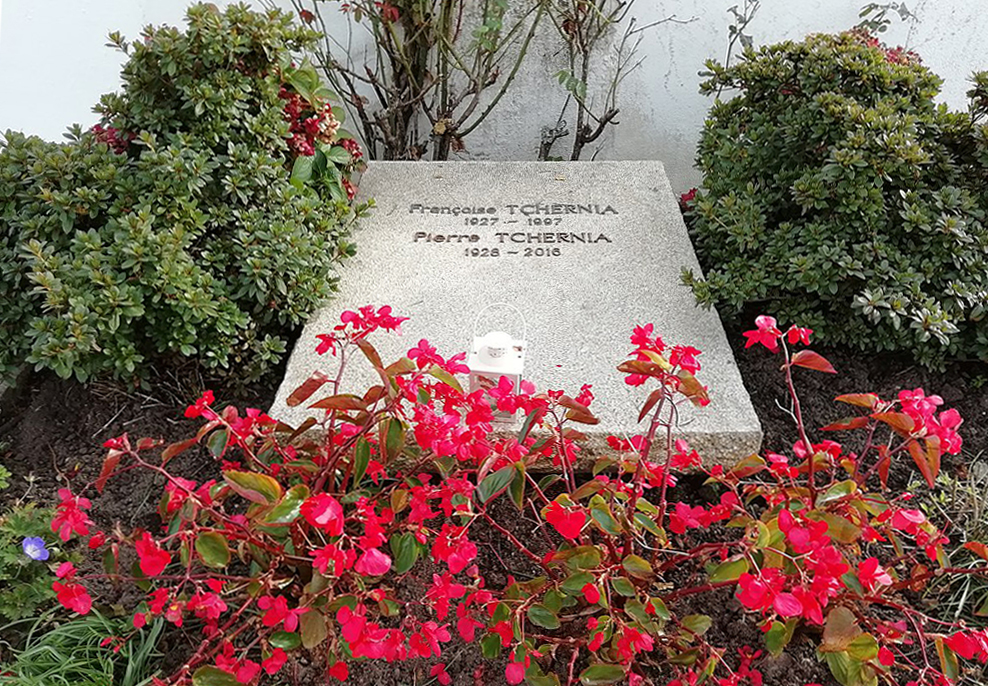
Tombe de Pierre Tchernia, cimetière de Névez.

- Pierre Tchernia (1928-2016), réalisateur et doubleur français, un des fondateurs du parc Astérix qui possédait une maison au village de Kercanic, y est inhumé.
- Éric Le Lann (1957), trompettiste compositeur et interprète de jazz, y habite.
- Pierre Guyotat, écrivain, auteur de Tombeau pour cinq cent mille soldats, dont la 2e partie a été écrite dans la maison de son grand-oncle Charles Viannay à Raguenez.
- Jörg Bong, écrivain sous le nom de plume « Jean-Luc Bannalec », y possède une maison où il séjourne une partie de l'année[94].
- Ginette Cros (1921-2002) résistante et responsable communiste, y est décédée.
- Thomas Gilou, réalisateur, y possède une maison sur une parcelle de terrain que sa mère, la résistante Miriam Gilou-Cendrars qui y est décédée, avait achetée en 1972[95].